# 逸東邨

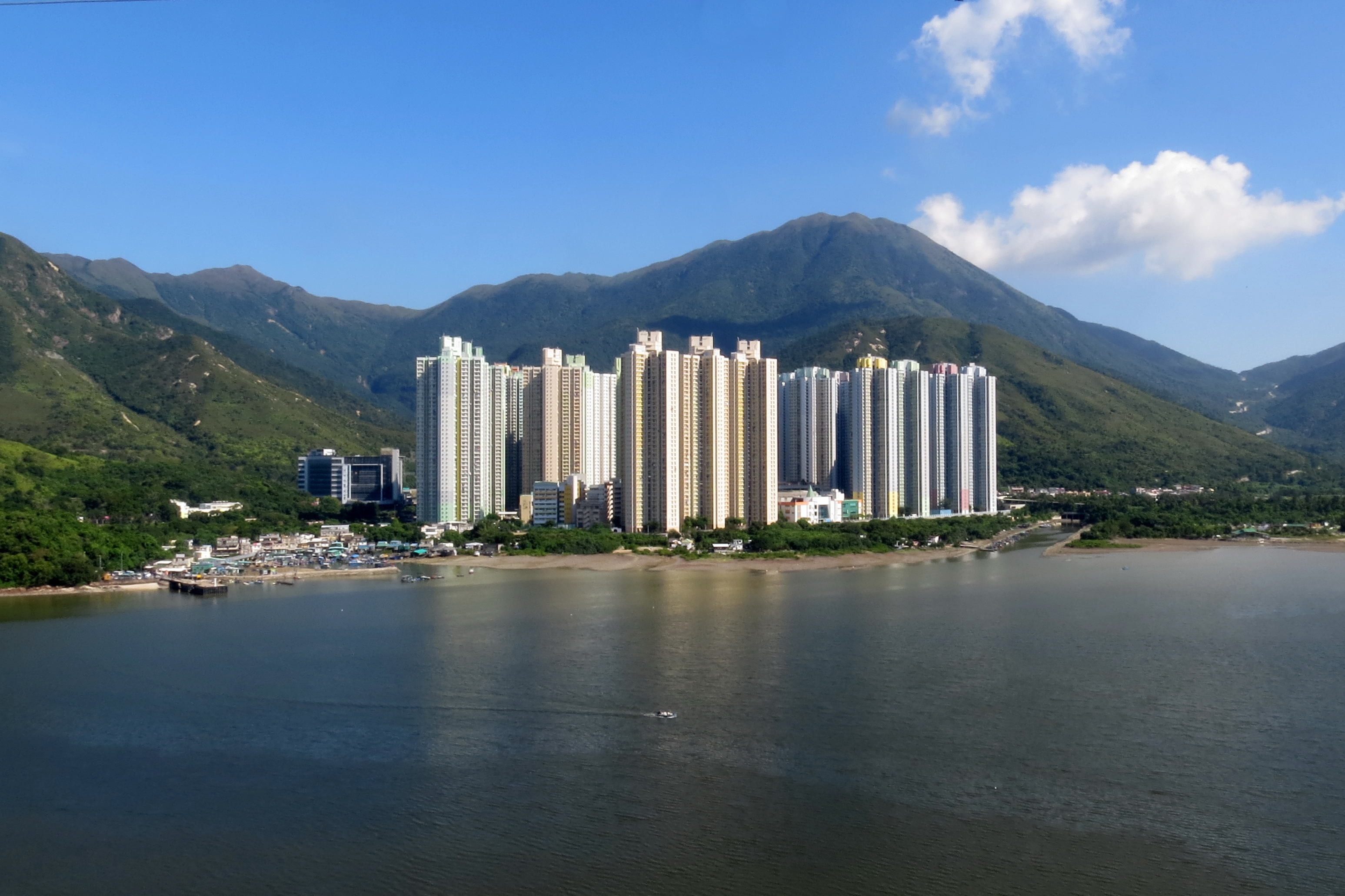
逸東邨的北面外貌

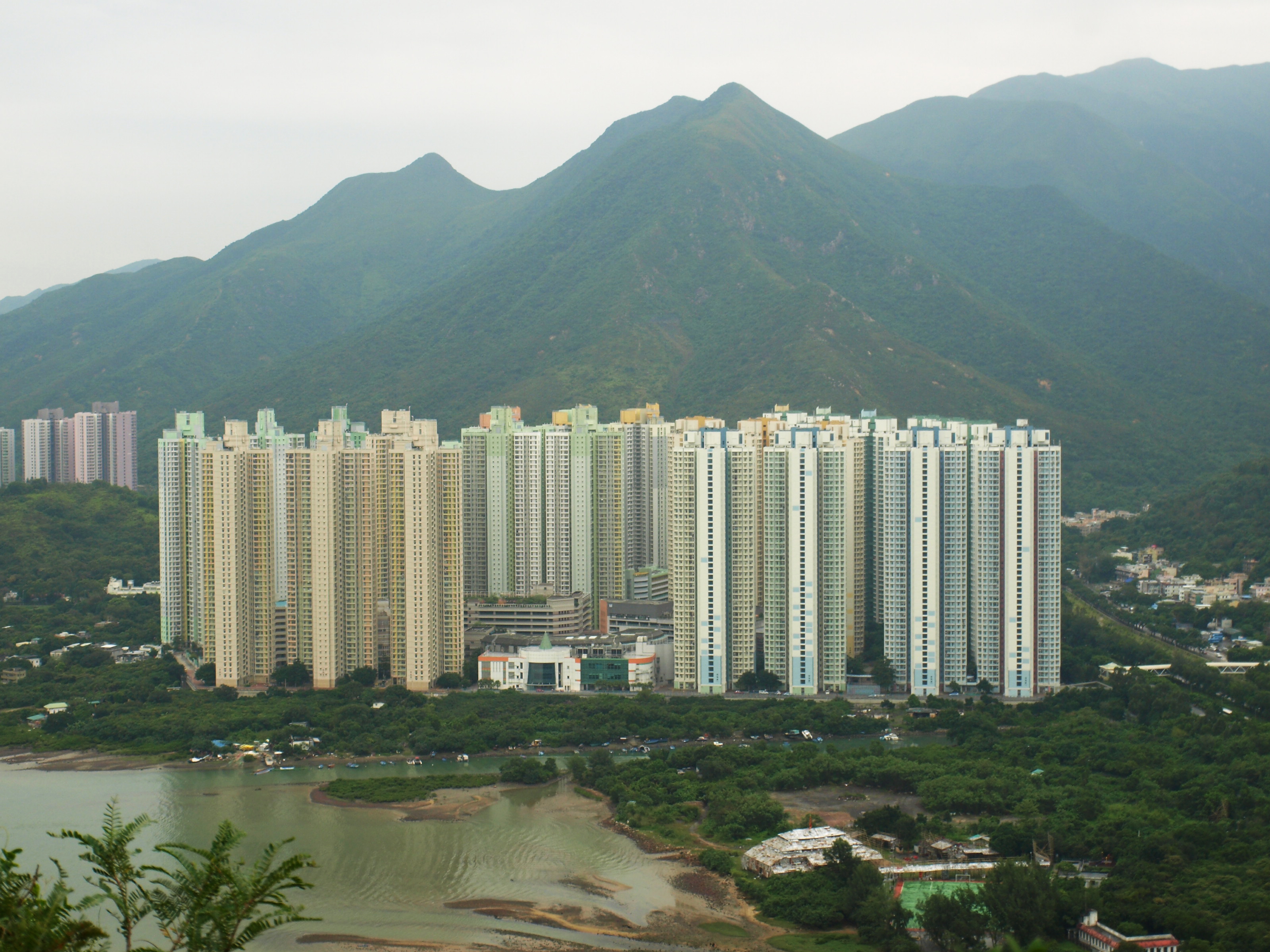
逸東邨全景（2015年）

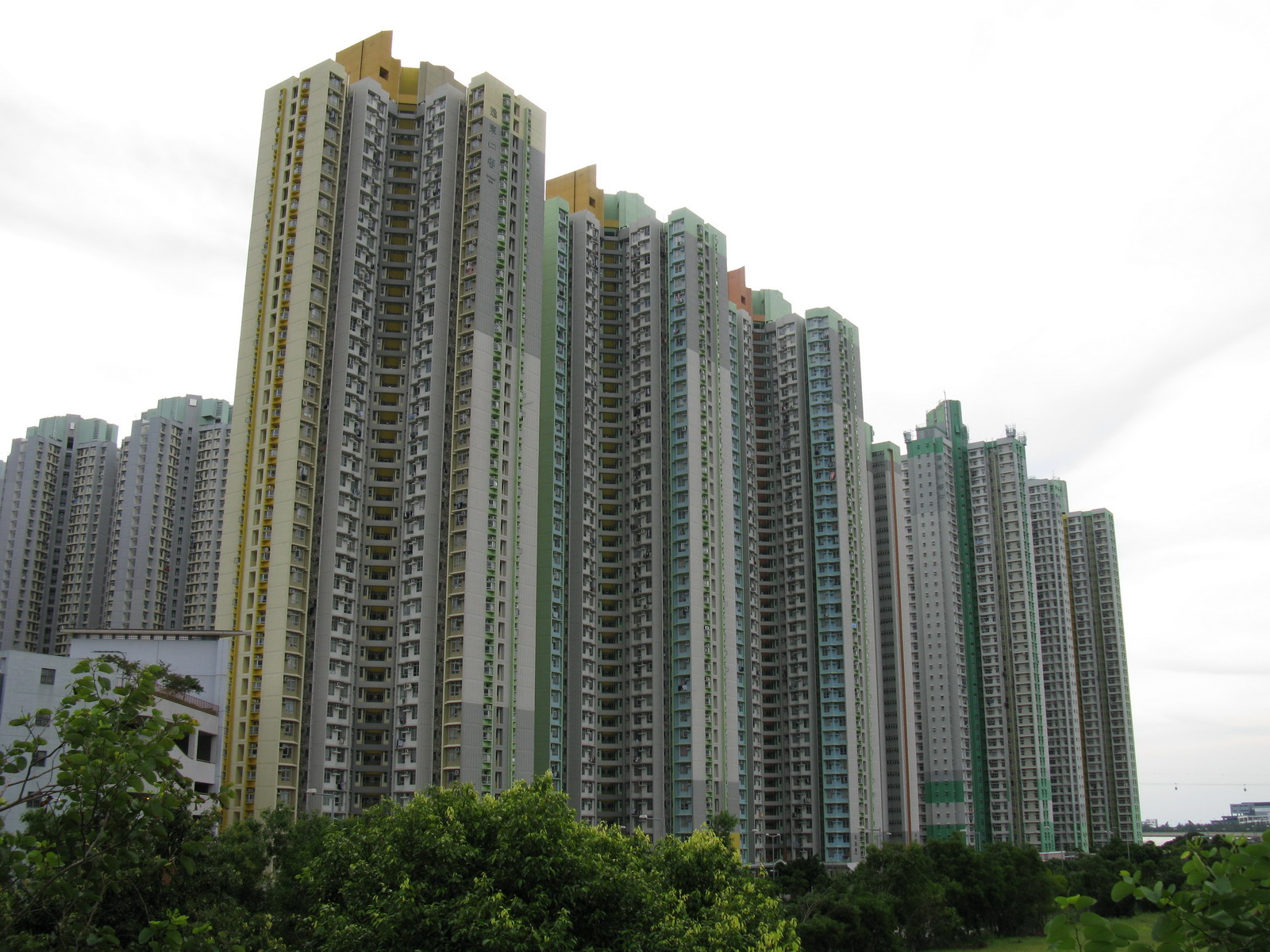
逸東（二）邨新和諧一型及新十字型大廈外貌

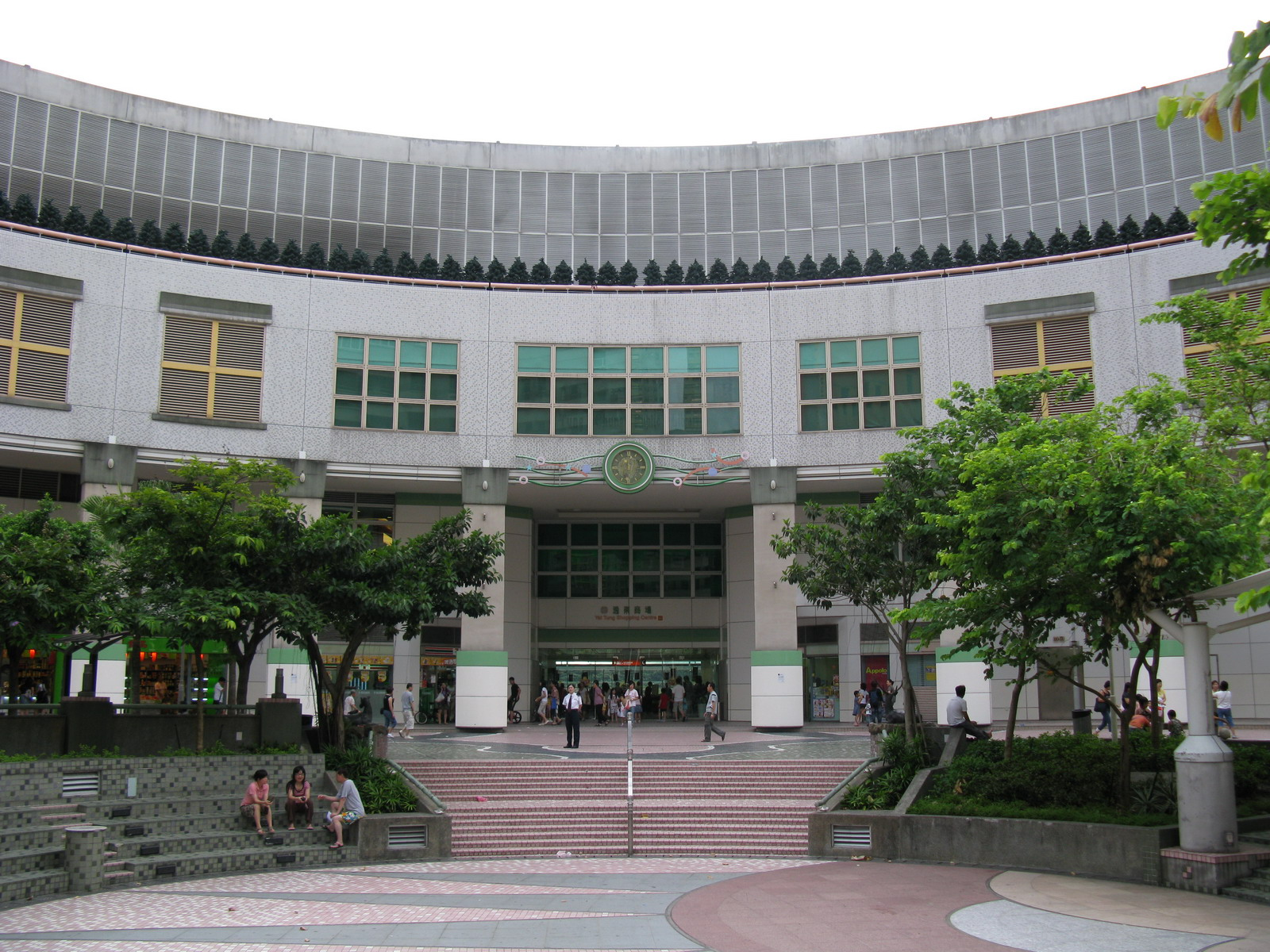
逸東商場外貌

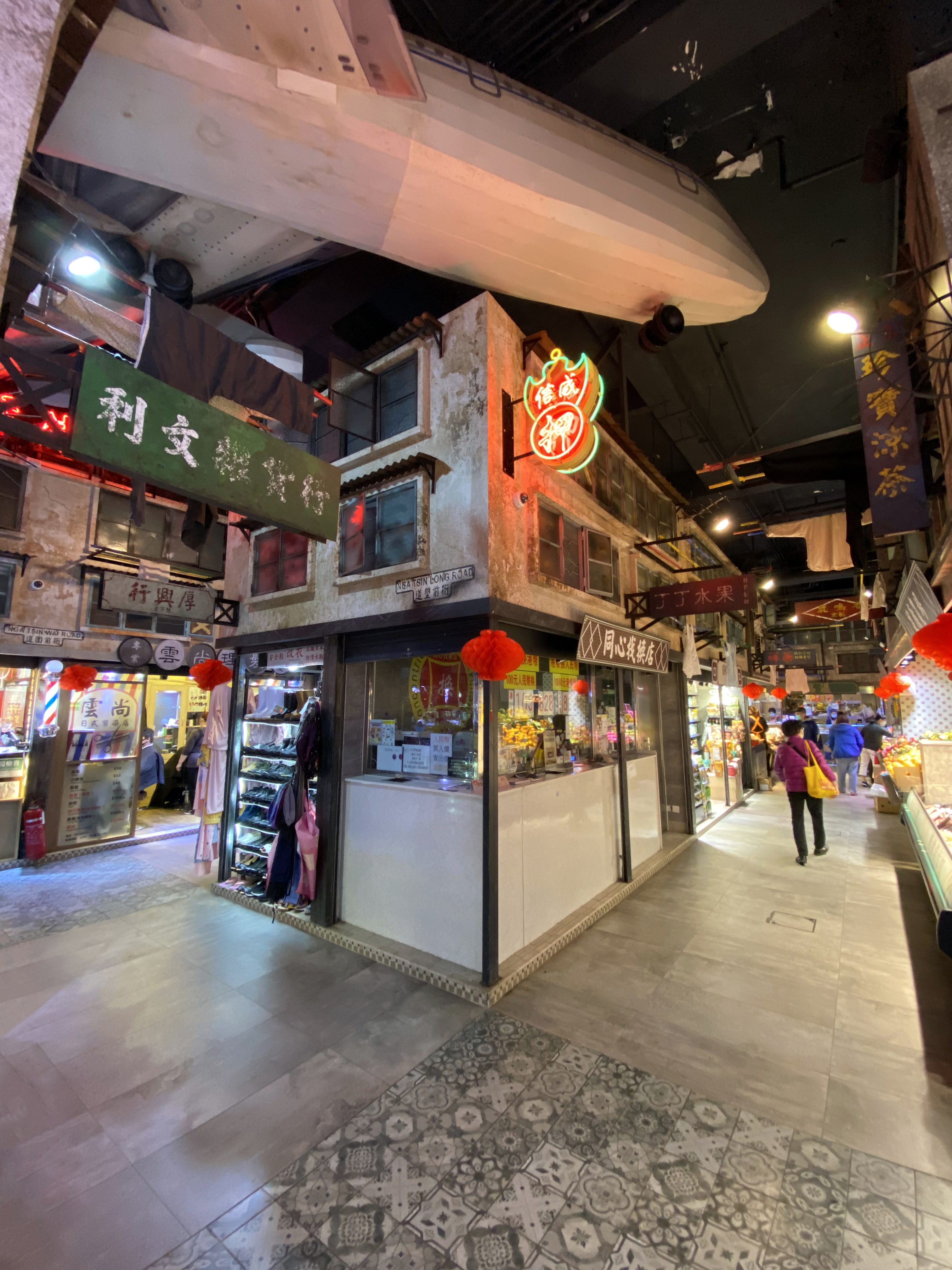
2016年8月翻新後的逸東街市易名為「香港街市」，假天花設模擬民航客機越過九龍城唐樓群

逸東邨（英語：Yat Tung Estate）是香港的一個公共屋邨，位於離島區東涌新市鎮逸東街8號 （東涌第30、31區），已列入擴展市區配屋區內。屋邨由房屋署總建築師、劉榮廣伍振民建築師事務所及興業建築師事務所聯手設計。於1998年7月始建，2001年3月至2005年間分階段落成。
為方便管理，逸東邨分為逸東（一）邨（項目編號為IS02NR）及逸東（二）邨（項目編號為IS03NR）。
在2020年7月1日，由卓安管理服務有限公司轉為中海物業集團有限公司（中海物業）負責屋邨管理。 直到2025年7月1日由中海物業集團有限公司（中海物業） 轉為雅居物業顧問服務有限公司負責屋邨管理。

## 簡介與特色

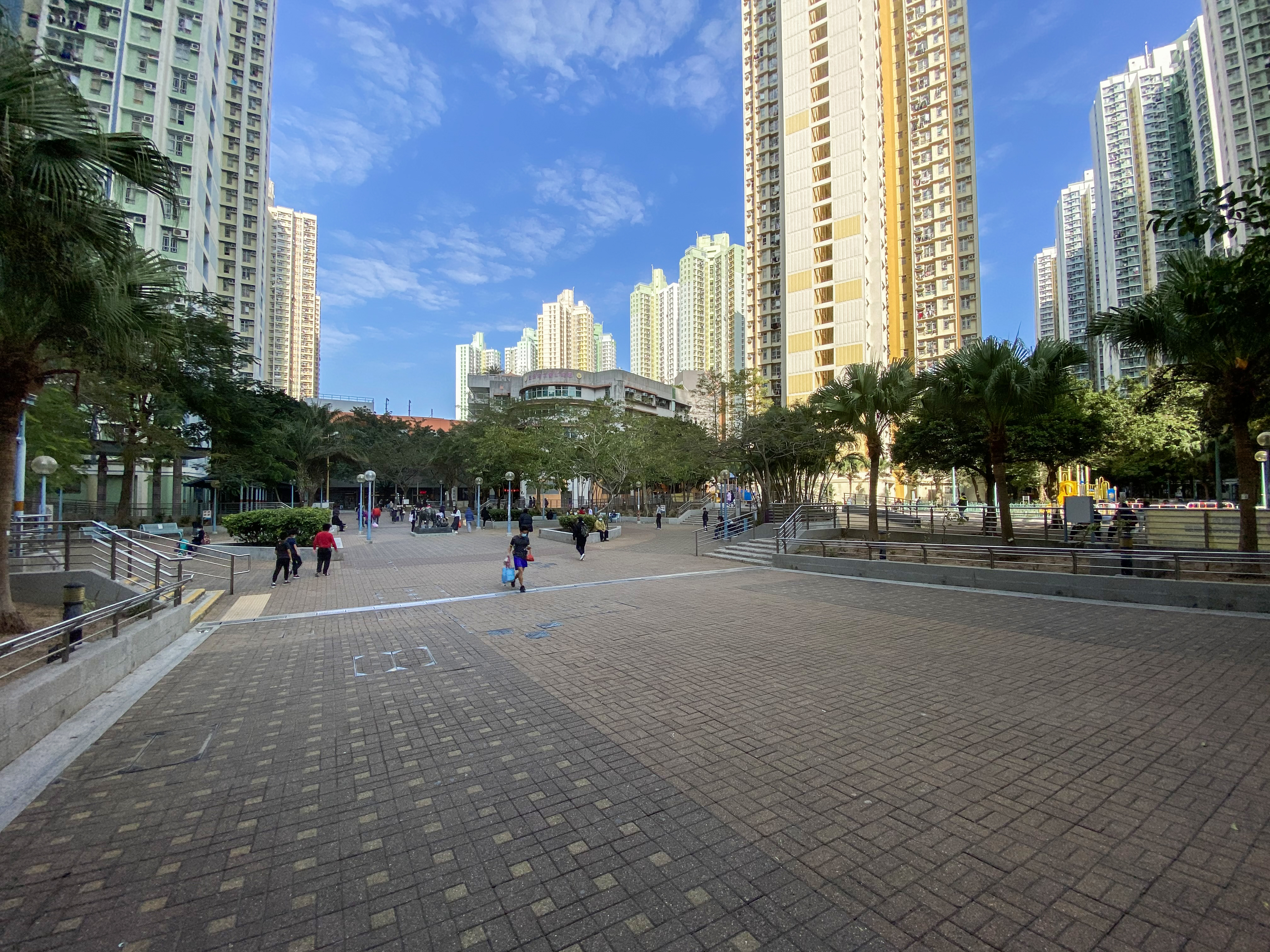
休憩空間

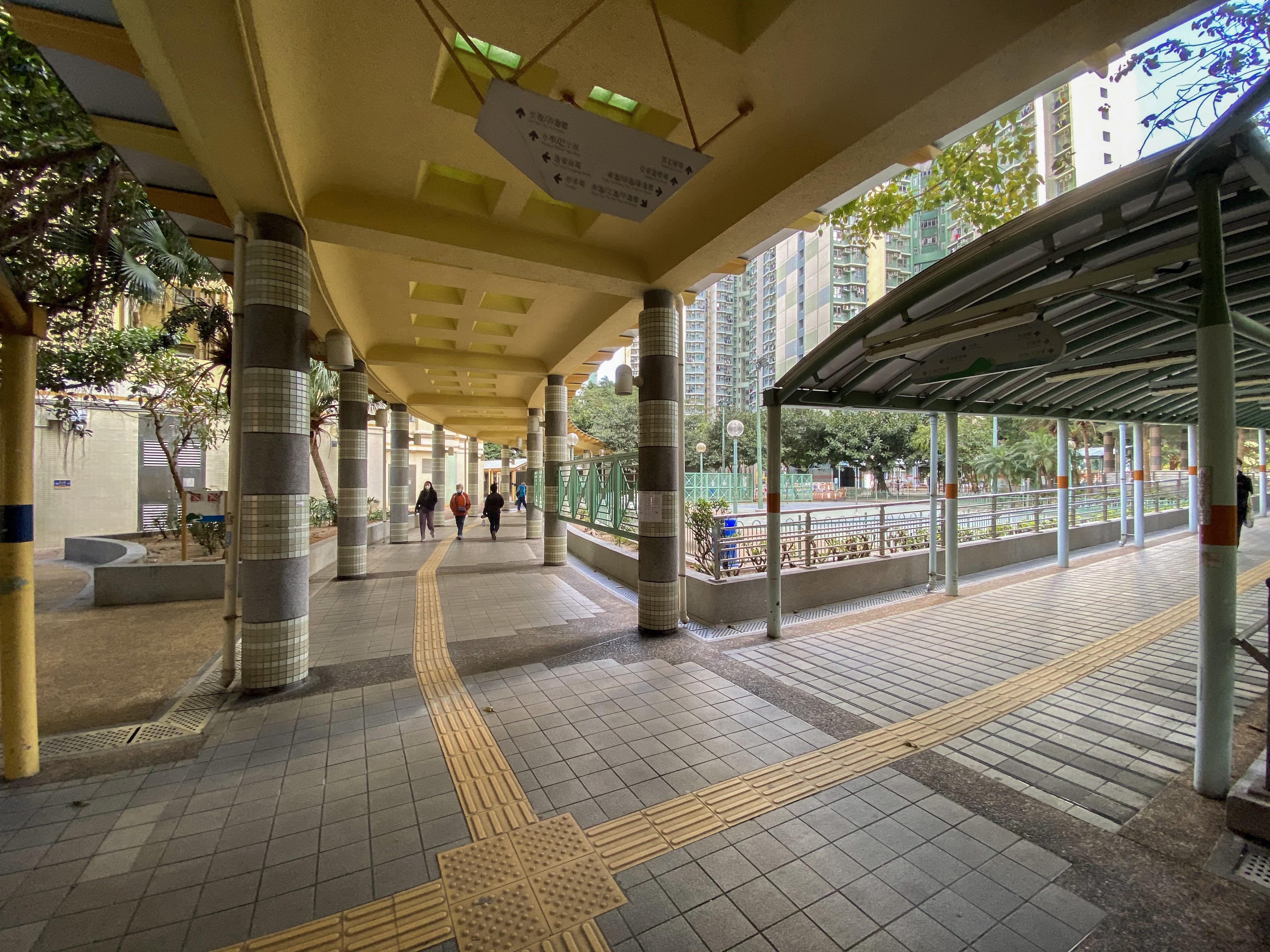
有蓋行人通道

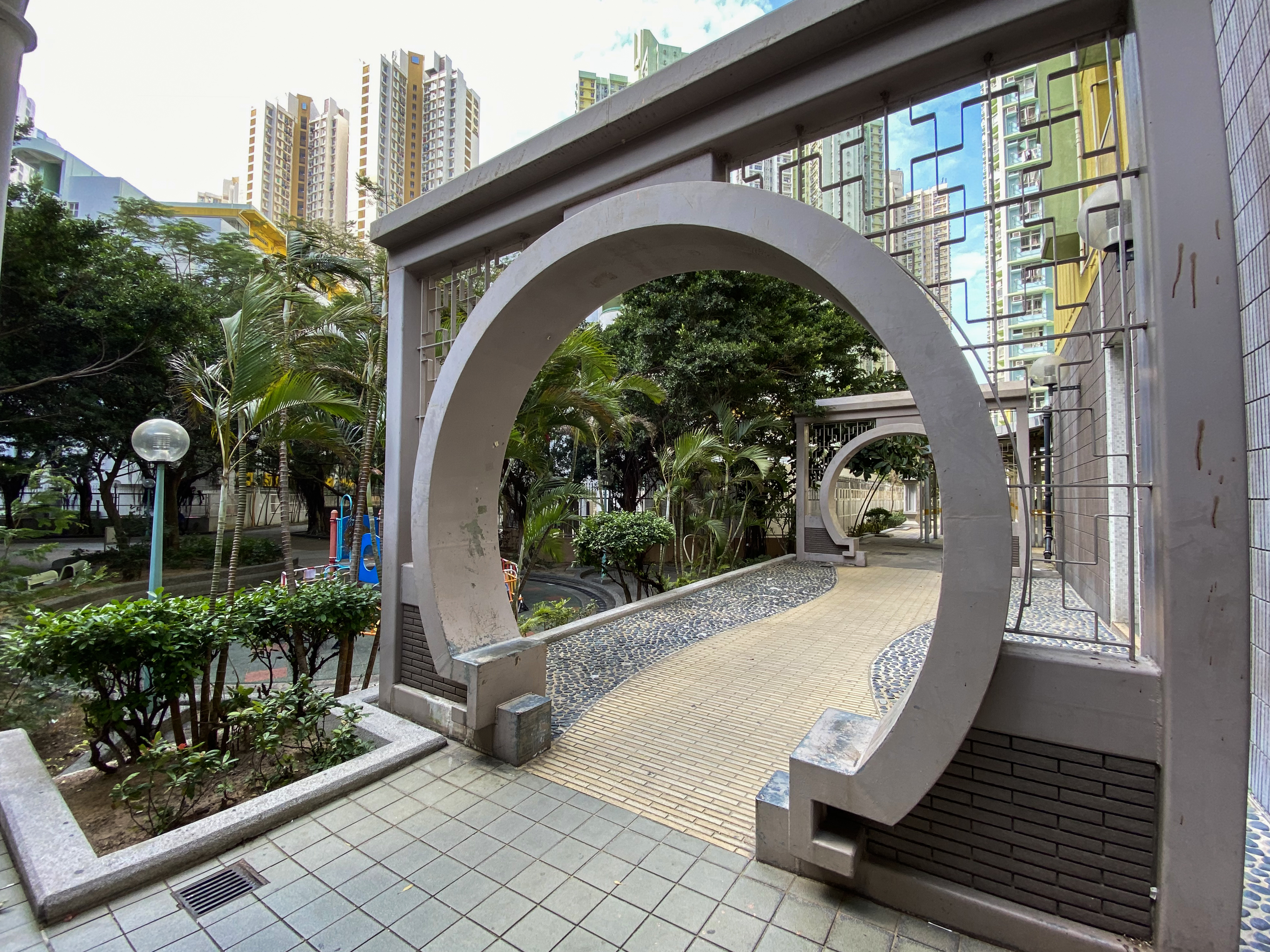
特色拱門

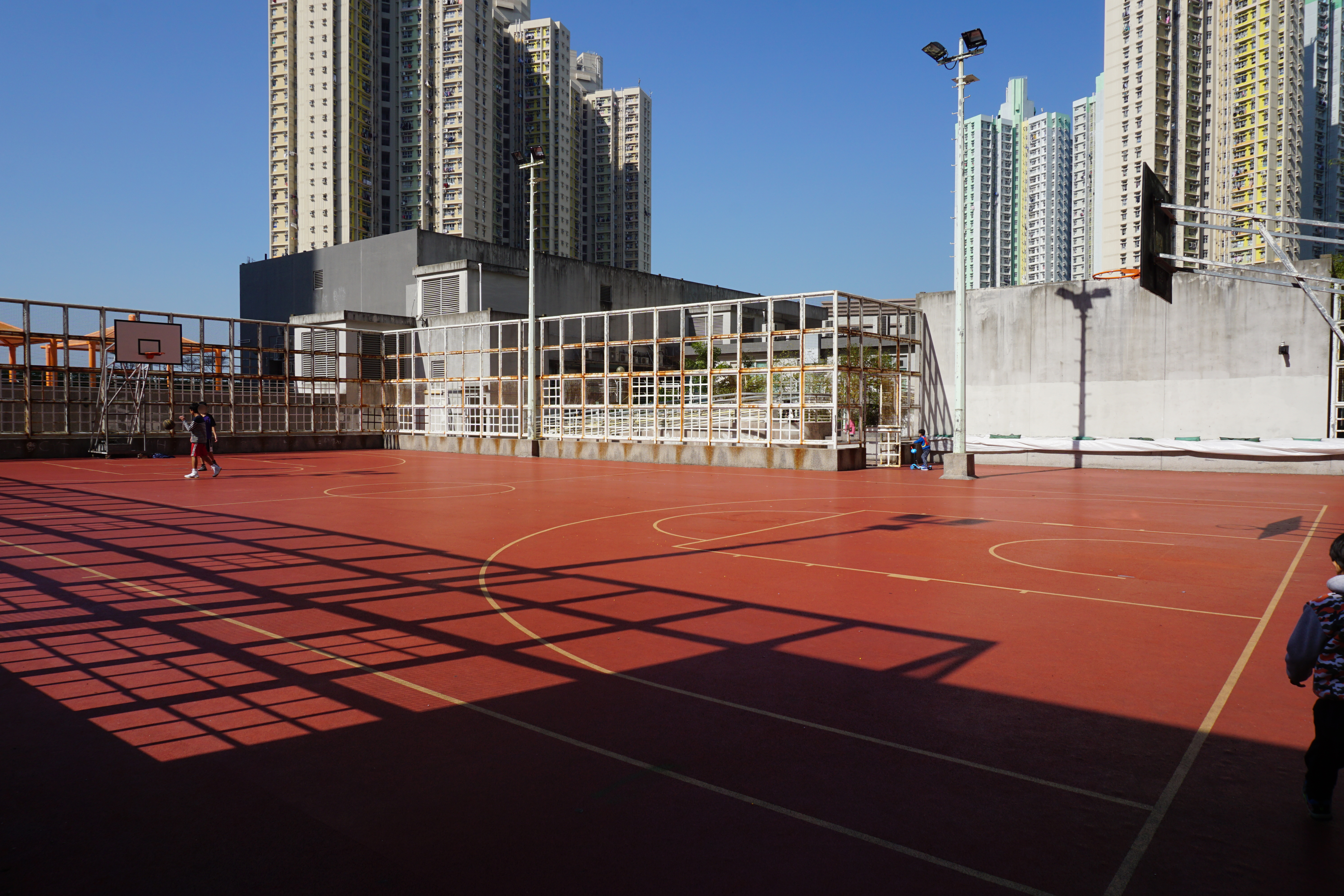
籃球場

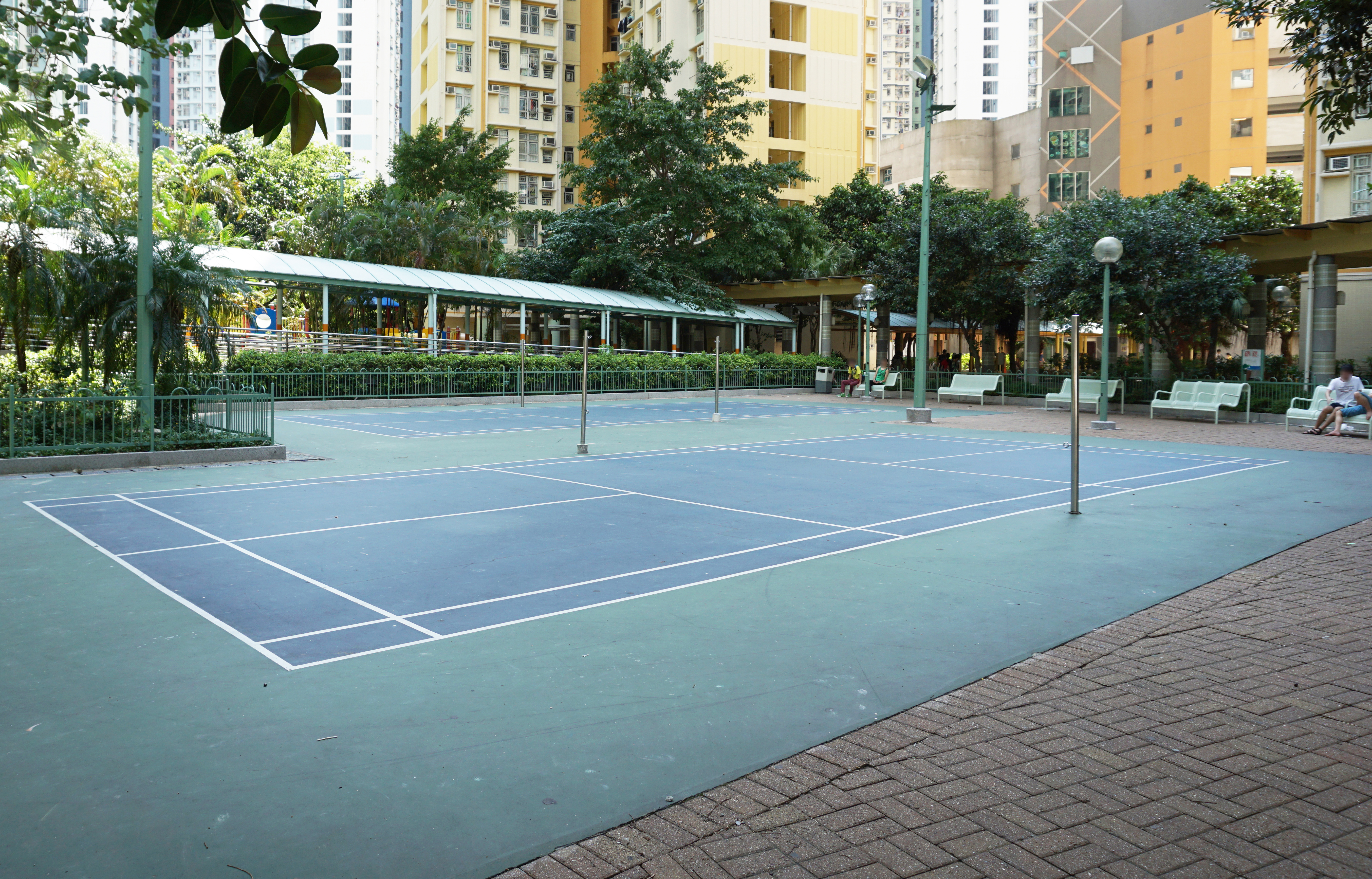
羽毛球場

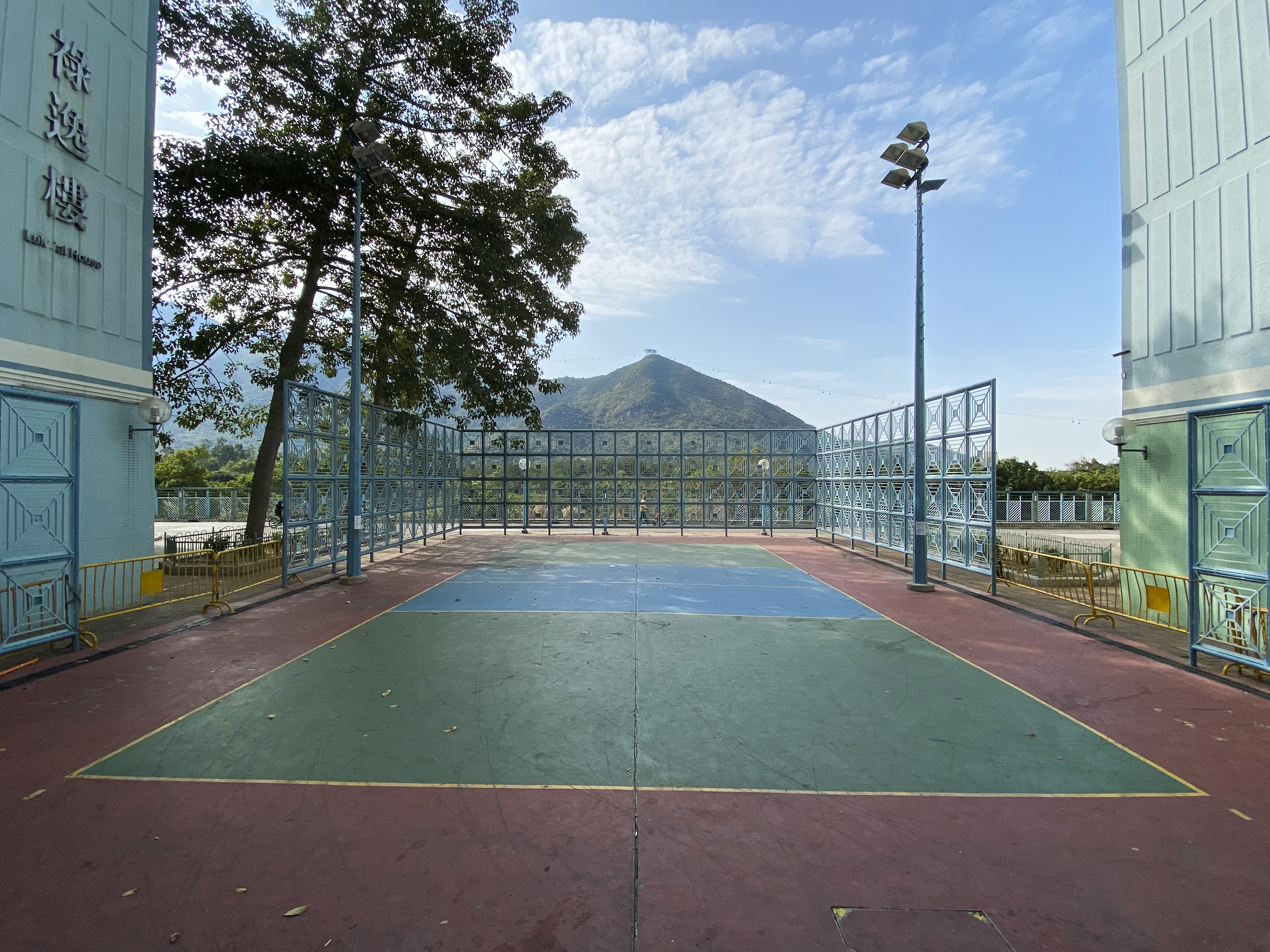
排球場

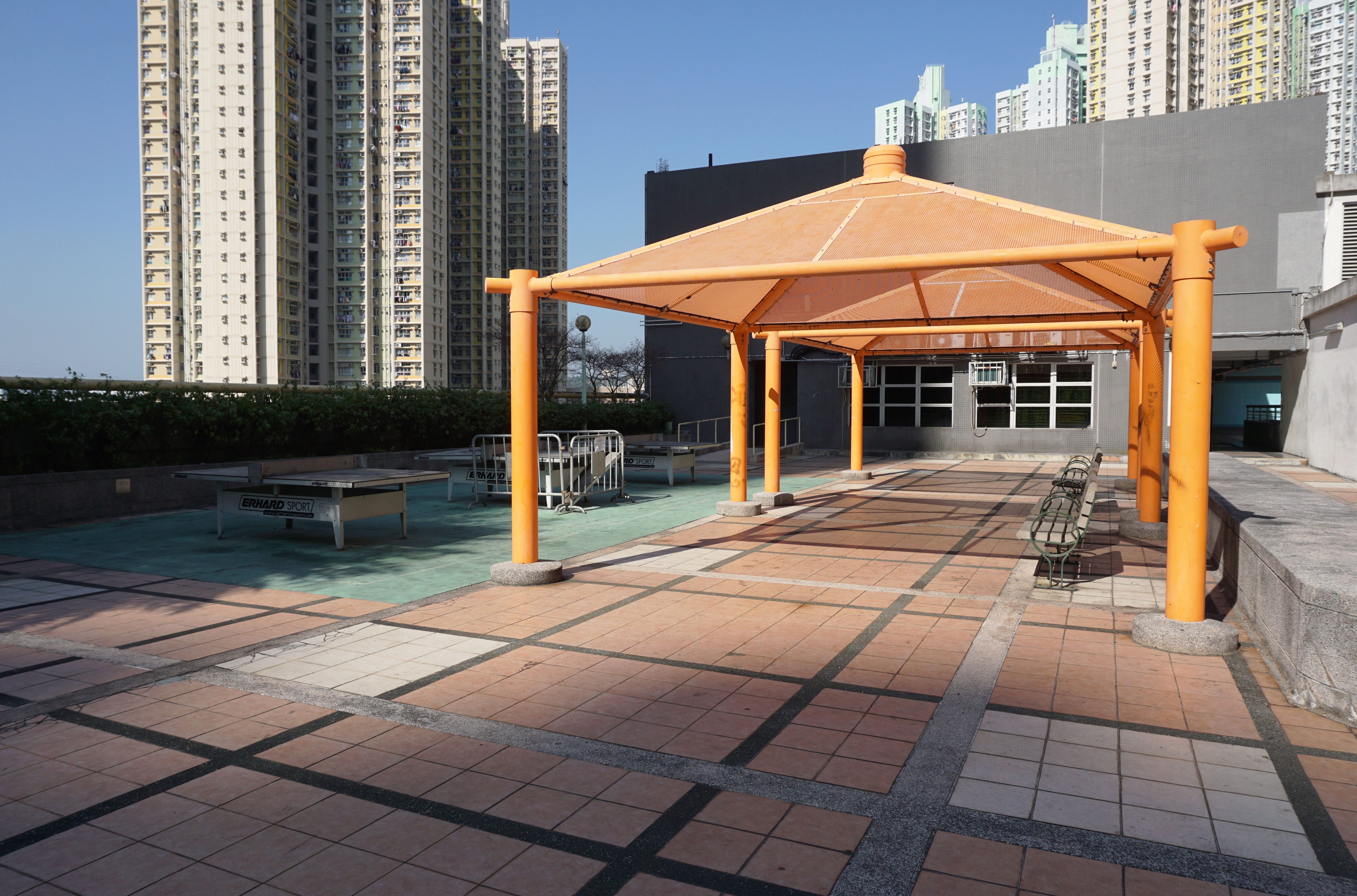
乒乓球檯及涼亭

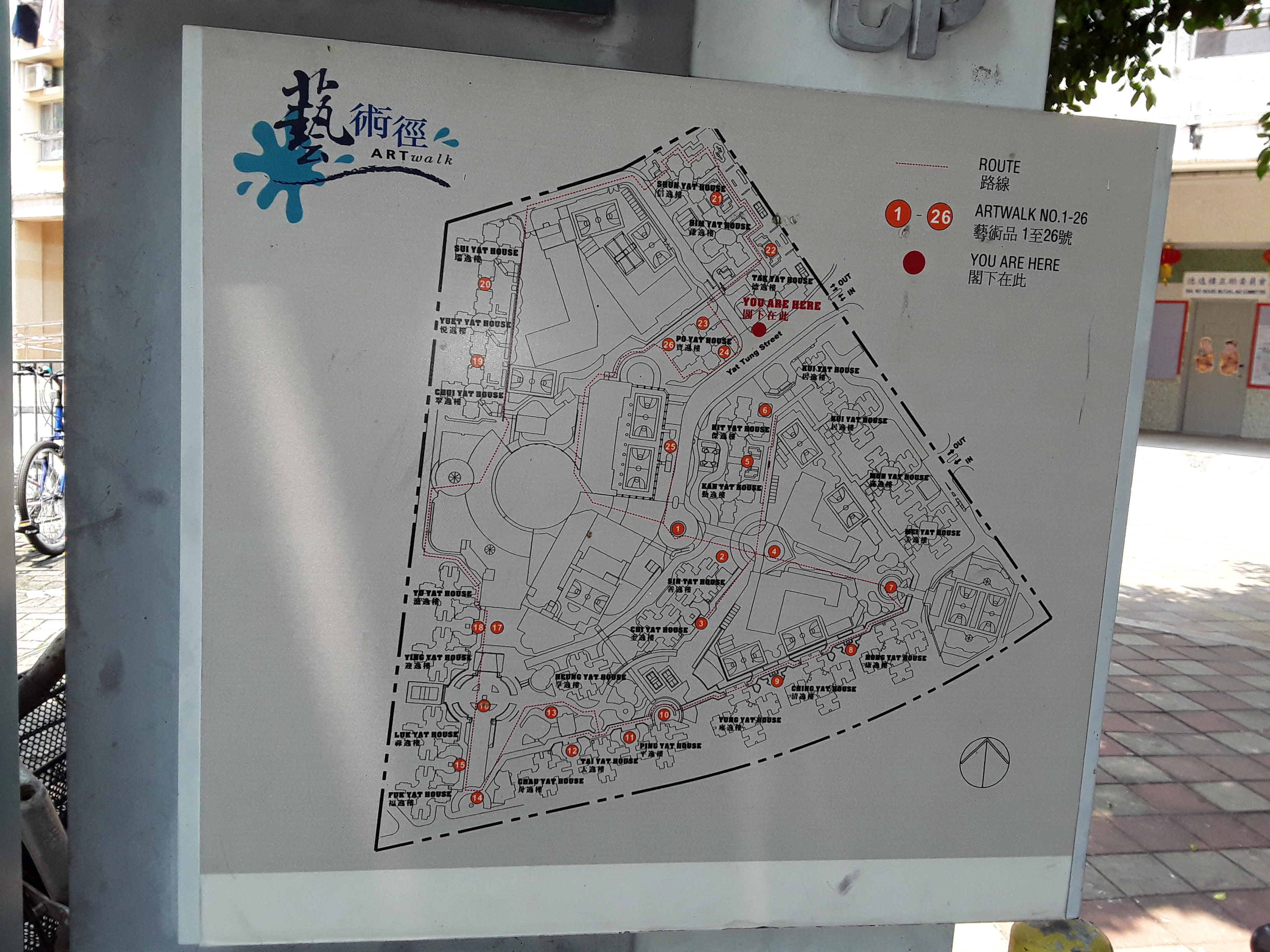
東涌藝術徑藝術品位置圖

逸東邨位於東涌新市鎮規劃區第30及31區，而當中的康和一型及新十字型大廈，原本屬於居者有其屋的設計，並於入伙前已命名為「逸東苑」。
2000年，政府希望把輪候出租公屋時間縮減至三年，所以將原屬居屋第23期乙及可租可買計劃第2期的逸東邨康和一型及和諧一型樓宇，改作公共屋邨出租（因相同原因改為公共屋邨出租的居屋屋苑分別是富泰邨及天恆邨，同屬第23期乙，前者亦屬於可租可買計劃第3期）。不久政府於2002年11月宣告停建及停售居屋，最終令逸東邨所有的康和一型及新十字型大廈都由居屋屋苑改為公共屋邨出租。在復建居屋後，一街之隔的裕泰苑取而代之，成為東涌第二個居屋屋苑。
逸東邨亦是全港最大型、座數最多的公共屋邨，全邨共有25座大廈（若按原定計劃，則會取代天盛苑成為本港最大居屋屋苑）。但單位數量及居住人口最多的是葵青區的葵涌邨，約35,000人。

另外，屋邨內設有一條富具特色的藝術徑，詳見逸東邨#東涌藝術徑。

## 屋邨資料

### 樓宇
| 邨屬         | 樓宇名稱（座號）   | 樓宇類型                                    | 落成年份 | 樓宇層數 （住宅層數）         | 每層伙數                                       | 每座單位總數（伙） | 建築師                                                       | 承建商   | 提供升降機的廠商 | 期數        |
| ------------ | ------------------ | ------------------------------------------- | -------- | ----------------------------- | ---------------------------------------------- | ------------------ | ------------------------------------------------------------ | -------- | ---------------- | ----------- |
| 逸東（一）邨 | 雍逸樓（A座）      | 和諧一型第六款（第三代半）                  | 2001年   | 40                            | 20（其餘樓層） 19（19樓）                      | 799                | 房屋署總建築師、 劉榮廣伍振民建築師事務所、 興業建築師事務所 | 協興建築 | 迅達             | 1（第30區） |
| 逸東（一）邨 | 清逸樓（B座）      | 和諧一型第五款（第三代半）                  | 2001年   | 40                            | 20（其餘樓層） 19（19樓）                      | 799                | 房屋署總建築師、 劉榮廣伍振民建築師事務所、 興業建築師事務所 | 協興建築 | 迅達             | 1（第30區） |
| 逸東（一）邨 | 康逸樓（C座）      | 和諧一型第六款（第三代半）                  | 2001年   | 40                            | 20（其餘樓層） 19（19樓）                      | 799                | 房屋署總建築師、 劉榮廣伍振民建築師事務所、 興業建築師事務所 | 協興建築 | 迅達             | 1（第30區） |
| 逸東（二）邨 | 美逸樓（D座）      | 新和諧一型第六款                            | 2005年   | 40                            | 20（其餘樓層） 19（19樓）                      | 799                | 房屋署總建築師、 劉榮廣伍振民建築師事務所、 興業建築師事務所 | 有利建築 | 通力             | 2（第31區） |
| 逸東（二）邨 | 滿逸樓（E座）      | 新和諧一型第六款                            | 2005年   | 40                            | 20（其餘樓層） 19（19樓）                      | 799                | 房屋署總建築師、 劉榮廣伍振民建築師事務所、 興業建築師事務所 | 有利建築 | 通力             | 2（第31區） |
| 逸東（二）邨 | 居逸樓（F座及G座） | 新和諧一型第一款 連新和諧附翼大廈五型第一款 | 2005年   | 主樓：41（40） 附翼：36（35） | 31（1-18樓，20-35樓） 30（19樓） 20（36-40樓） | 1,164              | 房屋署總建築師、 劉榮廣伍振民建築師事務所、 興業建築師事務所 | 有利建築 | 通力             | 2（第31區） |
| 逸東（一）邨 | 福逸樓（第1座）    | 康和一型第二款                              | 2001年   | 41（40）                      | 8                                              | 320                | 房屋署總建築師、 劉榮廣伍振民建築師事務所、 興業建築師事務所 | 祥記馮祥 | 通力             | 3（第30區） |
| 逸東（一）邨 | 祿逸樓（第2座）    | 康和一型第二款                              | 2001年   | 41（40）                      | 8                                              | 320                | 房屋署總建築師、 劉榮廣伍振民建築師事務所、 興業建築師事務所 | 祥記馮祥 | 通力             | 3（第30區） |
| 逸東（一）邨 | 迎逸樓（第3座）    | 康和一型第二款                              | 2001年   | 41（40）                      | 8                                              | 320                | 房屋署總建築師、 劉榮廣伍振民建築師事務所、 興業建築師事務所 | 祥記馮祥 | 通力             | 3（第30區） |
| 逸東（一）邨 | 漁逸樓（第4座）    | 康和一型第二款                              | 2001年   | 41（40）                      | 8                                              | 320                | 房屋署總建築師、 劉榮廣伍振民建築師事務所、 興業建築師事務所 | 祥記馮祥 | 通力             | 3（第30區） |
| 逸東（一）邨 | 舟逸樓（第5座）    | 康和一型第一款                              | 2001年   | 41（40）                      | 8                                              | 320                | 房屋署總建築師、 劉榮廣伍振民建築師事務所、 興業建築師事務所 | 新昌營造 | 通力             | 2（第30區） |
| 逸東（一）邨 | 太逸樓（第6座）    | 康和一型第一款                              | 2001年   | 41（40）                      | 8                                              | 320                | 房屋署總建築師、 劉榮廣伍振民建築師事務所、 興業建築師事務所 | 新昌營造 | 通力             | 2（第30區） |
| 逸東（一）邨 | 平逸樓（第7座）    | 康和一型第一款                              | 2001年   | 41（40）                      | 8                                              | 320                | 房屋署總建築師、 劉榮廣伍振民建築師事務所、 興業建築師事務所 | 新昌營造 | 通力             | 2（第30區） |
| 逸東（一）邨 | 享逸樓（第8座）    | 康和一型第一款                              | 2001年   | 41（40）                      | 8                                              | 320                | 房屋署總建築師、 劉榮廣伍振民建築師事務所、 興業建築師事務所 | 新昌營造 | 通力             | 2（第30區） |
| 逸東（一）邨 | 至逸樓（第9座）    | 康和一型第一款                              | 2001年   | 41（40）                      | 8                                              | 320                | 房屋署總建築師、 劉榮廣伍振民建築師事務所、 興業建築師事務所 | 新昌營造 | 通力             | 2（第30區） |
| 逸東（一）邨 | 善逸樓（第10座）   | 康和一型第一款                              | 2001年   | 41（40）                      | 8                                              | 320                | 房屋署總建築師、 劉榮廣伍振民建築師事務所、 興業建築師事務所 | 新昌營造 | 通力             | 2（第30區） |
| 逸東（二）邨 | 勤逸樓（第11座）   | 新十字型（2000年改良版本）                  | 2004年   | 41（40）                      | 10                                             | 400                | 房屋署總建築師、 劉榮廣伍振民建築師事務所、 興業建築師事務所 | 有利建築 | LG               | 3（第31區） |
| 逸東（二）邨 | 傑逸樓（第12座）   | 新十字型（2000年改良版本）                  | 2004年   | 41（40）                      | 10                                             | 400                | 房屋署總建築師、 劉榮廣伍振民建築師事務所、 興業建築師事務所 | 有利建築 | LG               | 3（第31區） |
| 逸東（二）邨 | 寶逸樓（第13座）   | 新十字型（2000年改良版本）                  | 2004年   | 41（40）                      | 10                                             | 400                | 房屋署總建築師、 劉榮廣伍振民建築師事務所、 興業建築師事務所 | 有利建築 | 東芝             | 5（第31區） |
| 逸東（二）邨 | 翠逸樓（第14座）   | 新十字型（2000年改良版本）                  | 2004年   | 41（40）                      | 10                                             | 400                | 房屋署總建築師、 劉榮廣伍振民建築師事務所、 興業建築師事務所 | 有利建築 | 東芝             | 5（第31區） |
| 逸東（二）邨 | 悅逸樓（第15座）   | 新十字型（2000年改良版本）                  | 2004年   | 41（40）                      | 10                                             | 400                | 房屋署總建築師、 劉榮廣伍振民建築師事務所、 興業建築師事務所 | 有利建築 | 東芝             | 5（第31區） |
| 逸東（二）邨 | 瑞逸樓（第16座）   | 新十字型（2000年改良版本）                  | 2004年   | 41（40）                      | 10                                             | 400                | 房屋署總建築師、 劉榮廣伍振民建築師事務所、 興業建築師事務所 | 有利建築 | 東芝             | 5（第31區） |
| 逸東（二）邨 | 德逸樓（第17座）   | 新十字型（2000年改良版本）                  | 2004年   | 41（40）                      | 10                                             | 400                | 房屋署總建築師、 劉榮廣伍振民建築師事務所、 興業建築師事務所 | 有利建築 | LG               | 3（第31區） |
| 逸東（二）邨 | 謙逸樓（第18座）   | 新十字型（2000年改良版本）                  | 2004年   | 41（40）                      | 10                                             | 400                | 房屋署總建築師、 劉榮廣伍振民建築師事務所、 興業建築師事務所 | 有利建築 | LG               | 3（第31區） |
| 逸東（二）邨 | 信逸樓（第19座）   | 新十字型（2000年改良版本）                  | 2004年   | 41（40）                      | 10                                             | 400                | 房屋署總建築師、 劉榮廣伍振民建築師事務所、 興業建築師事務所 | 有利建築 | LG               | 3（第31區） |

- 東涌天主教學校 (小學) 由有利建築承建。
- 除了東涌天主教學校（小學）外，其他學校由正宏工程承建。
- 上表粗體樓宇代表涉及劣質鋼筋及短樁事件，而斜體樓宇代表只涉及短樁事件。
- 商場連停車場採用LG集團及蒂森克虜伯製升降機，服務設施大樓及逸東一邨停車場大廈分別採用蒂森克虜伯及迅達集團製升降機。

- 在香港居屋短樁醜聞中，逸東邨（前逸東苑）一及三期樓宇（雍、清、康、福、祿、迎、漁七幢），以及商場亦涉及短樁貪污案（其中住宅樓宇84支樁柱有34支沒有鑽至基岩；而商場內停車場有不合格樁柱），最後地基承建商新昌營造需向房署賠償，而住宅樓宇及商場涉事者分別被判囚1年9個月及8個月；此外，由祥記馮祥承包上蓋工程的一期項目亦涉及採用劣質鋼筋，涉事工程師及工程經理分別被判囚1年9個月及3年半。

## 教育及福利設施

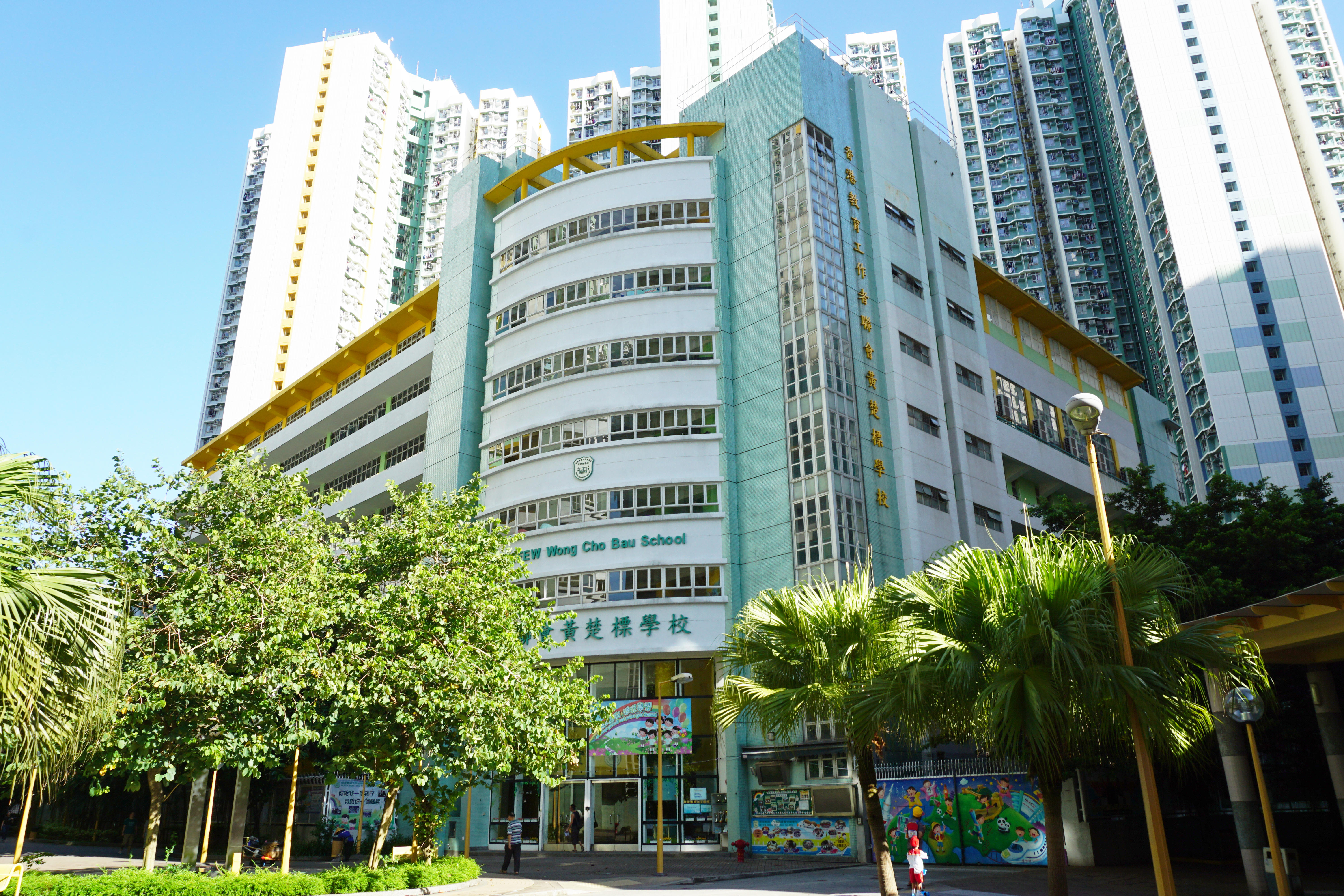
香港教育工作者聯會黃楚標學校

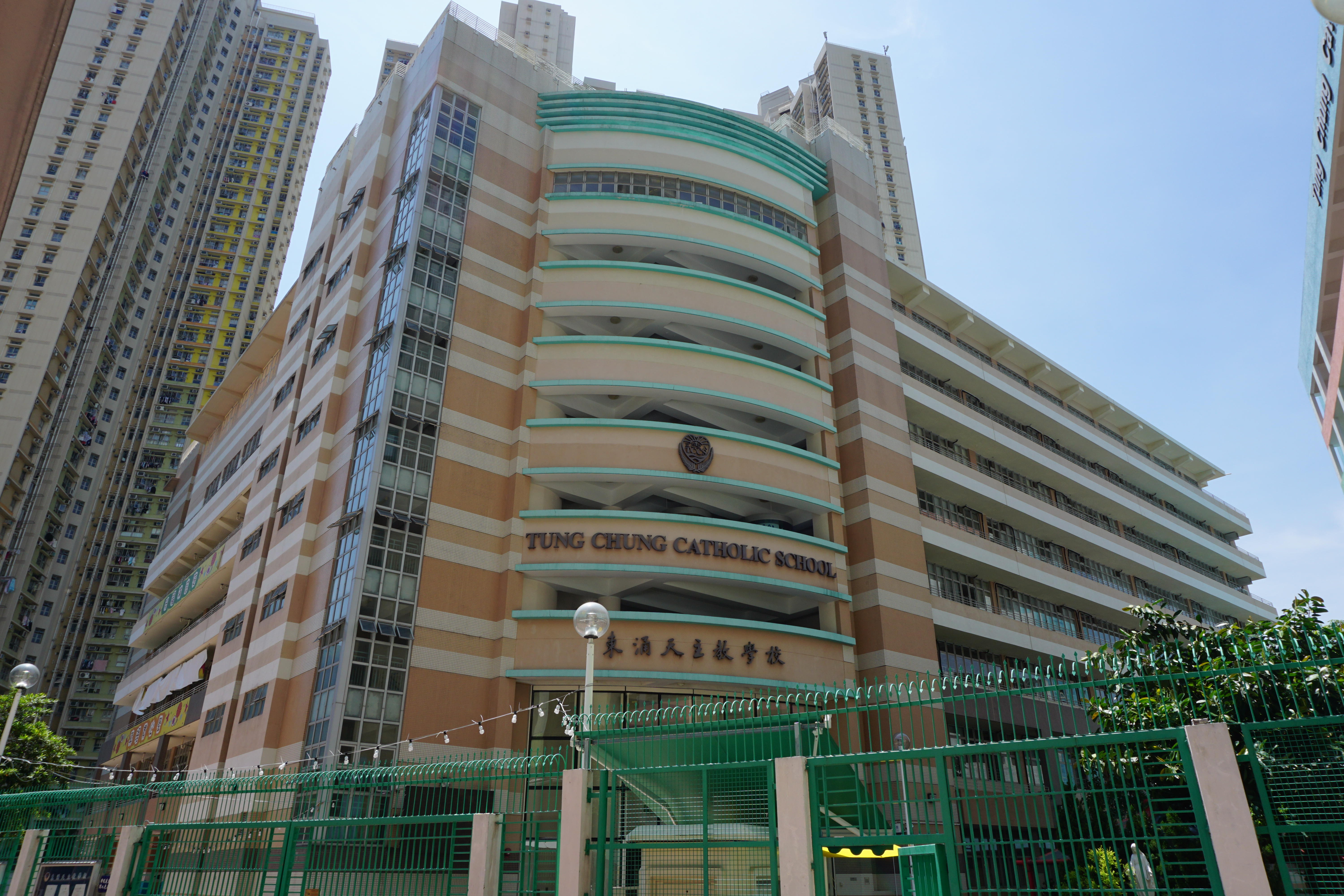
東涌天主教學校（小學部）

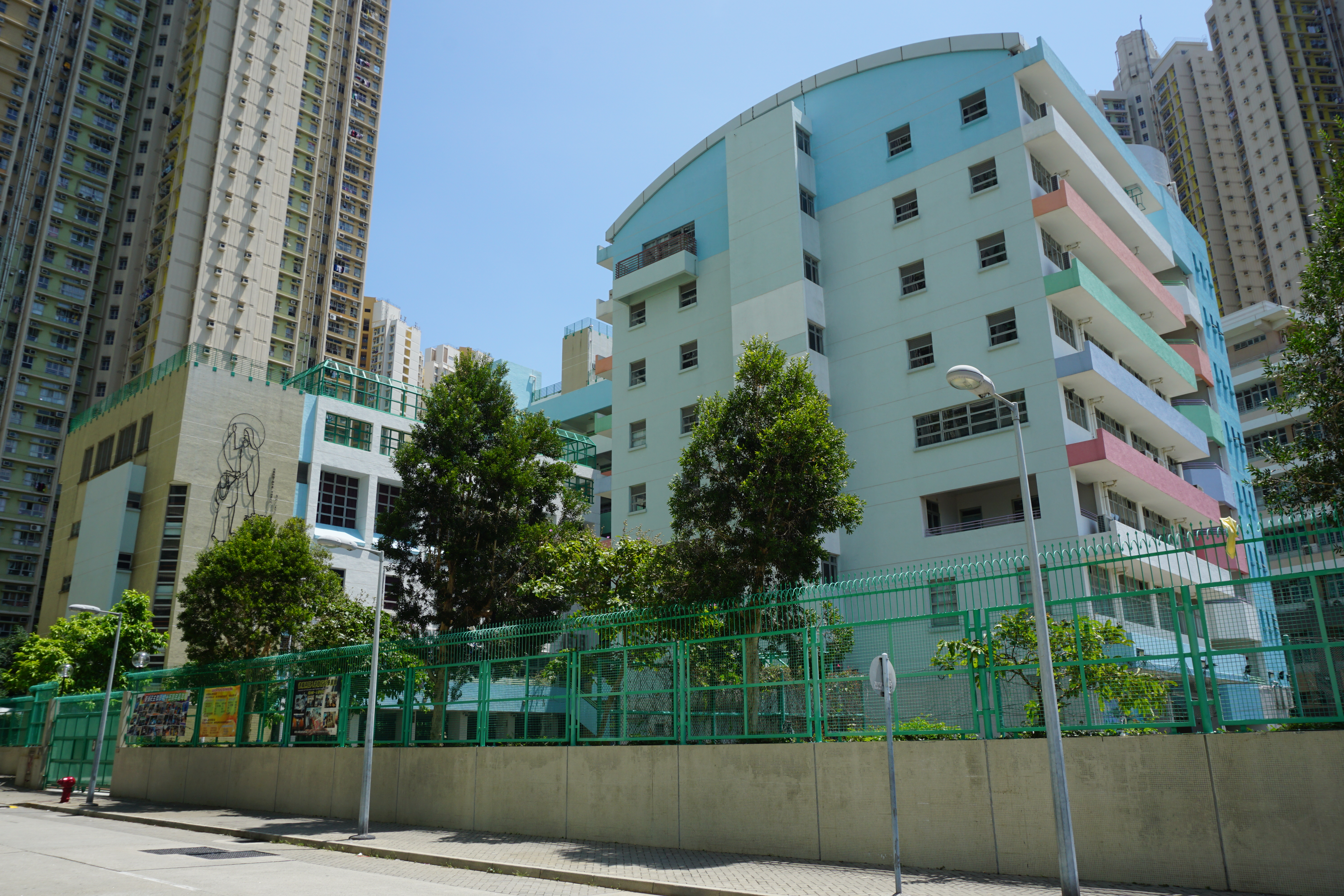
東涌天主教學校（中學部）

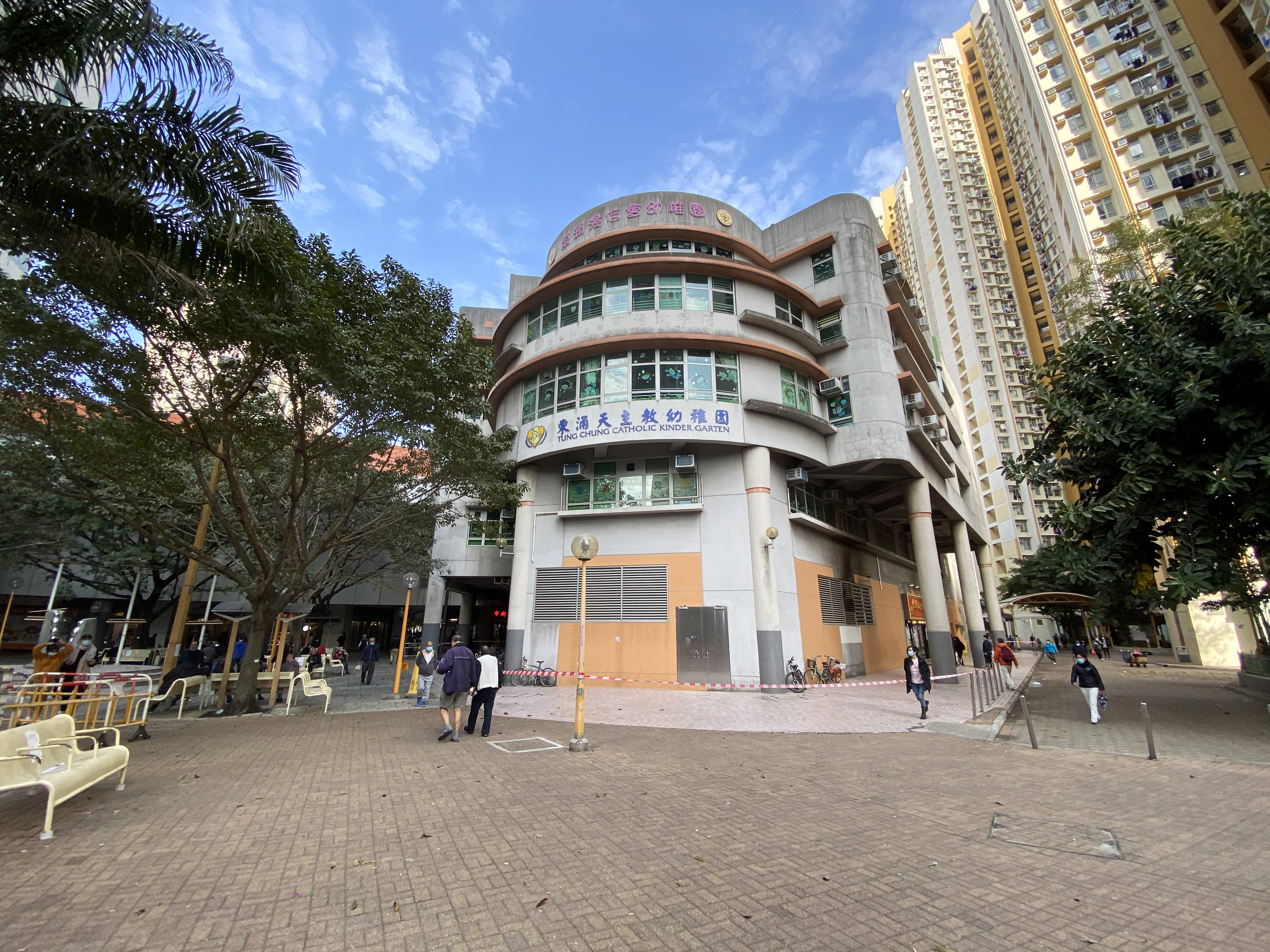
東涌天主教幼稚園、嗇色園主辦可譽幼稚園、東涌浸信會幼稚園

### 中學
- 東涌天主教學校 (中學)（2000年創辦）
- 明愛華德中書院（2003年創辦）
- 港青基信書院（2003年創辦）

### 小學
- 東涌天主教學校 (小學)（2000年創辦）
- 救世軍林拔中紀念學校（2001年創辦）
- 香港教育工作者聯會黃楚標學校 （页面存档备份，存于）（2001年創辦）

### 幼稚園
- 東涌天主教幼稚園（2001年創辦）（逸東邨2號停車場2樓）
- 鄰舍輔導會東涌幼兒園 （页面存档备份，存于）（2001年創辦）（逸東邨2號停車場1樓）
- 東涌浸信會幼稚園（2001年創辦）（逸東邨2號停車場4樓）
- 佛教真如李琴芝紀念幼稚園（2003年創辦）（逸東商場2樓5號幼稚園校舍）
- 基督徒信望愛堂逸東幼稚園（2003年創辦）（逸東商場3樓6號幼稚園校舍）
- 善一堂逸東幼稚園（2004年創辦）（逸東商場2期1樓）

已結束
- 嗇色園主辦可譽幼稚園（逸東邨2號停車場3樓）

### 綜合服務中心
- 協康會東涌中心 （页面存档备份，存于）（逸東商場2期地下）

### 綜合青少年服務中心
- 鄰舍輔導會東涌綜合服務中心 （页面存档备份，存于）

## 邨內附屬商場

### 逸東商場

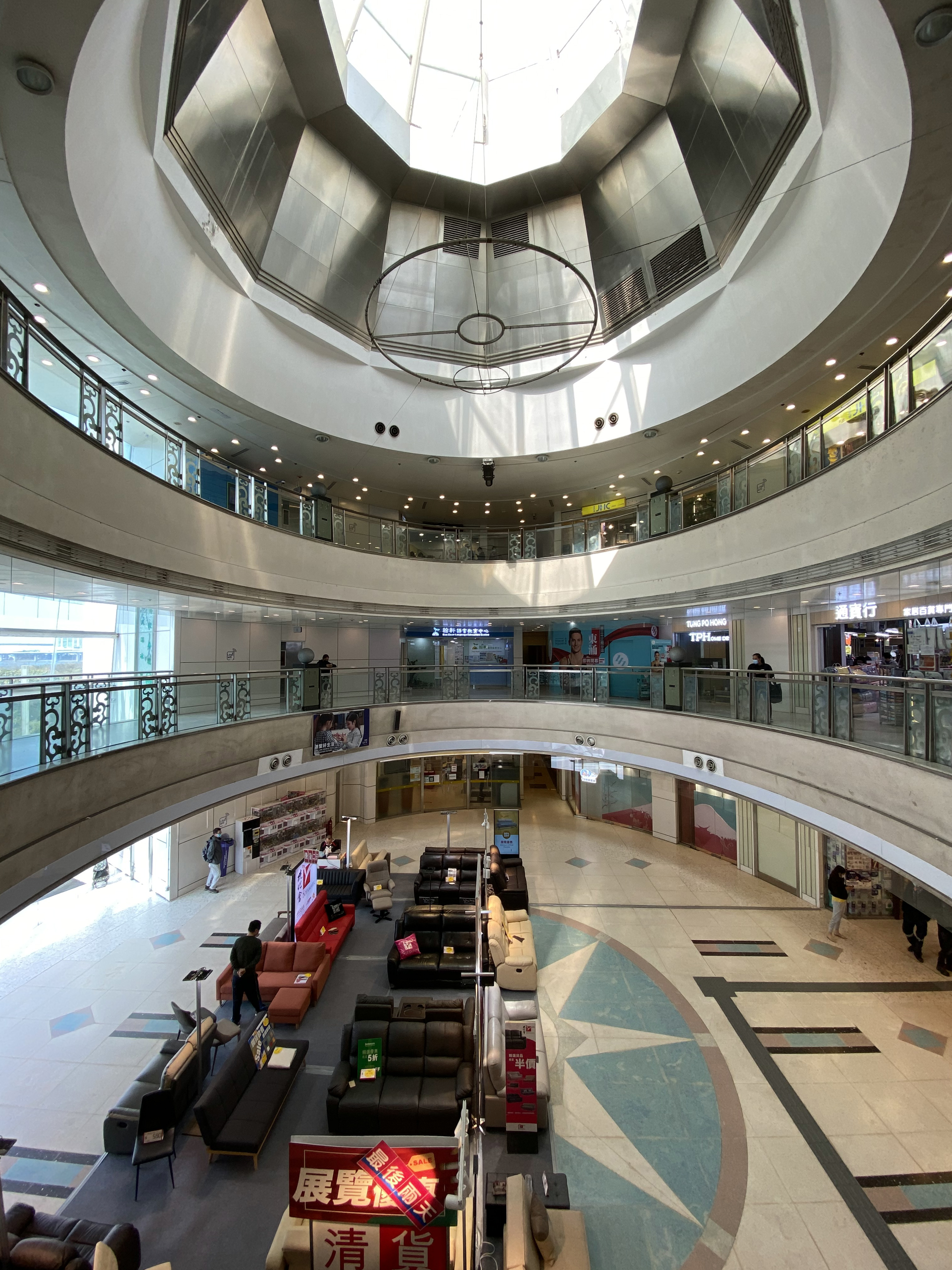
逸東商場中庭

逸東商場位於逸東邨西面，隨逸東邨於2001年開始入伙而啟用。商場樓高3層共設69個舖位，現由領展管理，主要商戶包括大家樂、麥當勞、肯德基、譚仔三哥米線、惠康超級市場、7-11便利店、759阿信屋、萬寧、華潤堂、日本城、Baleno、包點先生、聚滿居酒樓、六十年代冰室、McDonald's & McCafé、牛奶冰室及創興銀行等。

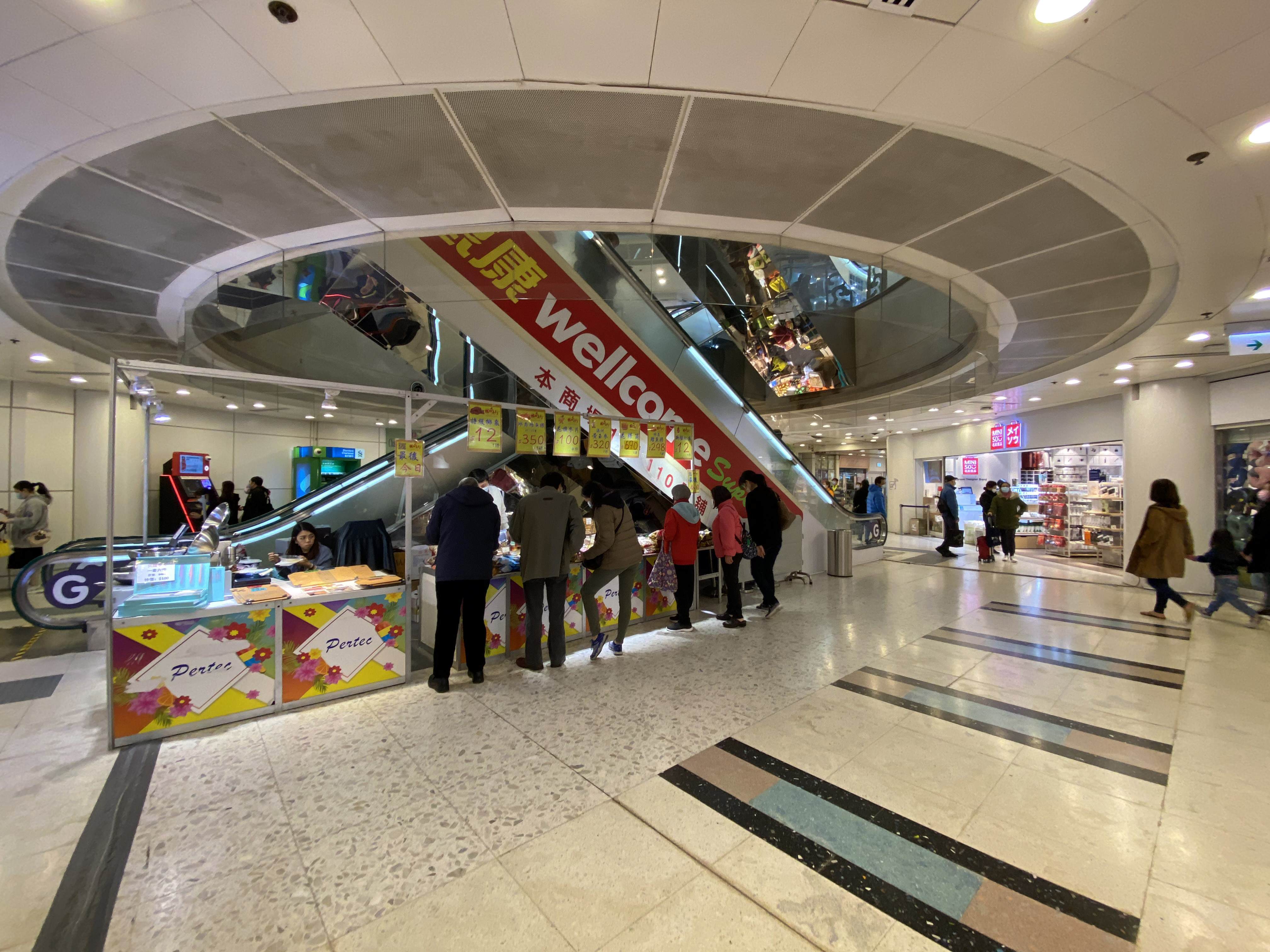
逸東商場地下
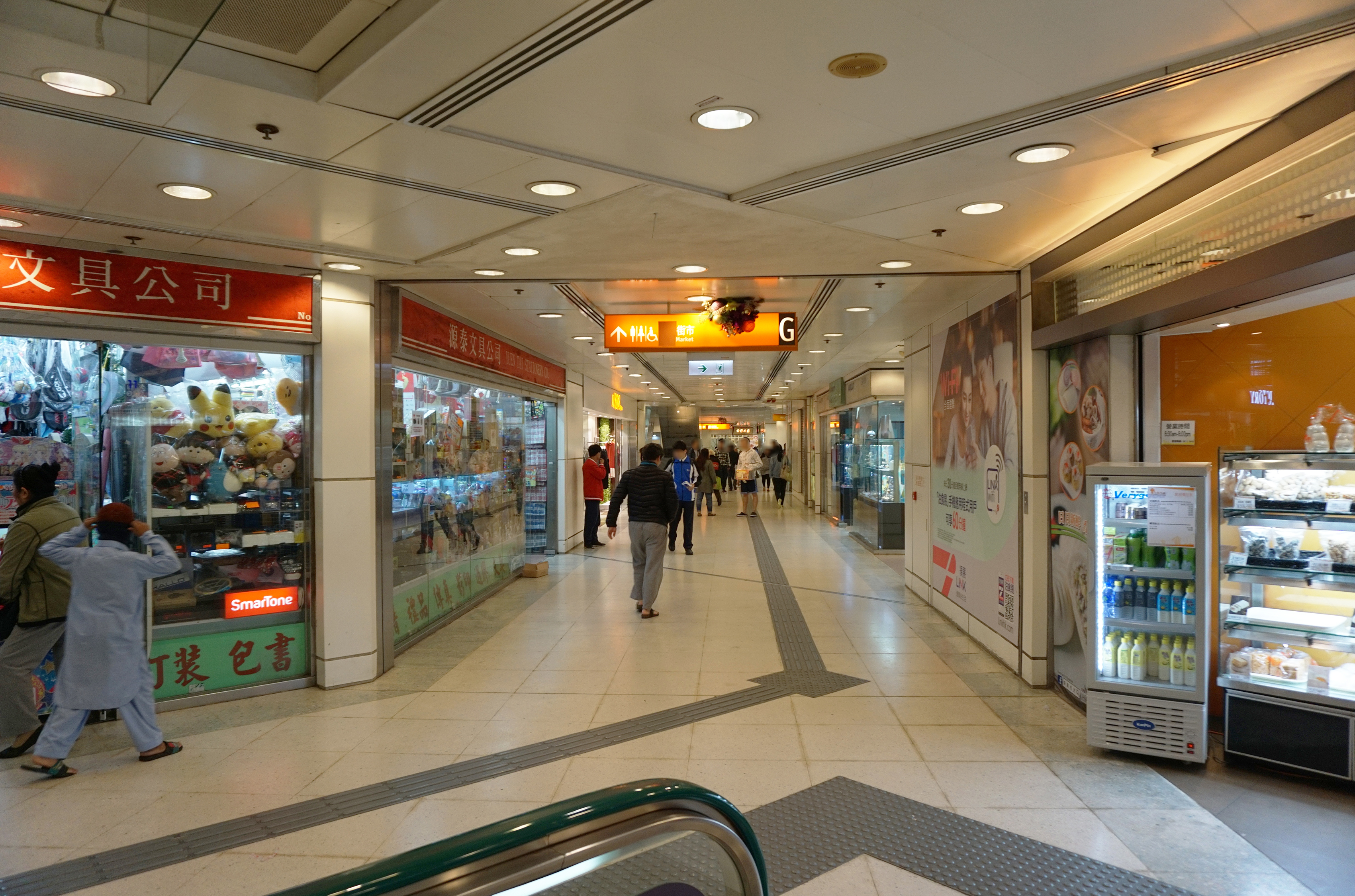
逸東商場地下（2）
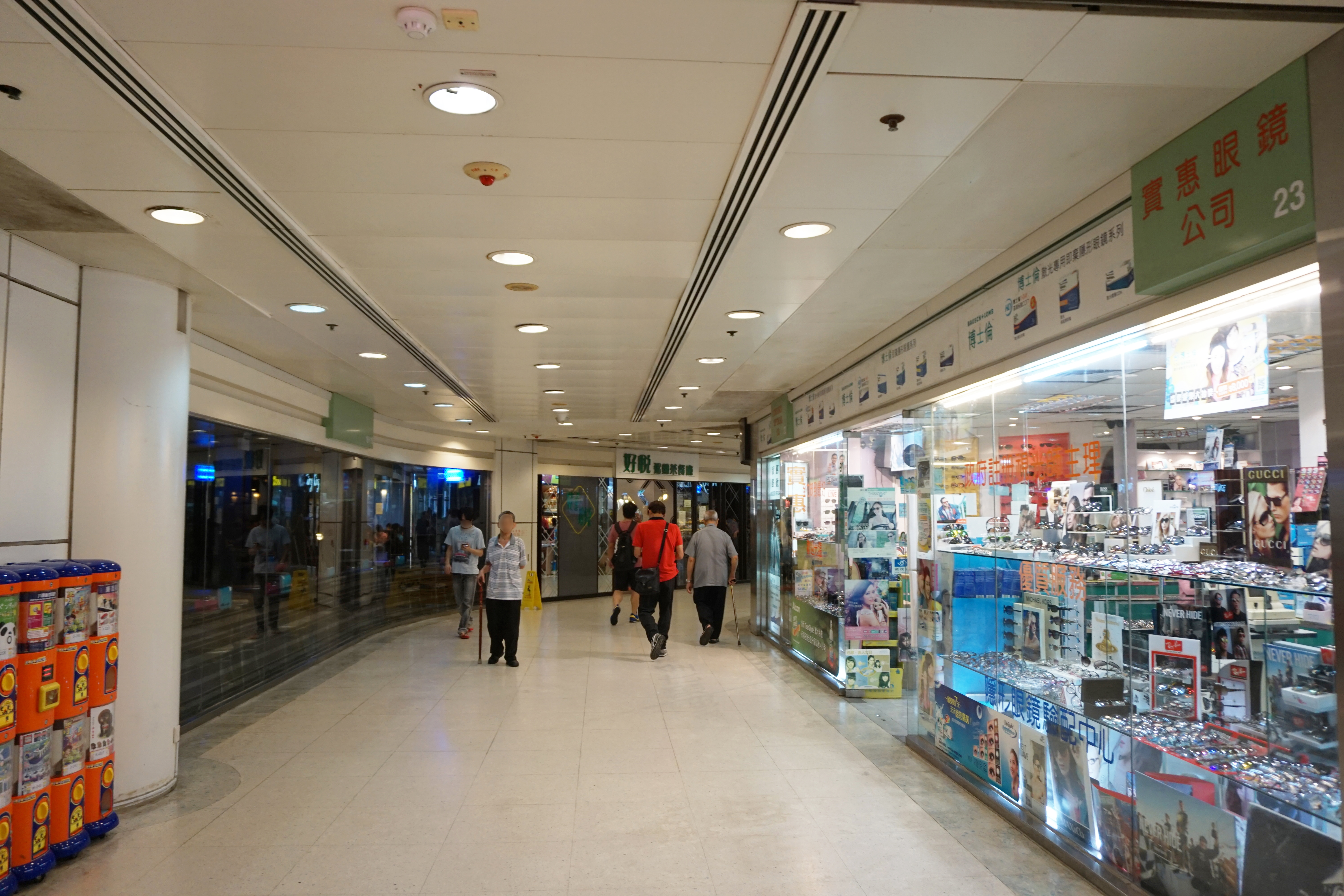
逸東商場地下（3）
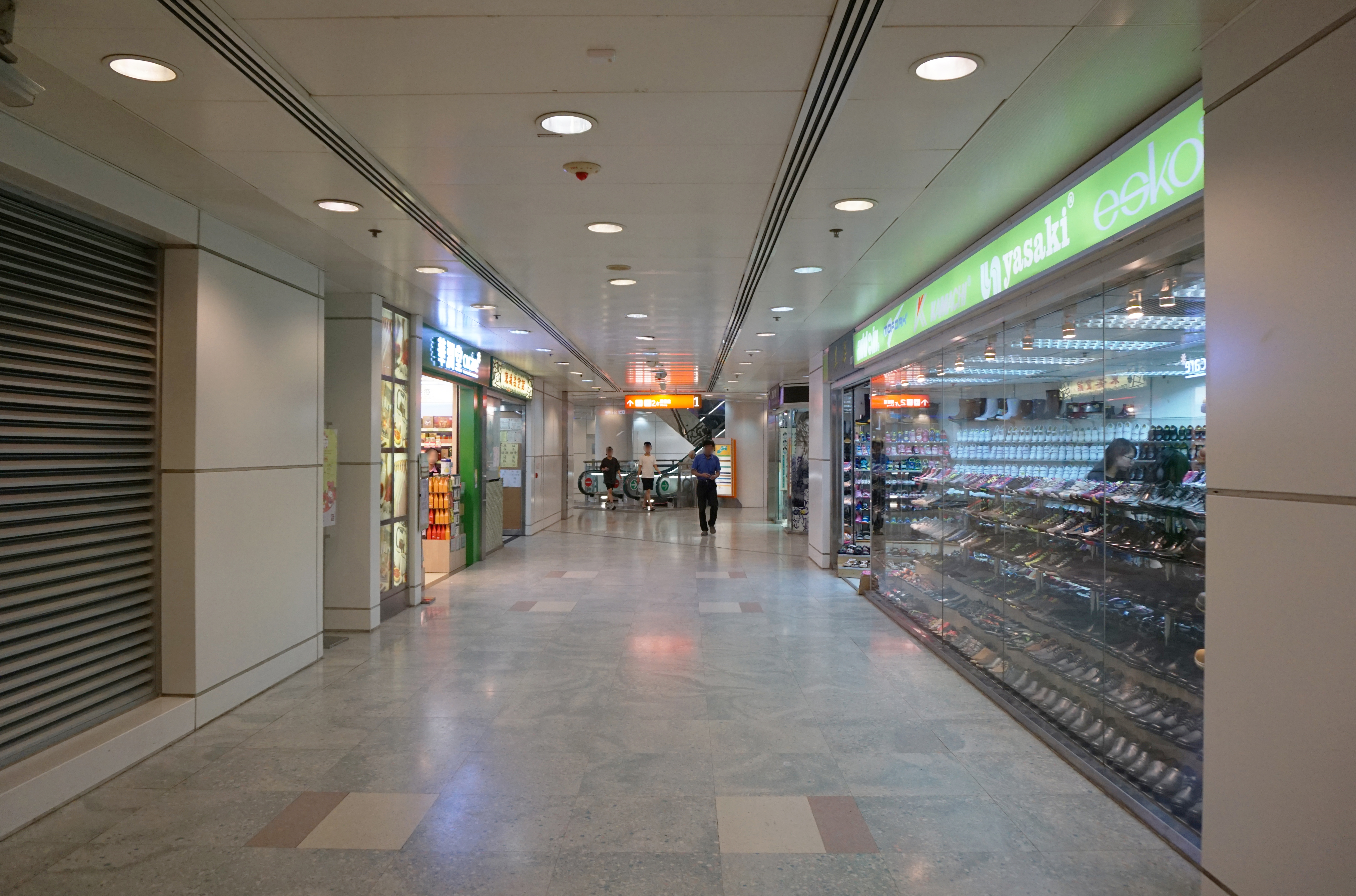
逸東商場1樓
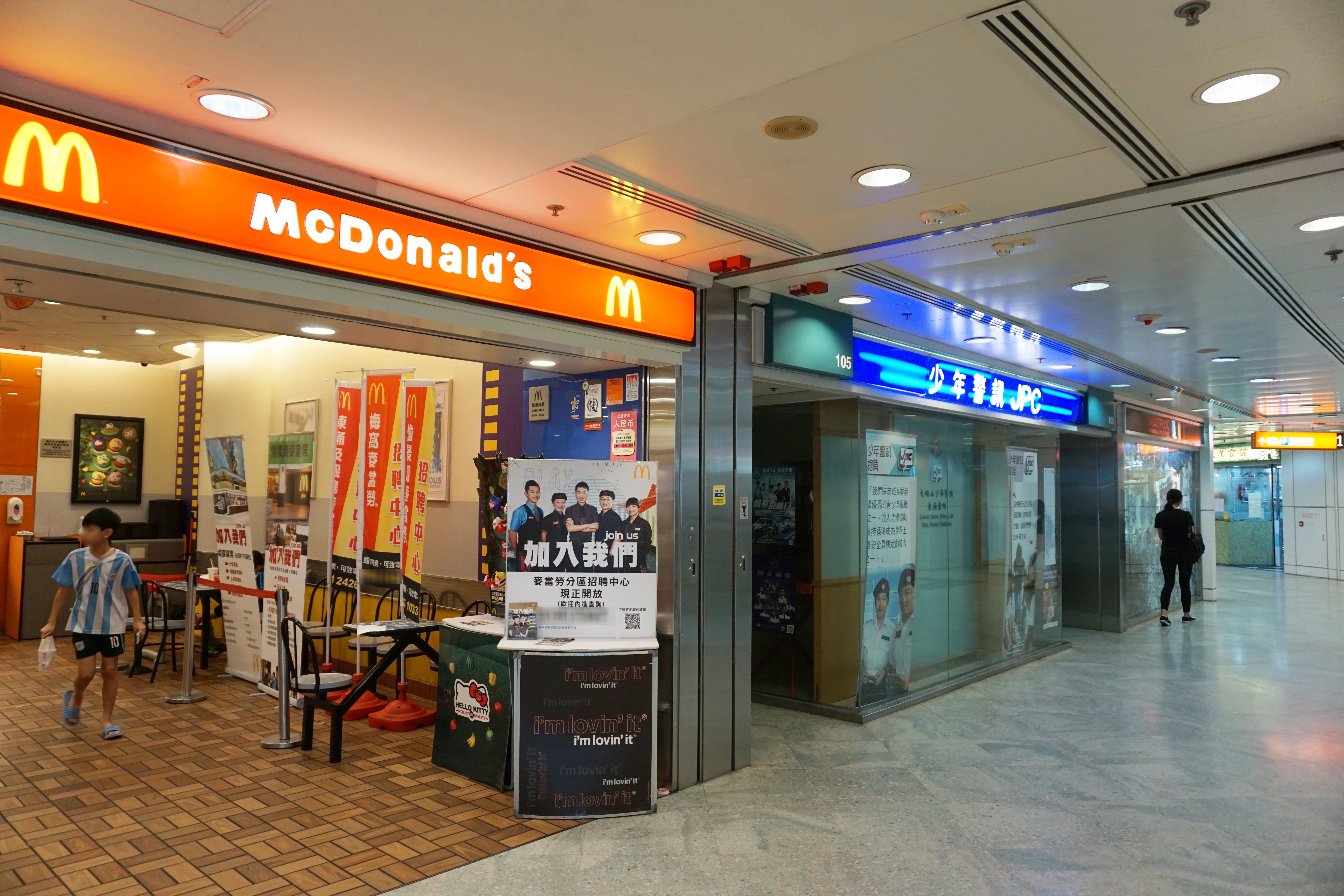
商場1樓曾經設少年警訊
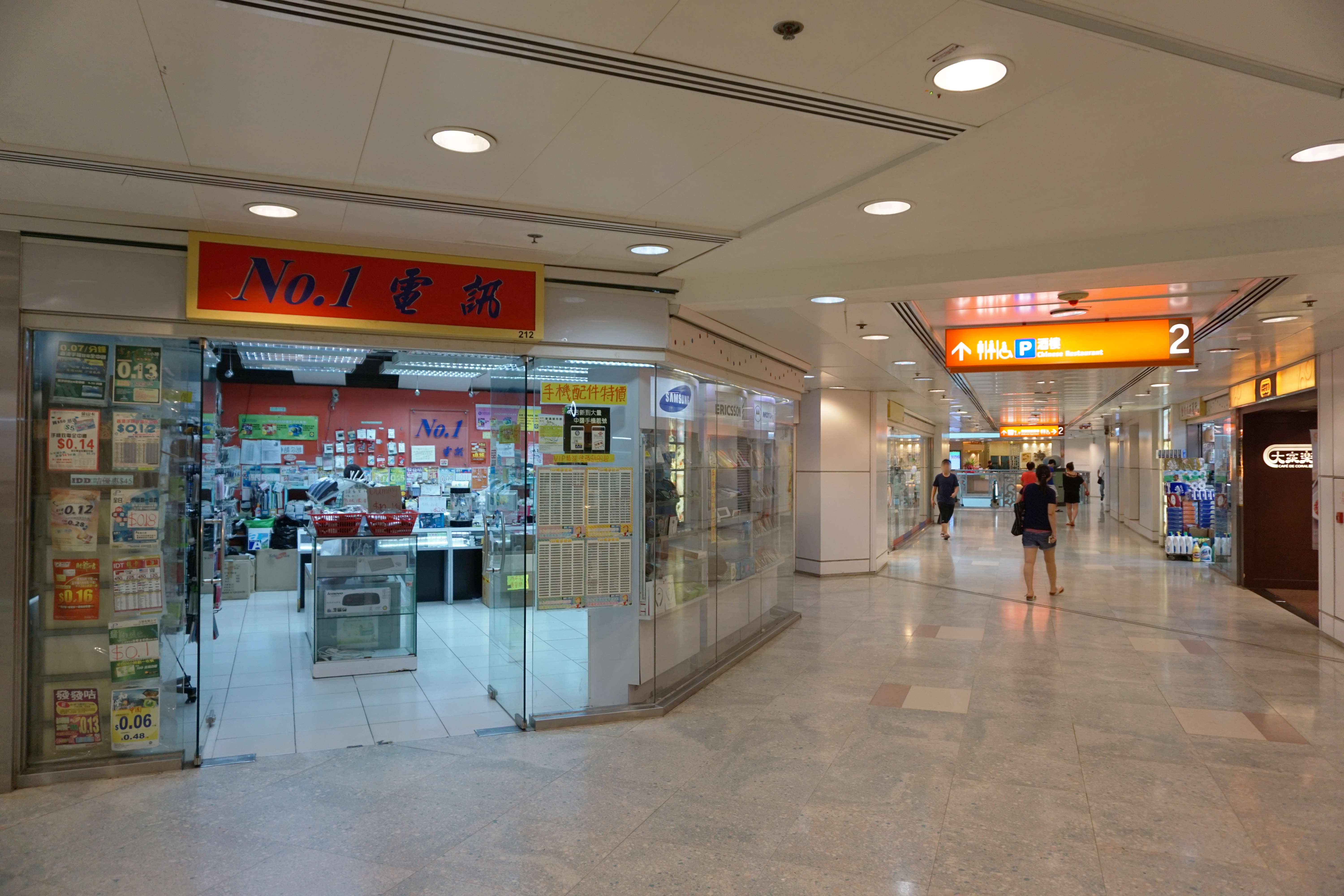
逸東商場2樓
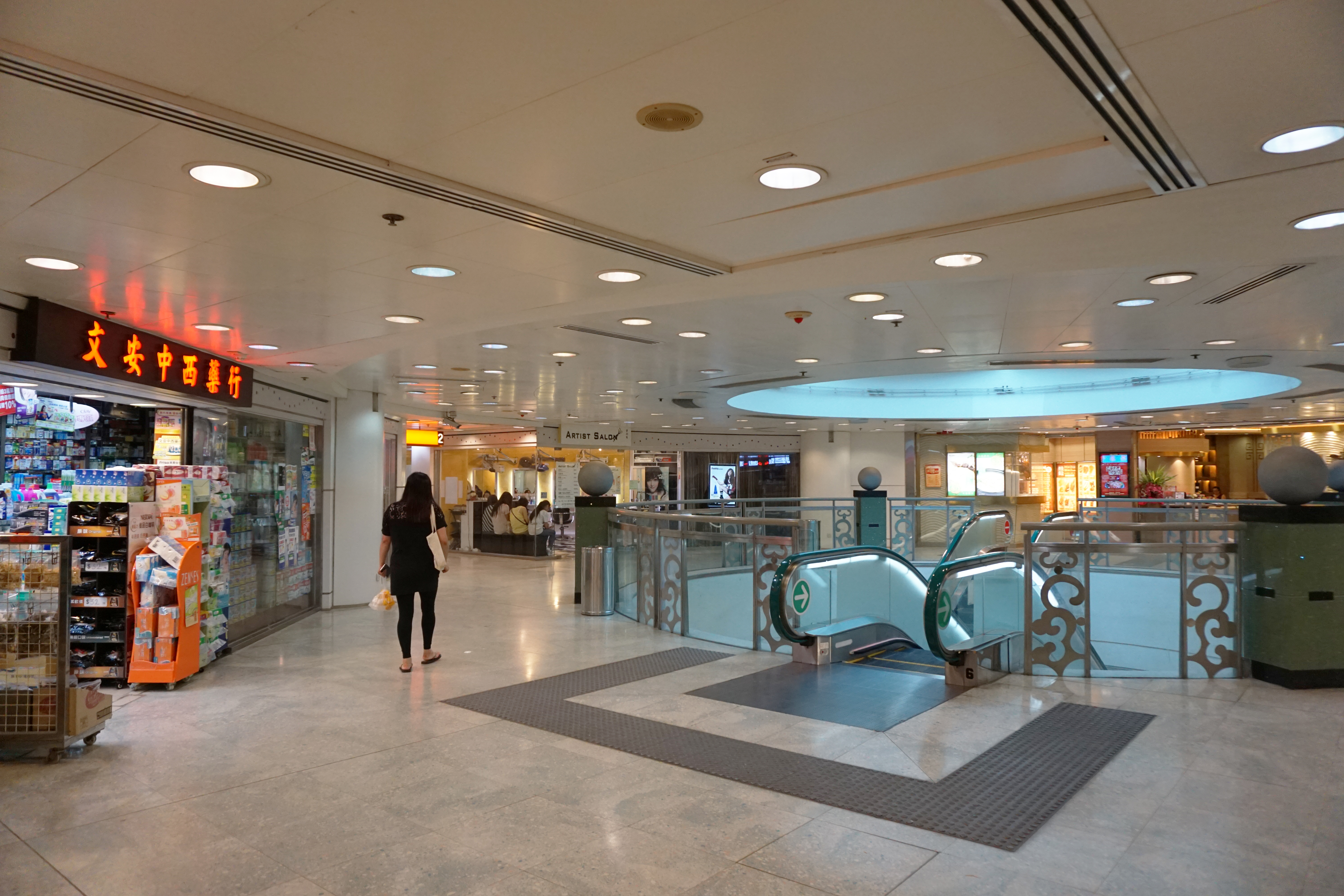
逸東商場2樓（2）
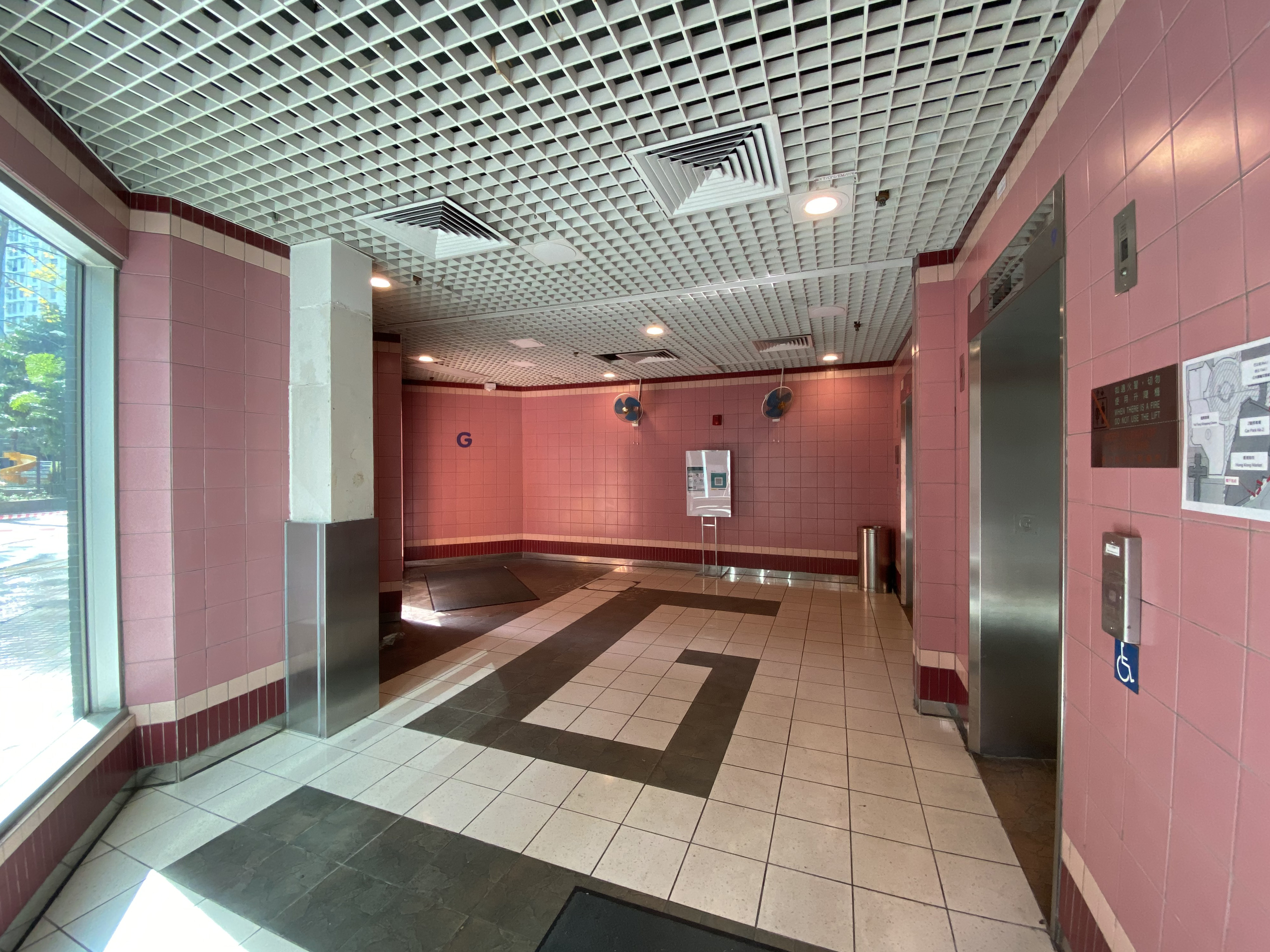
升降機大堂地面鋪設字型圖案
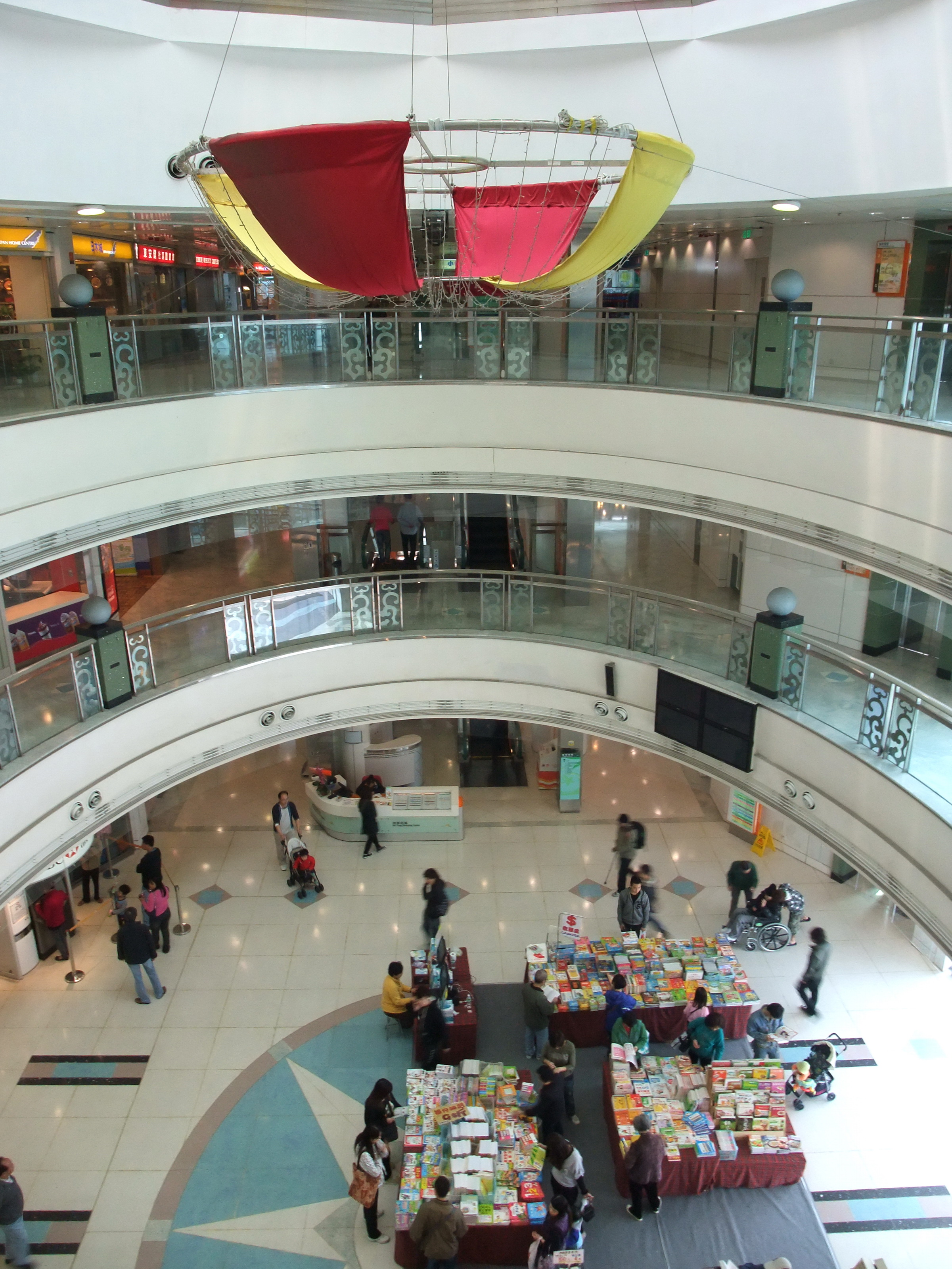
逸東商場中庭南面（2011年）
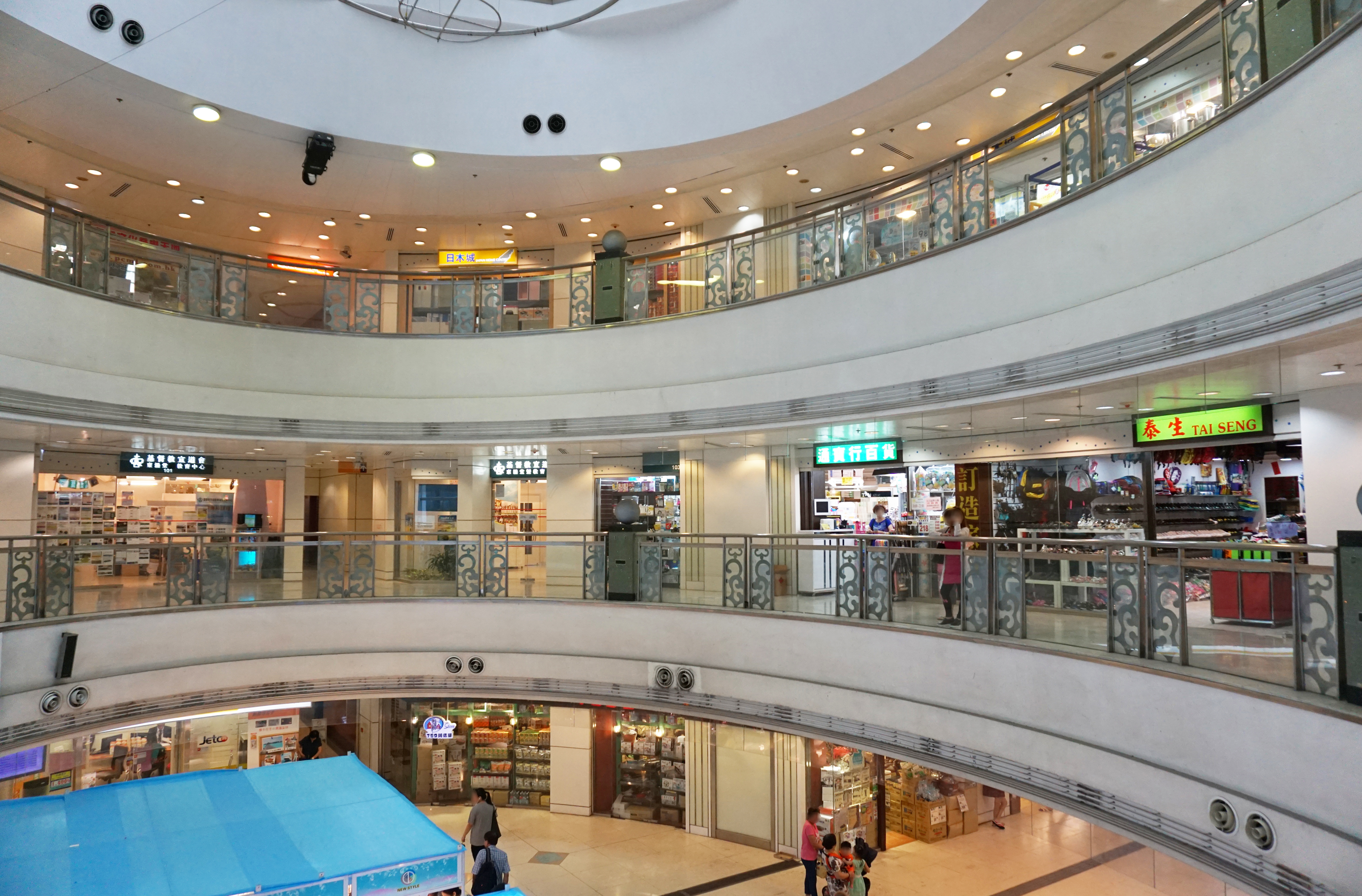
逸東商場中庭東北面（2016年）
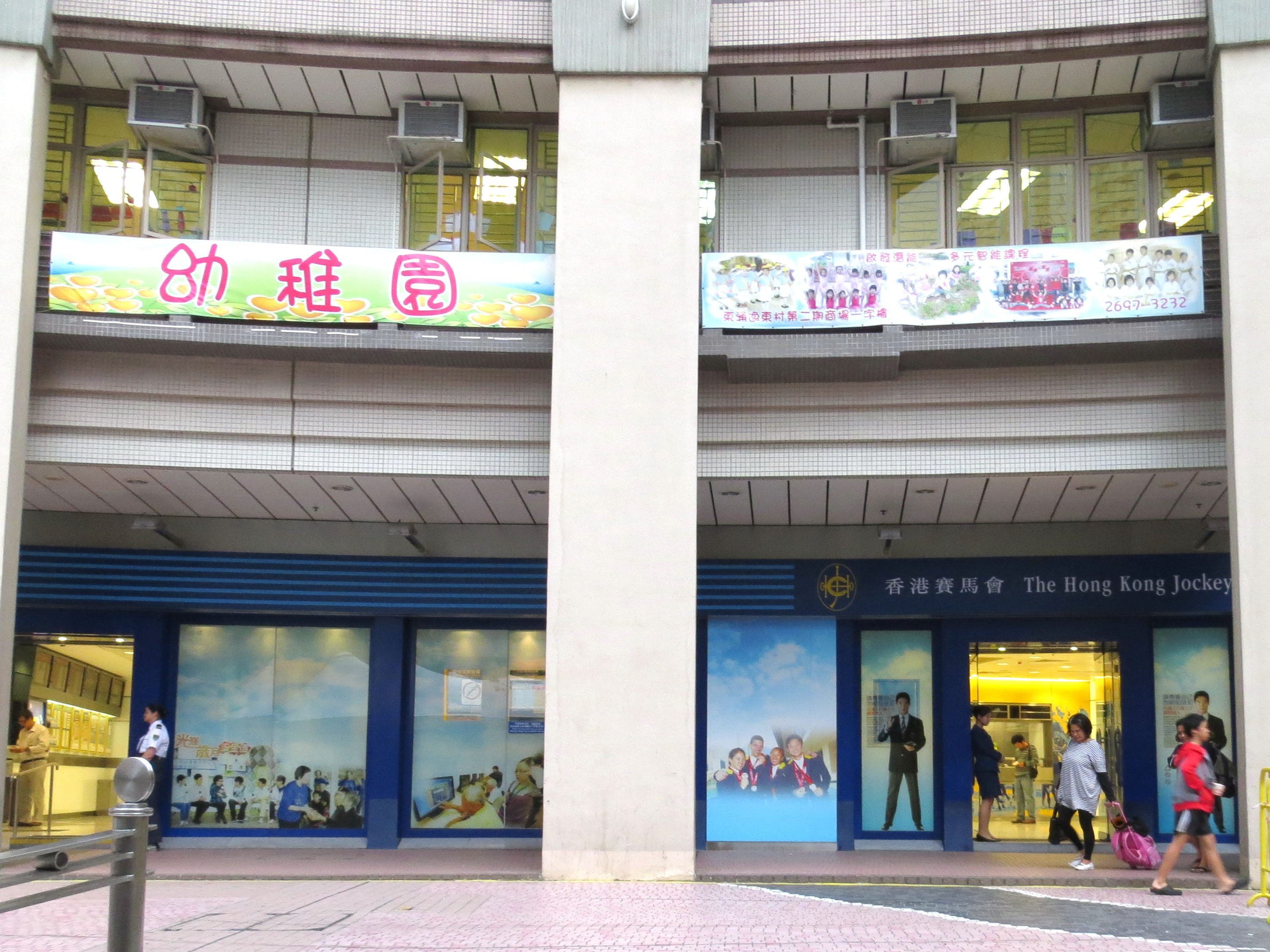
香港賽馬會逸東邨場外投注站（2012年）

### 香港街市

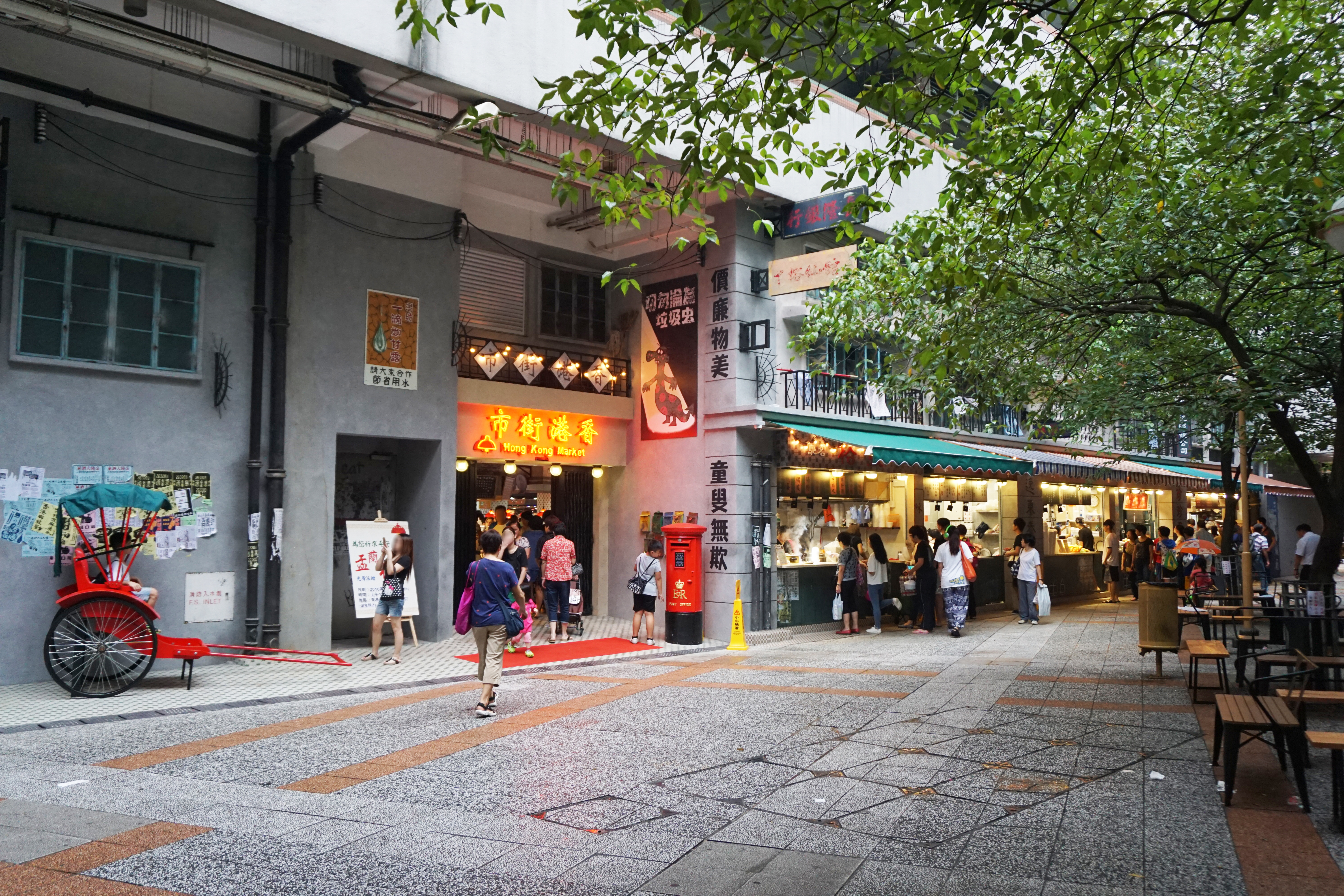
香港街市主入口，右方食店原位於街市內，現遷至街市外面向休憩空間，部份食店有別於一般街市於晚上7-8時關門，改為營業至凌晨2時，長遠更考慮24小時經營，以打造區內唯一的夜市小食街

逸東街市位於逸東2號停車場地下，由由建華集團旗下的建華（街市）管理有限公司承辦，於2016年5月16日起開始翻新，由原本逾50個檔位，縮減至其中15檔為臨時街市。8月1日耗資2,500萬港元的翻新工程完成，並易名為「香港街市」，檔位增加一倍至100個，街市內外的裝修以1960年代九龍城風貌作主題，仿古招牌、晾衣竹、唐樓景、舊街牌，還有以傳統手紮的飛機模擬越過唐樓群。

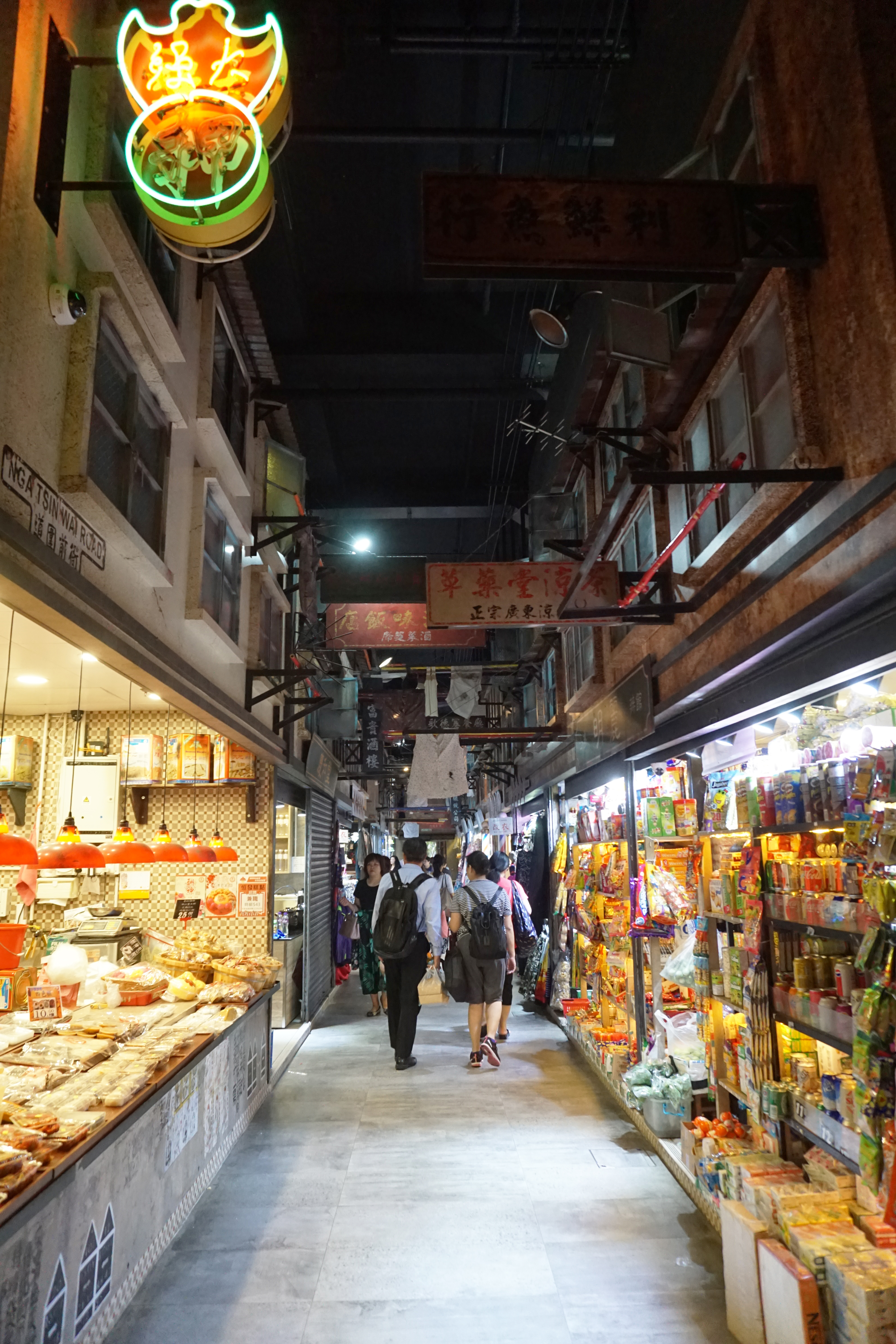
翻新後的逸東街市，並易名為「香港街市」
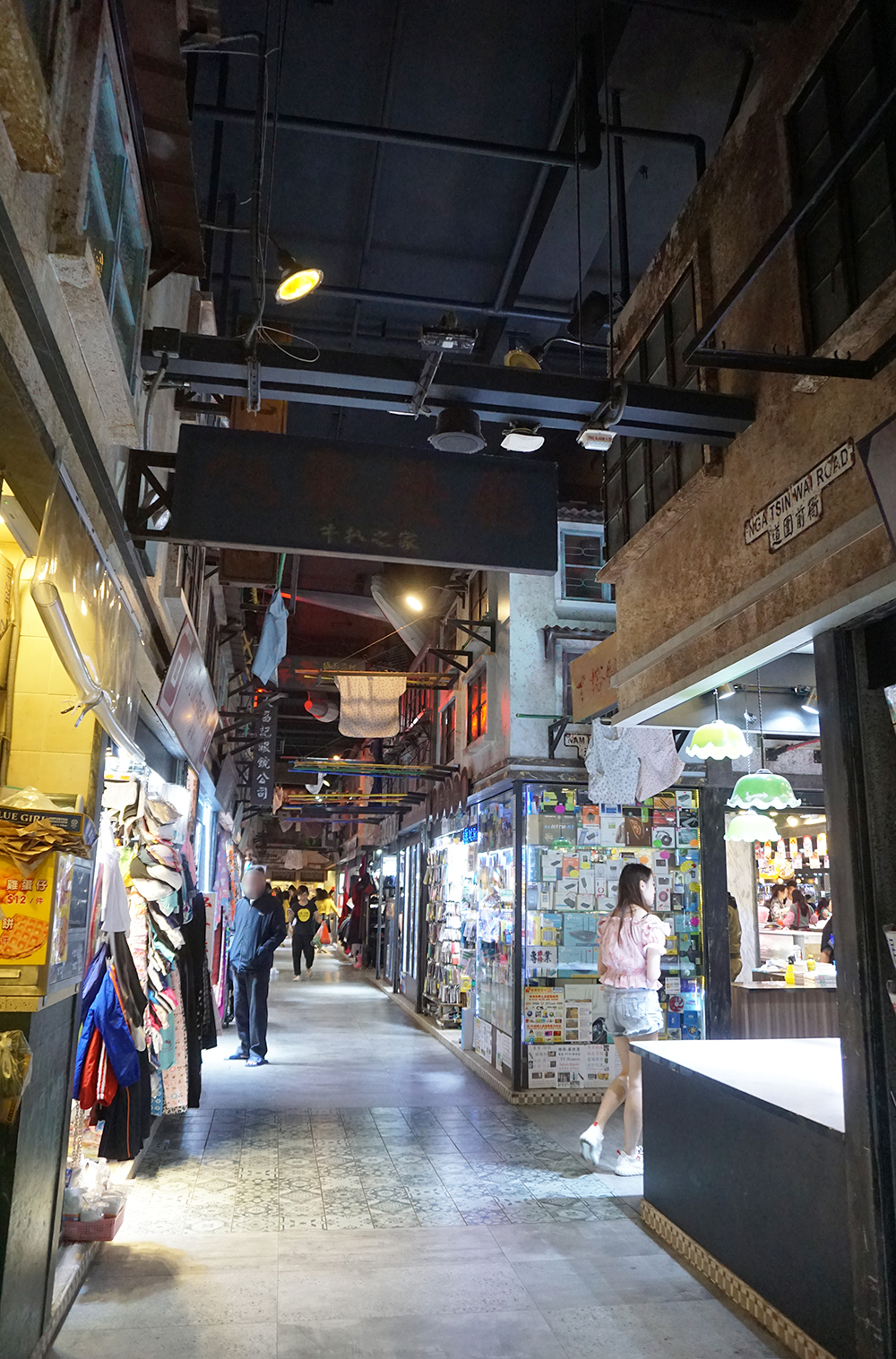
模擬衙前圍道與南角道
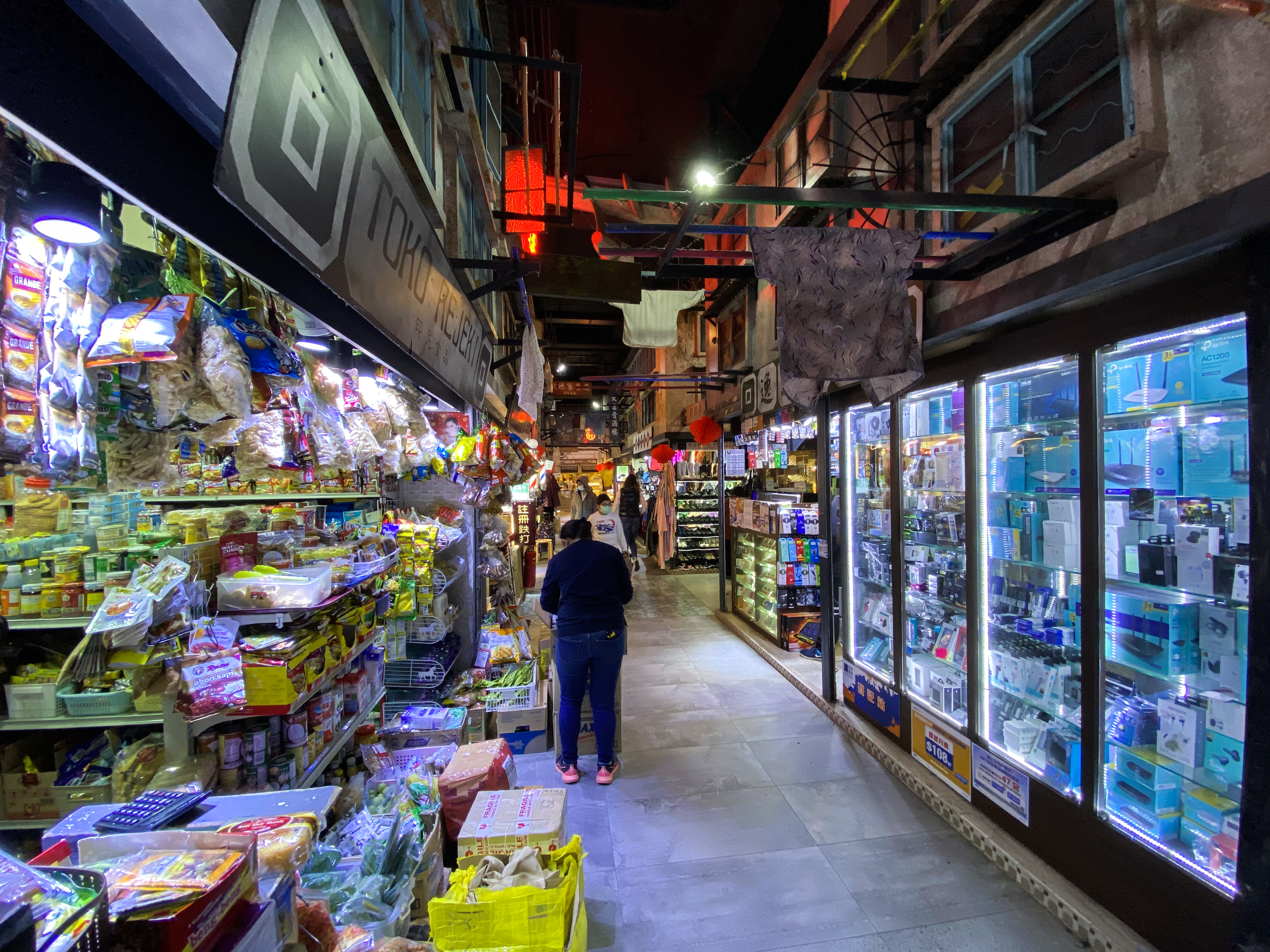
街市模仿懷舊九龍城寨的場景
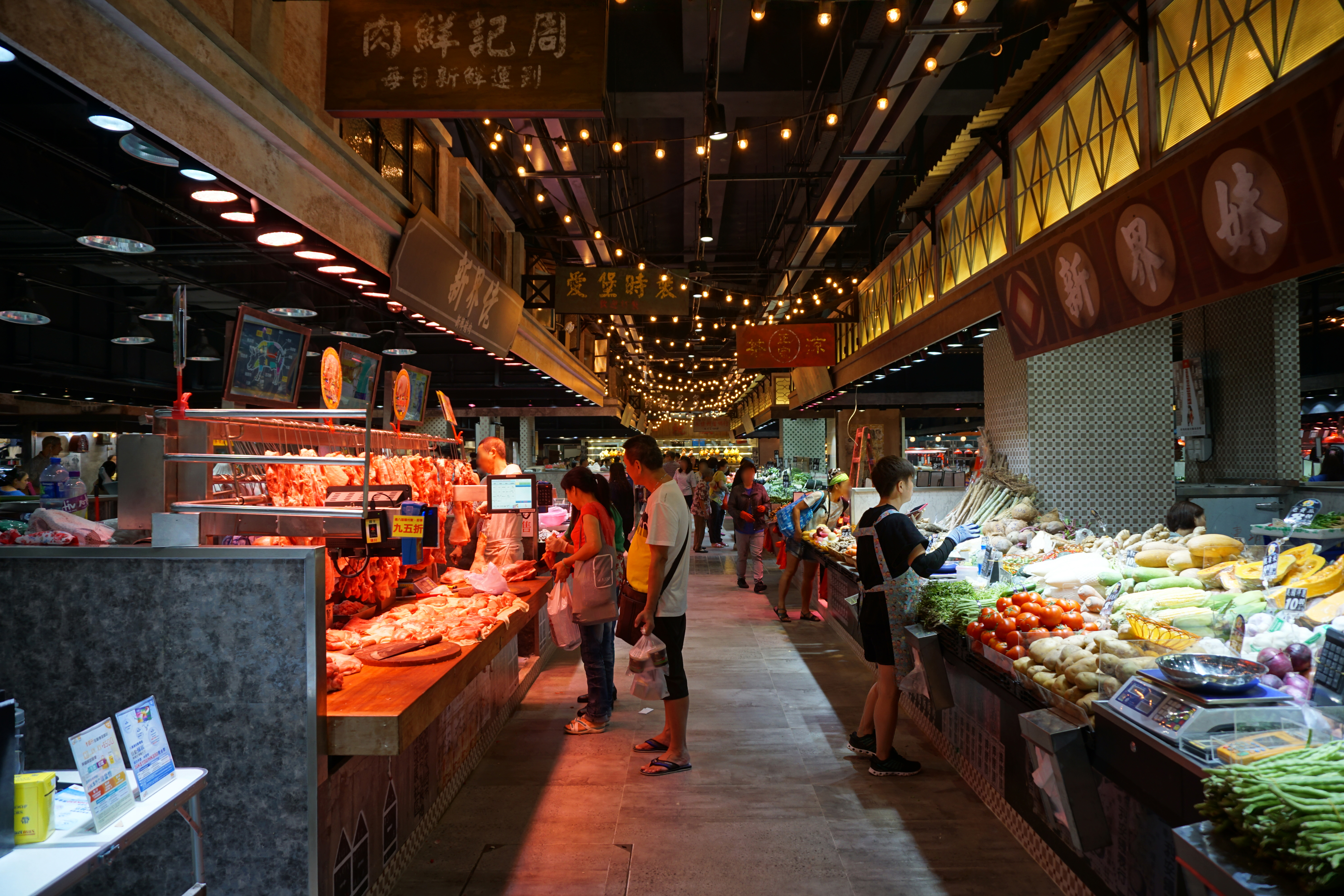
肉檔與菜檔
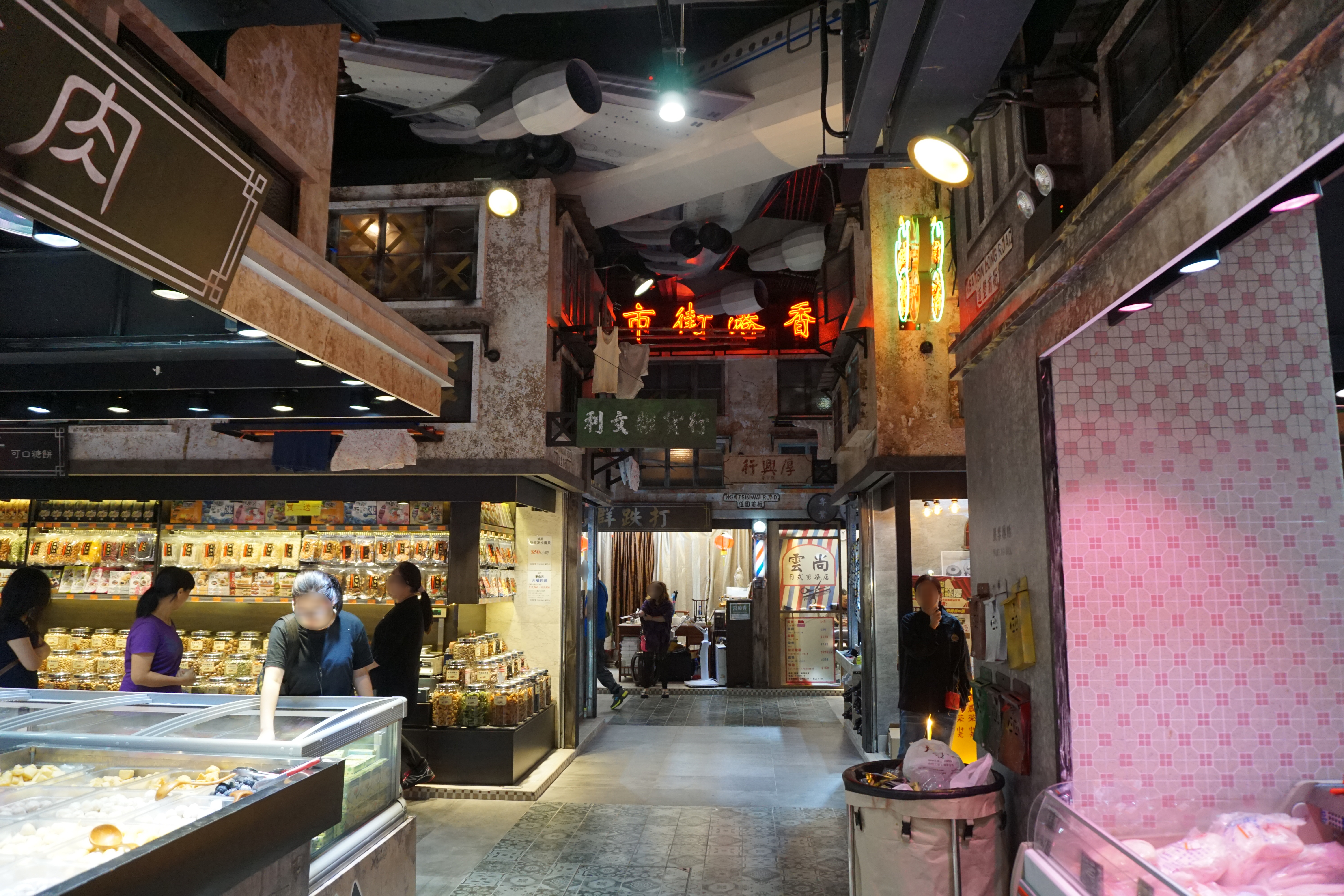
模擬民航客機越過九龍城唐樓群
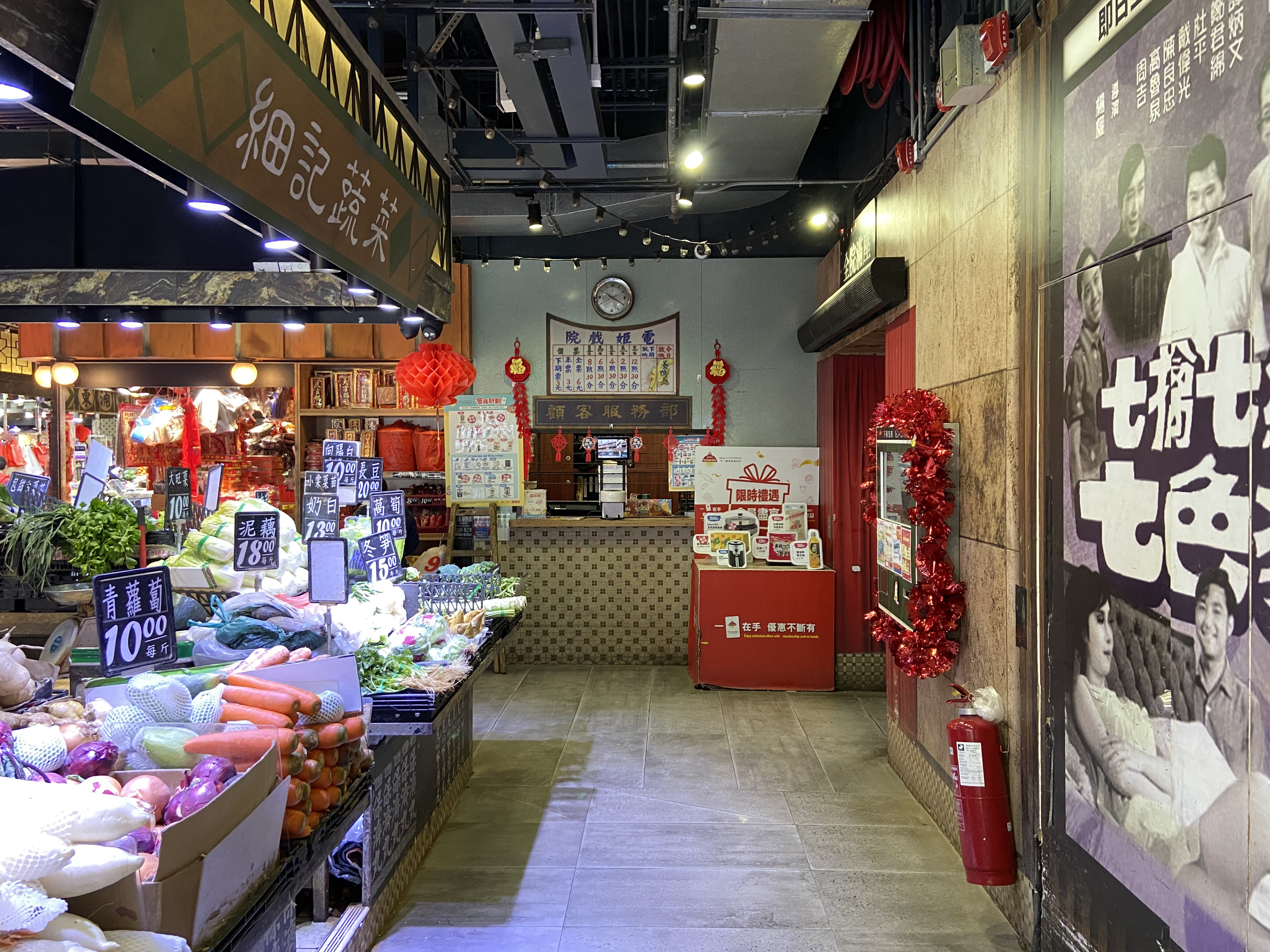
顧客服務台以懷舊戲院風格設計
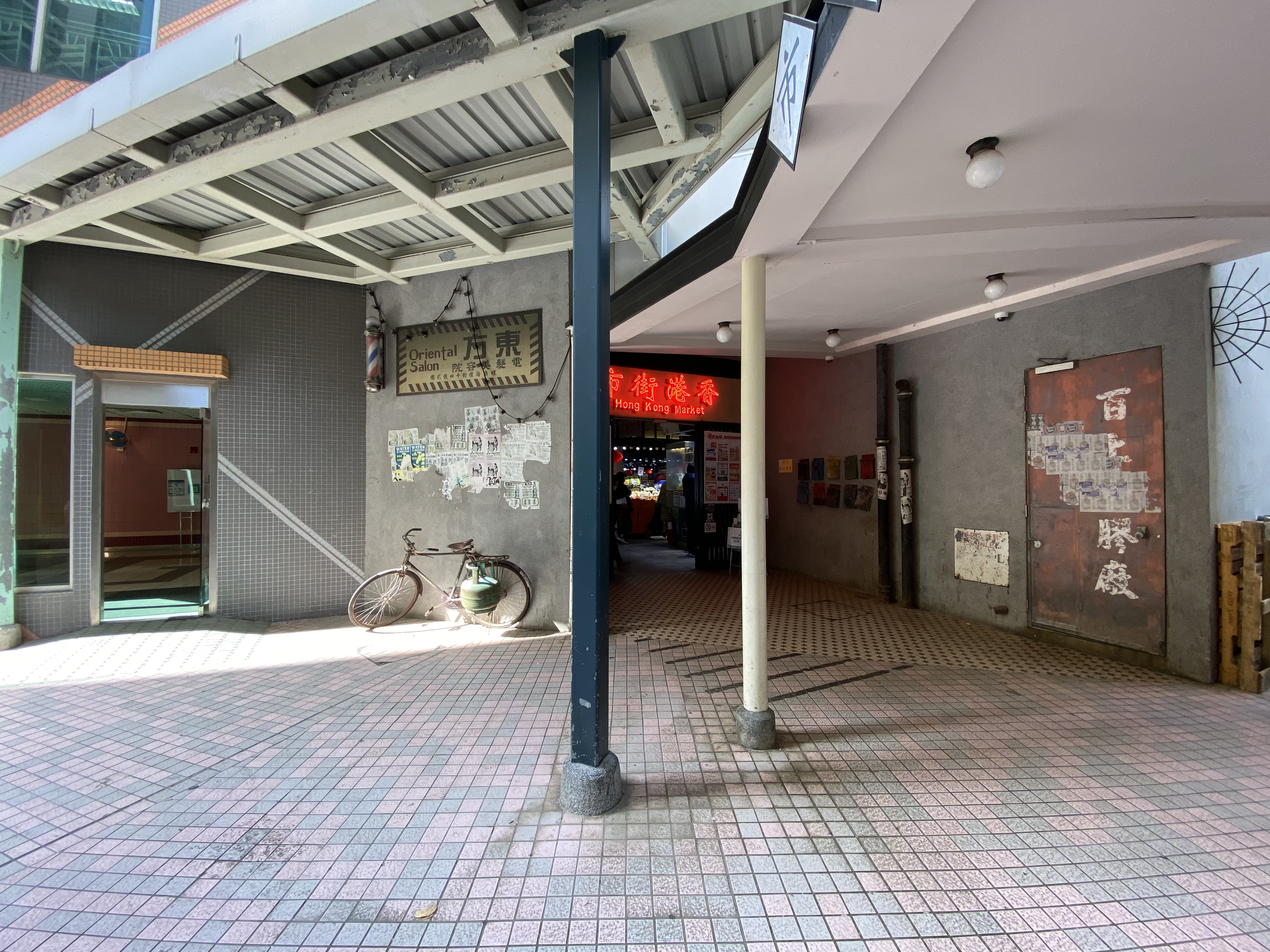
香港街市另一入口，外牆經懷舊粉飾
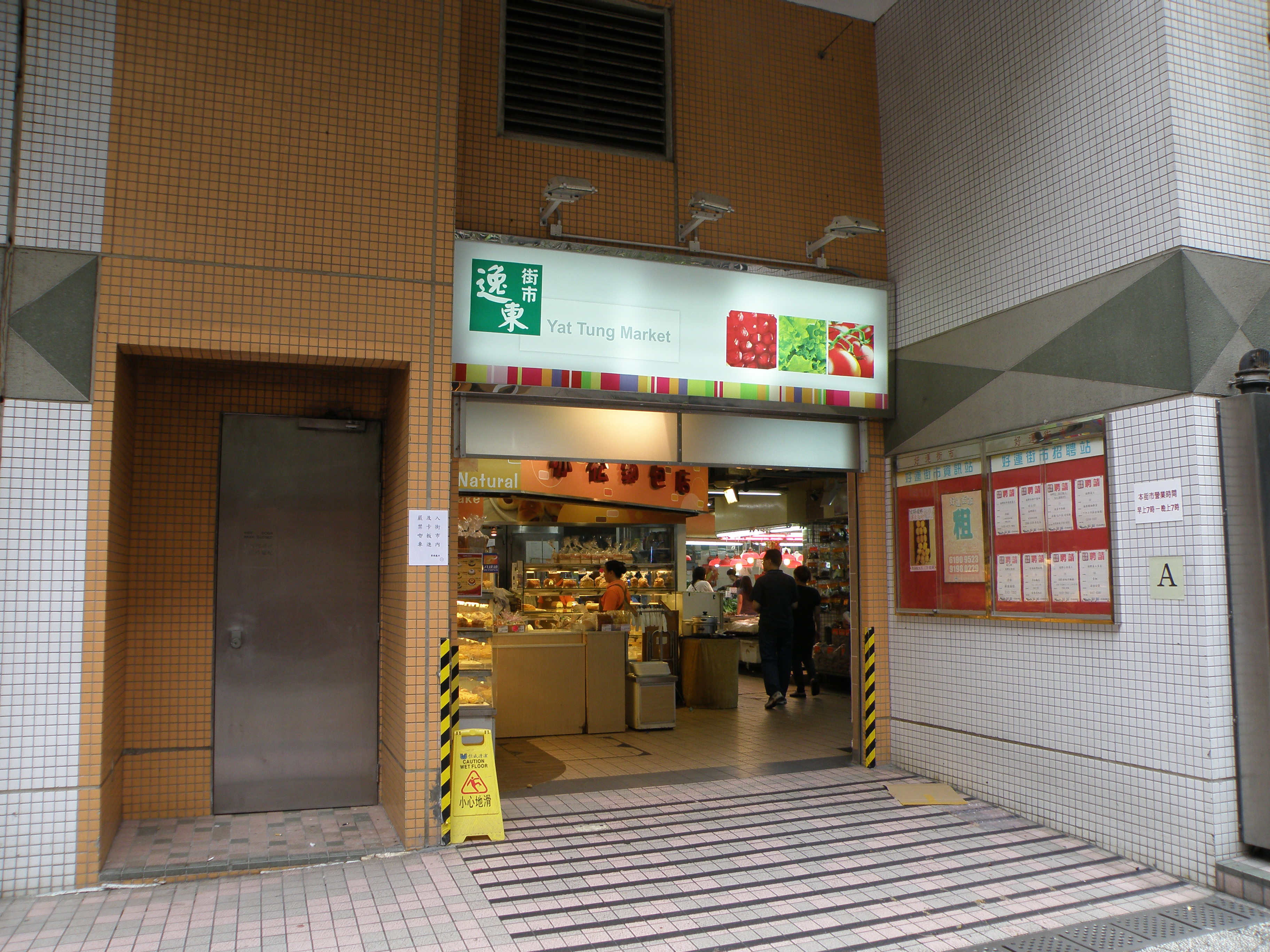
翻新前的逸東街市 （2014年10月）
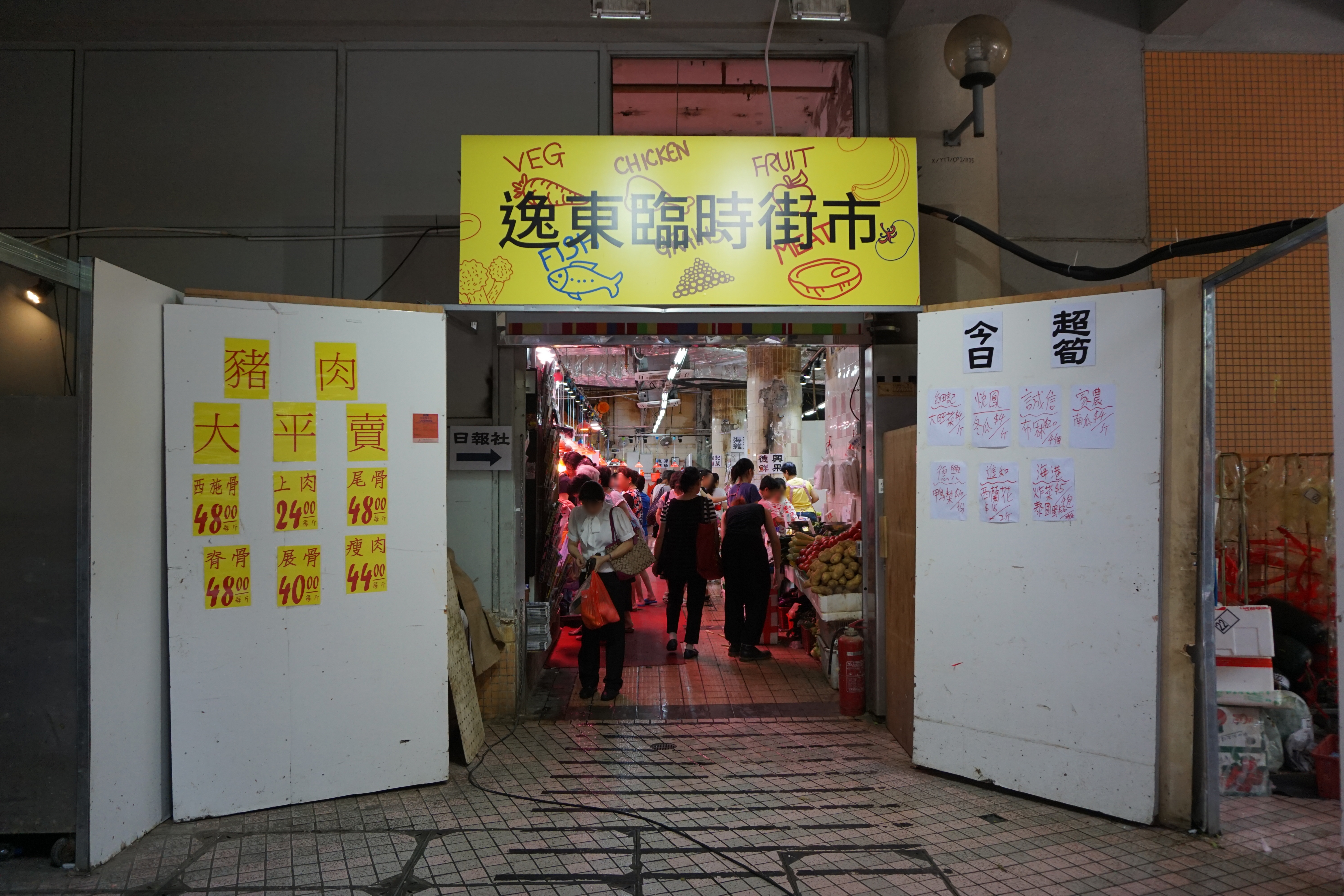
逸東臨時街市 （2016年7月）

## 屋邨設施

### 東涌藝術徑

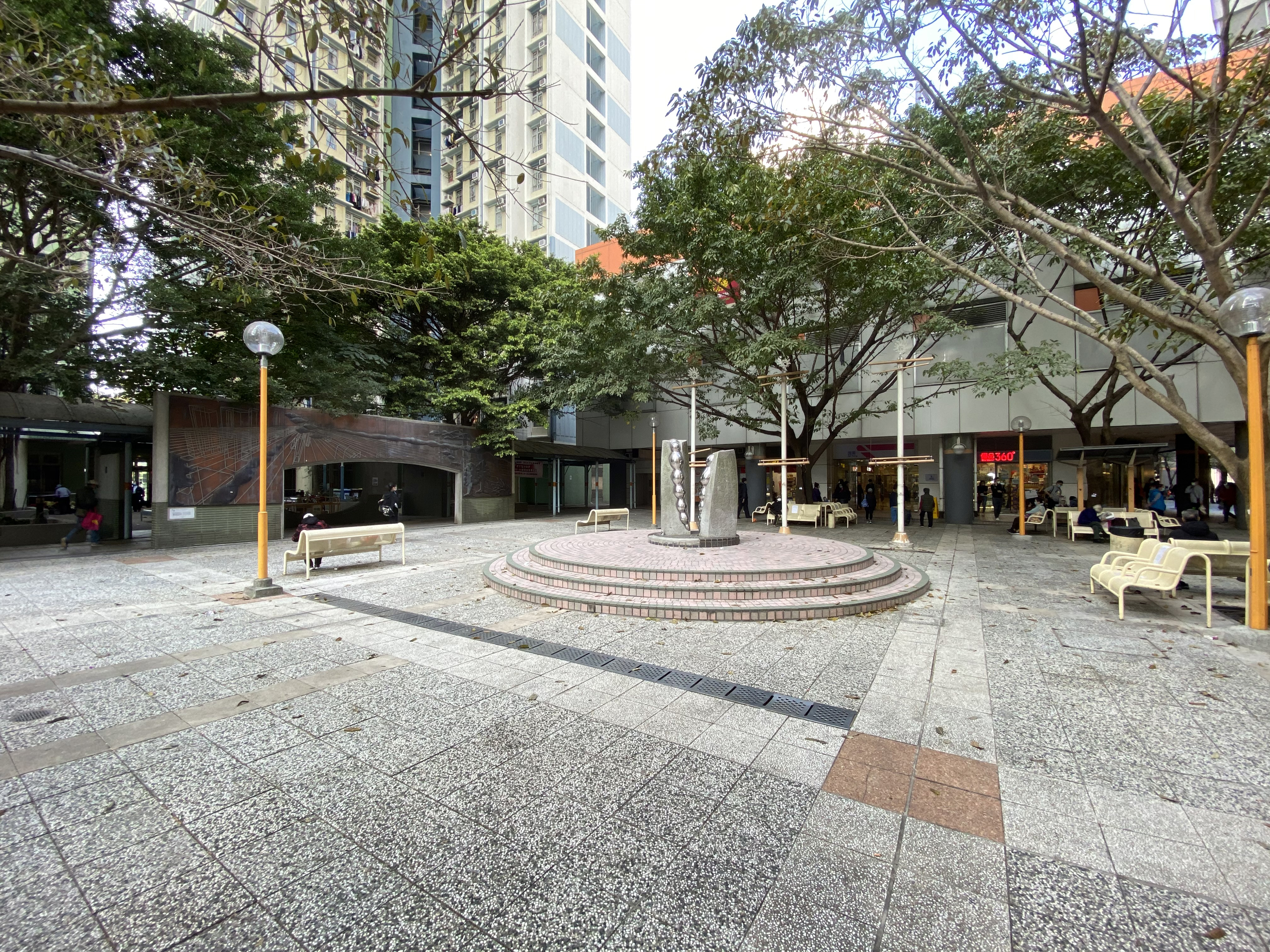
逸東邨是香港首個主題公共屋邨，邨內有一條東涌藝術徑，於2002年1月19日開幕，率先展示16件作品。作品都是在2001年由屋署與康樂及文化事務署合辦的「滄海新城—東涌逸東邨公眾藝術計劃」首階段中，從120多件由本港 60 多位藝術家的創作作品中挑選出來的[14]；其後於2006年11月增加10件作品，現時共展示26件本地藝術家的作品，作品描繪東涌昔日漁村的歷史，以「滄海新城」為主題，每件的造價約為三十萬元。
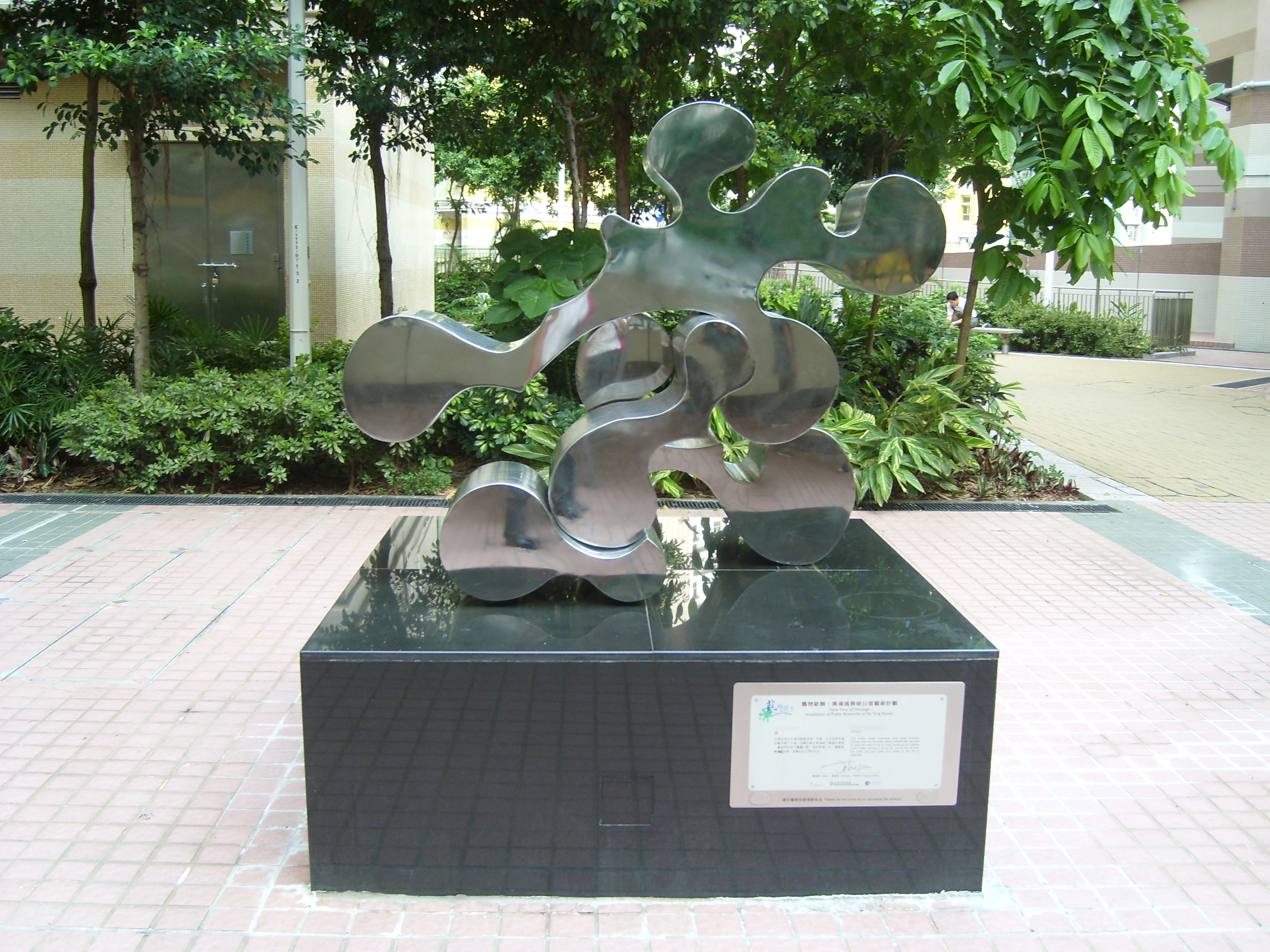
「浪」
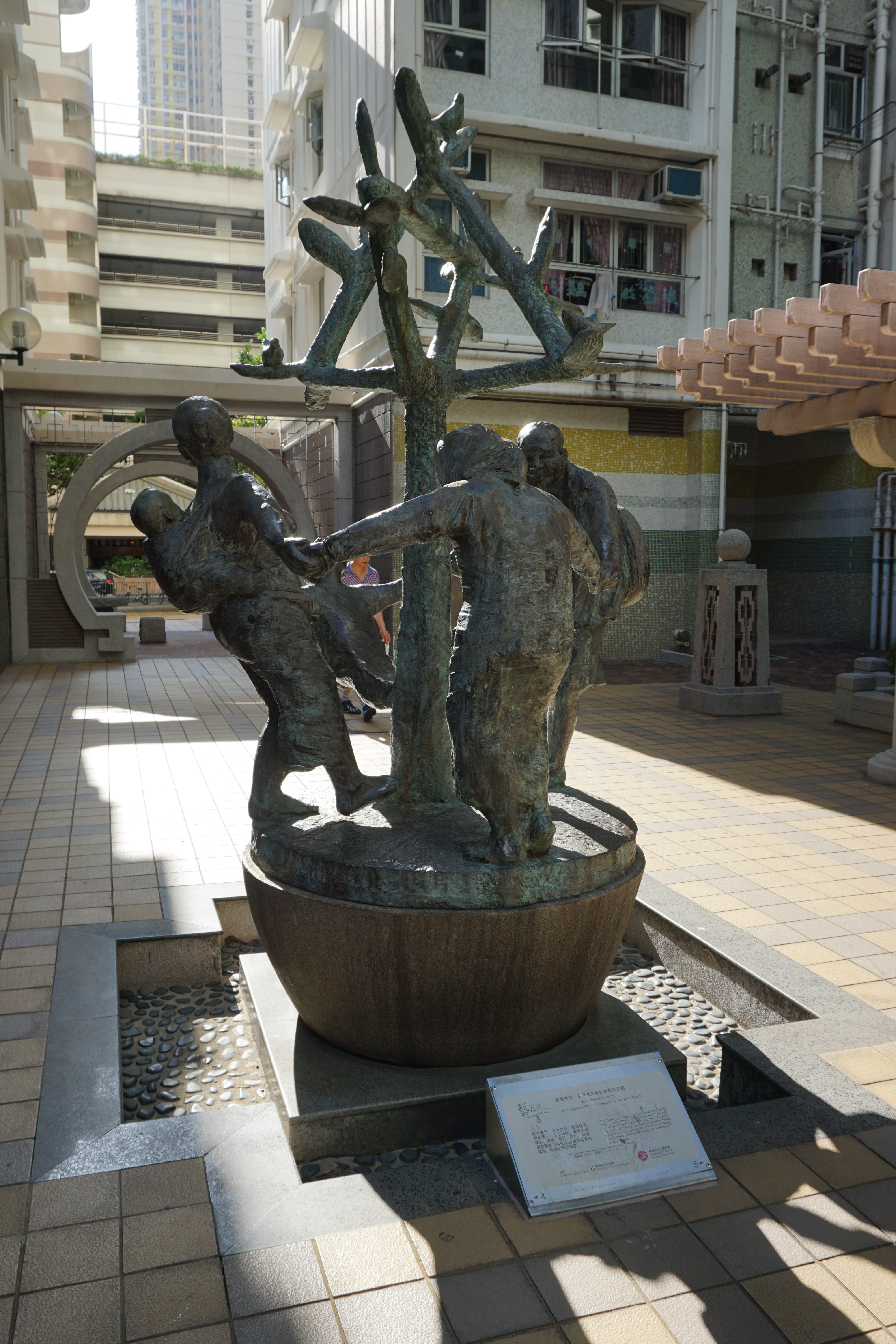
「家園」
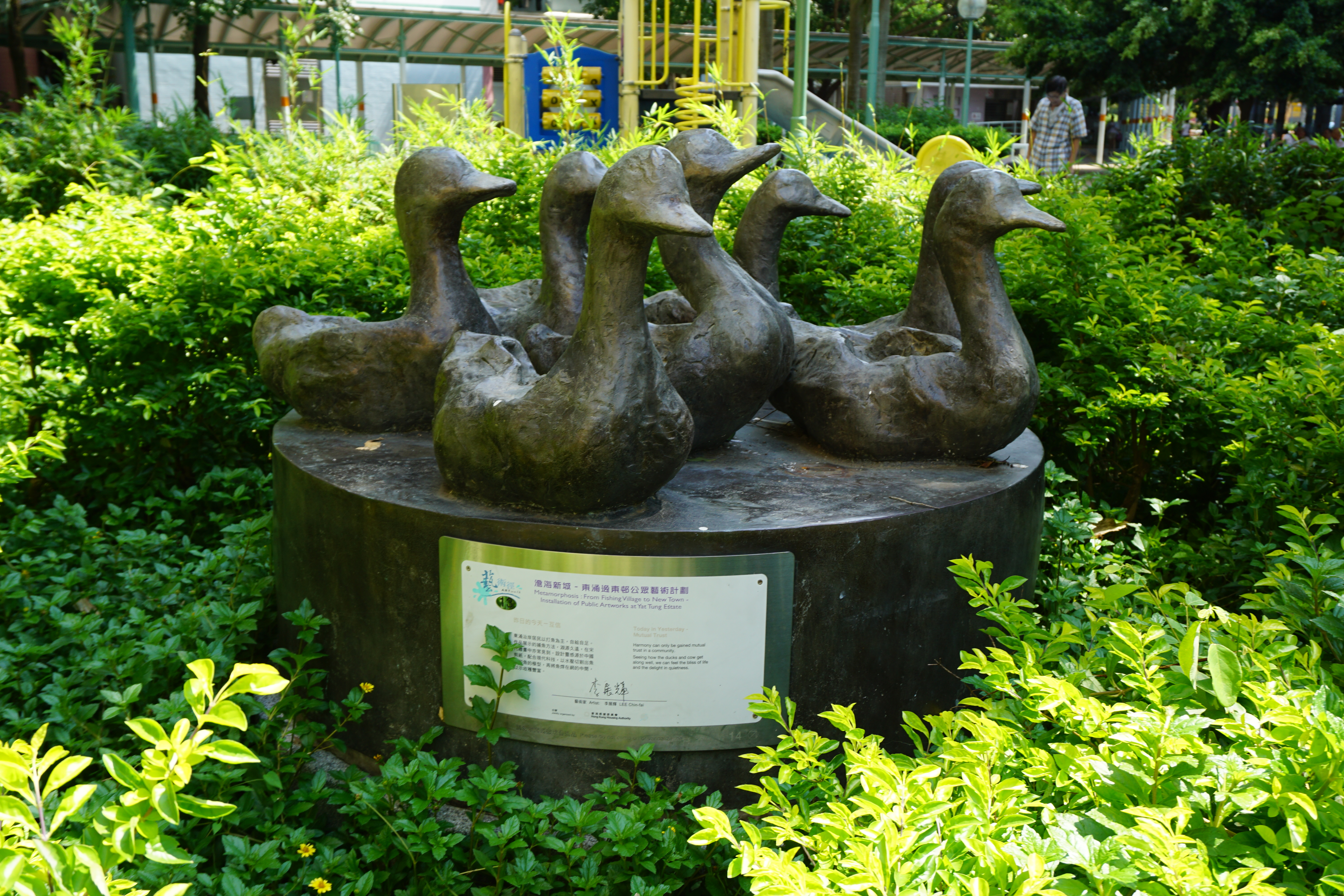
「昨日的今天─互信」
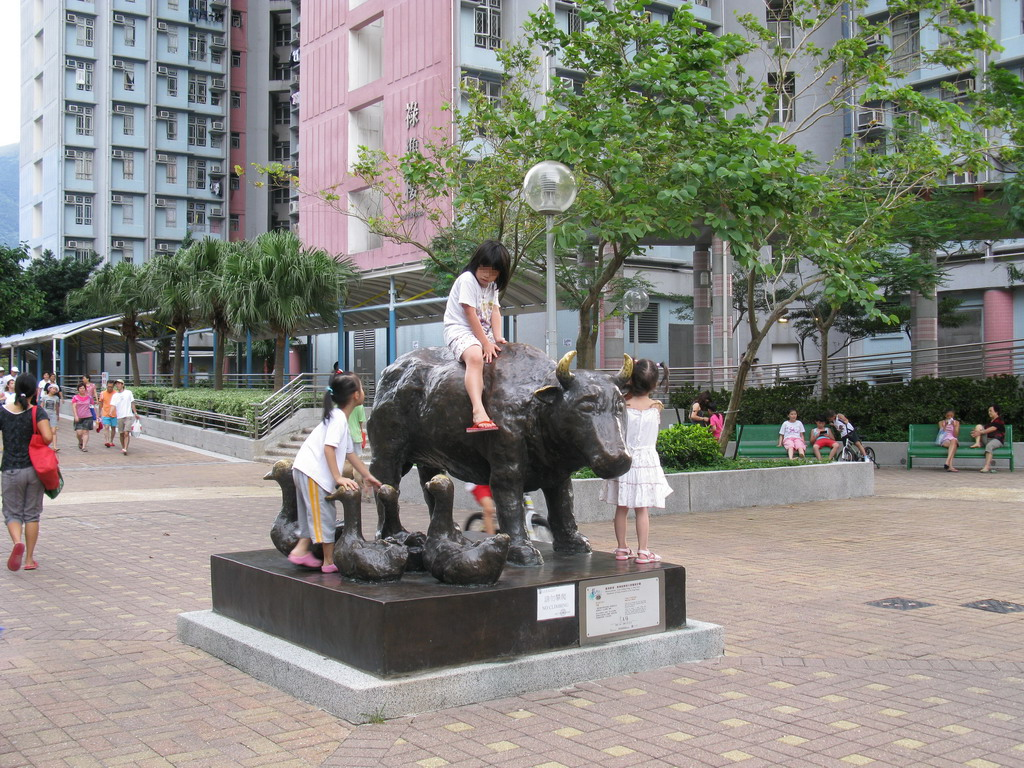
「昨日的今天─和諧」
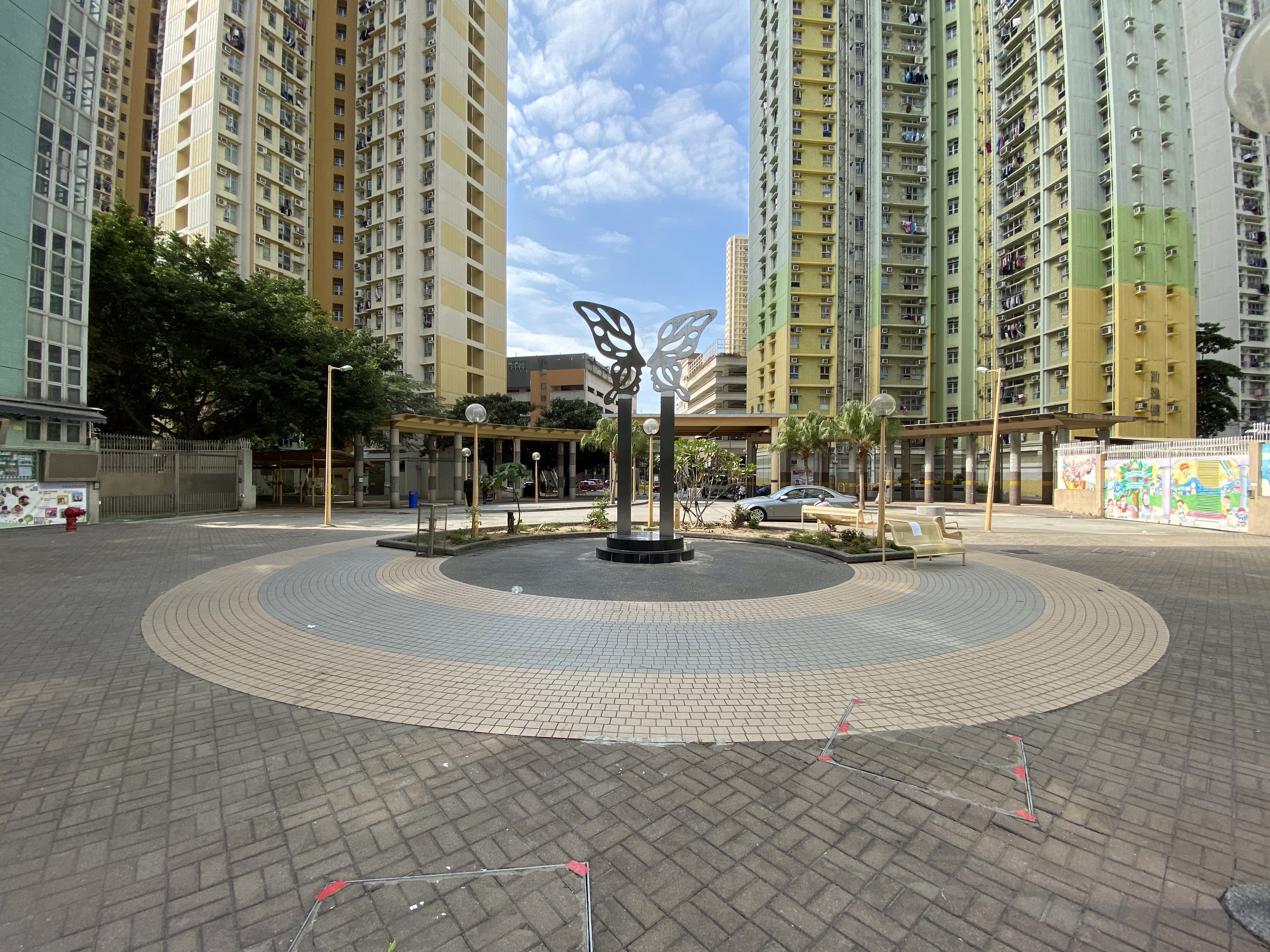
「人在自然」
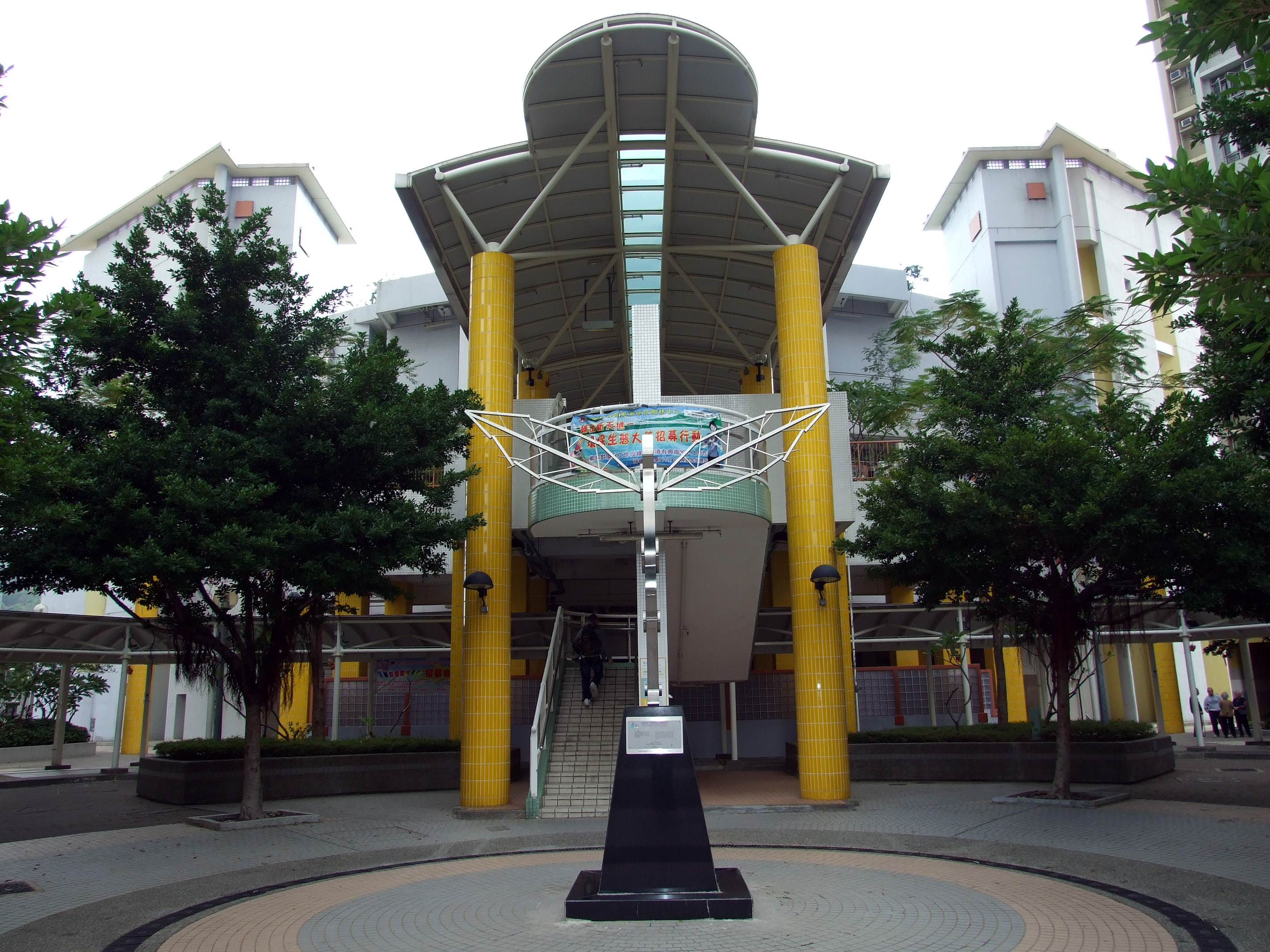
「自然在人」
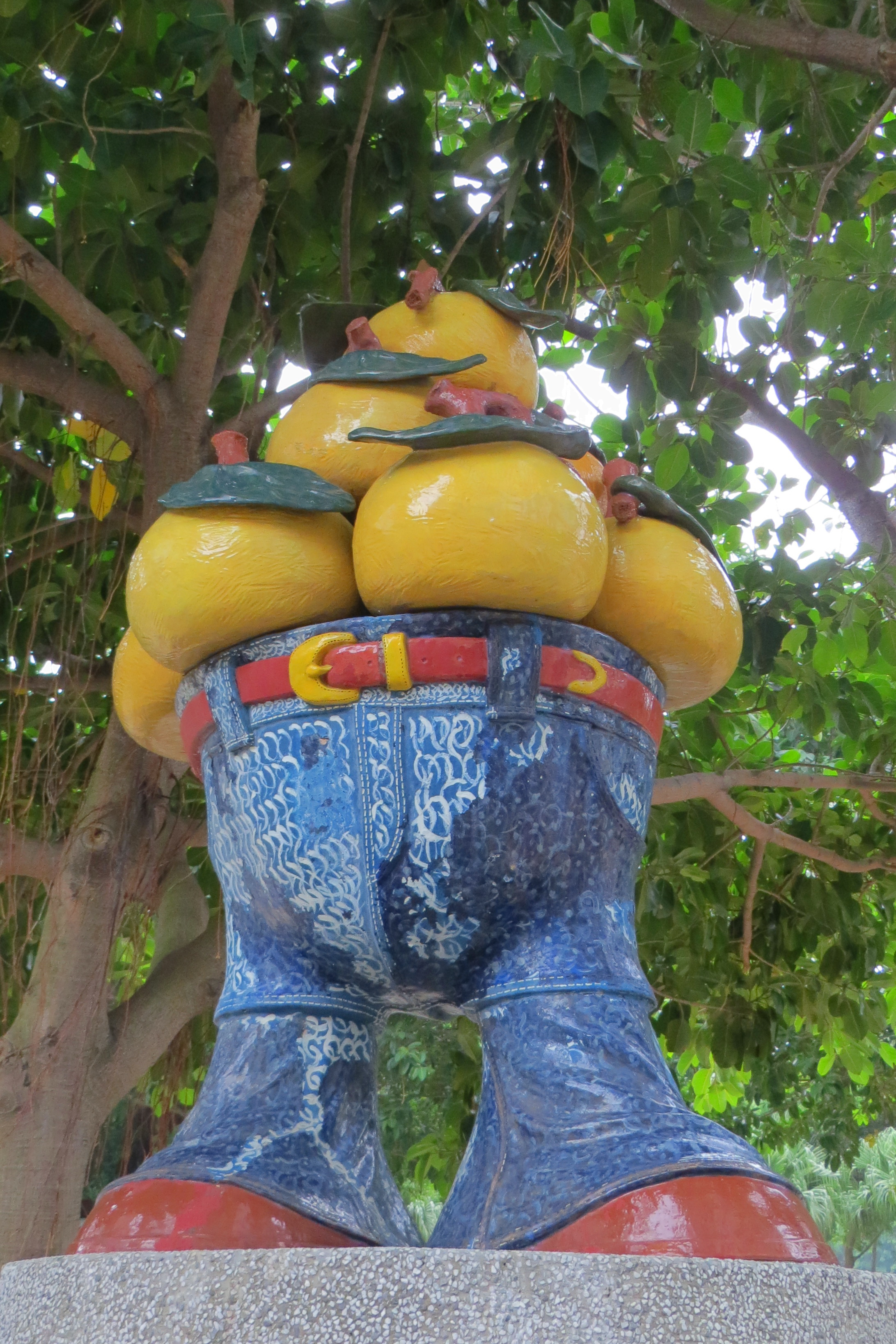
「富貴吉祥」
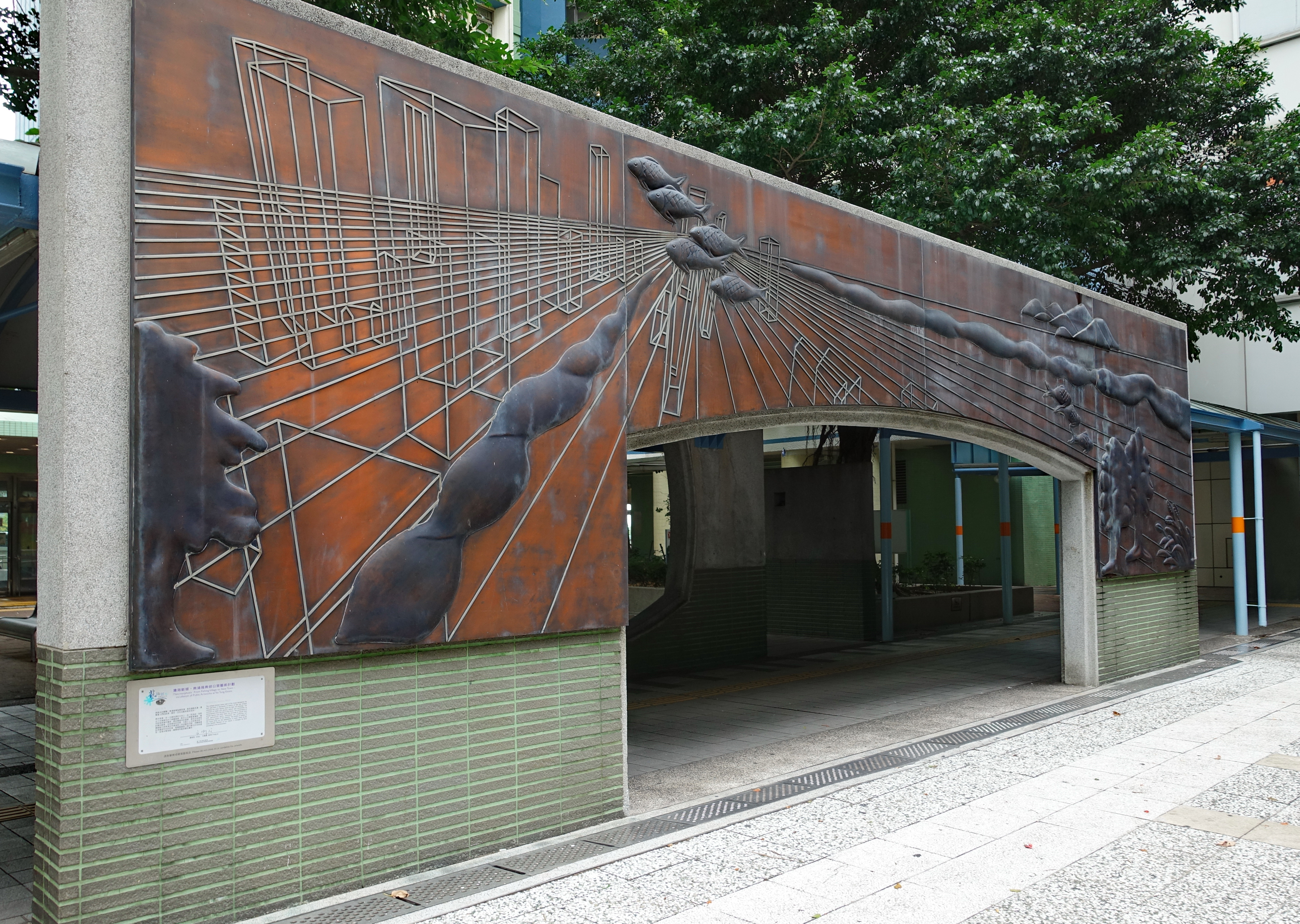
「兩水相連」
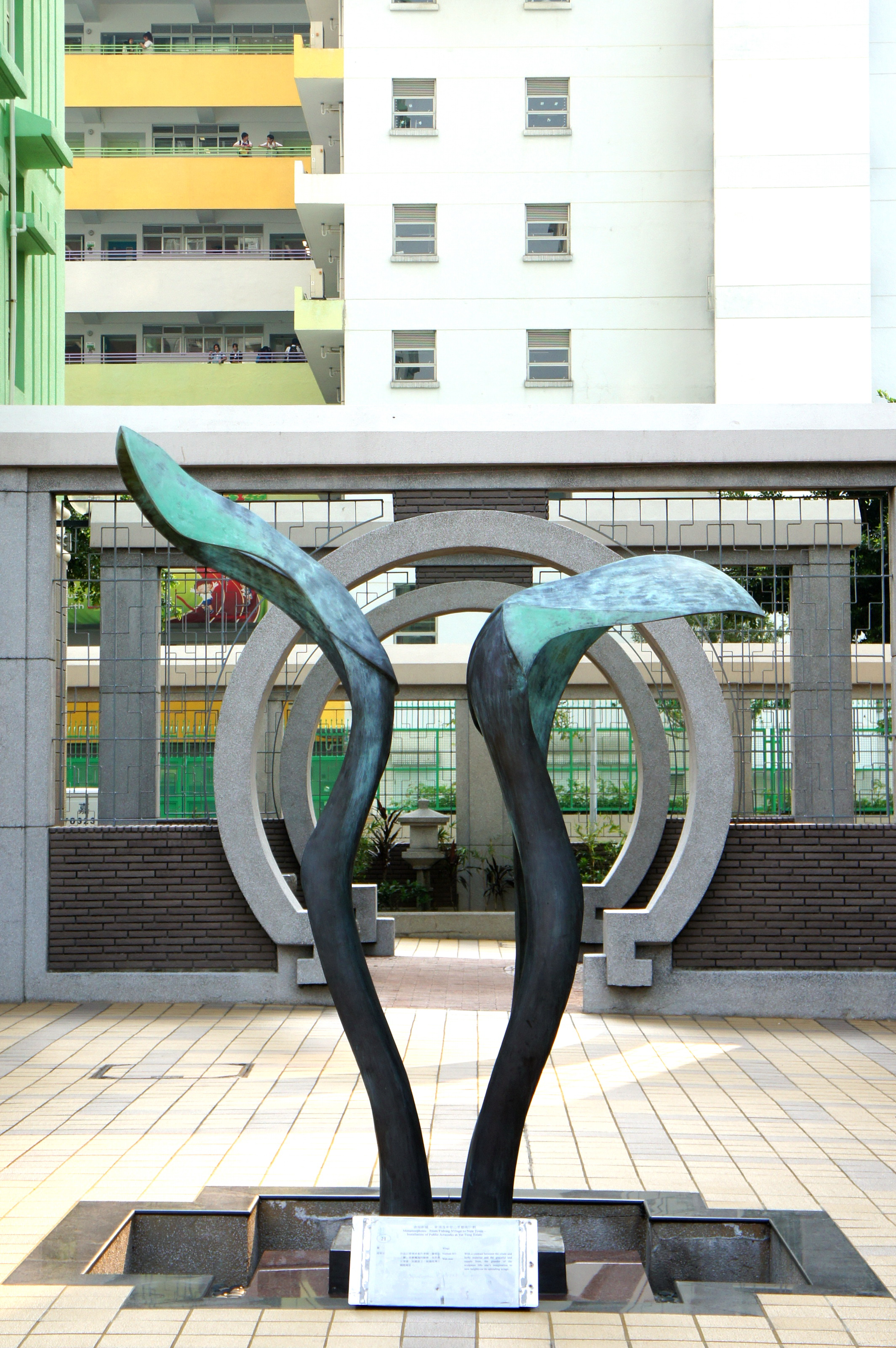
「翼」
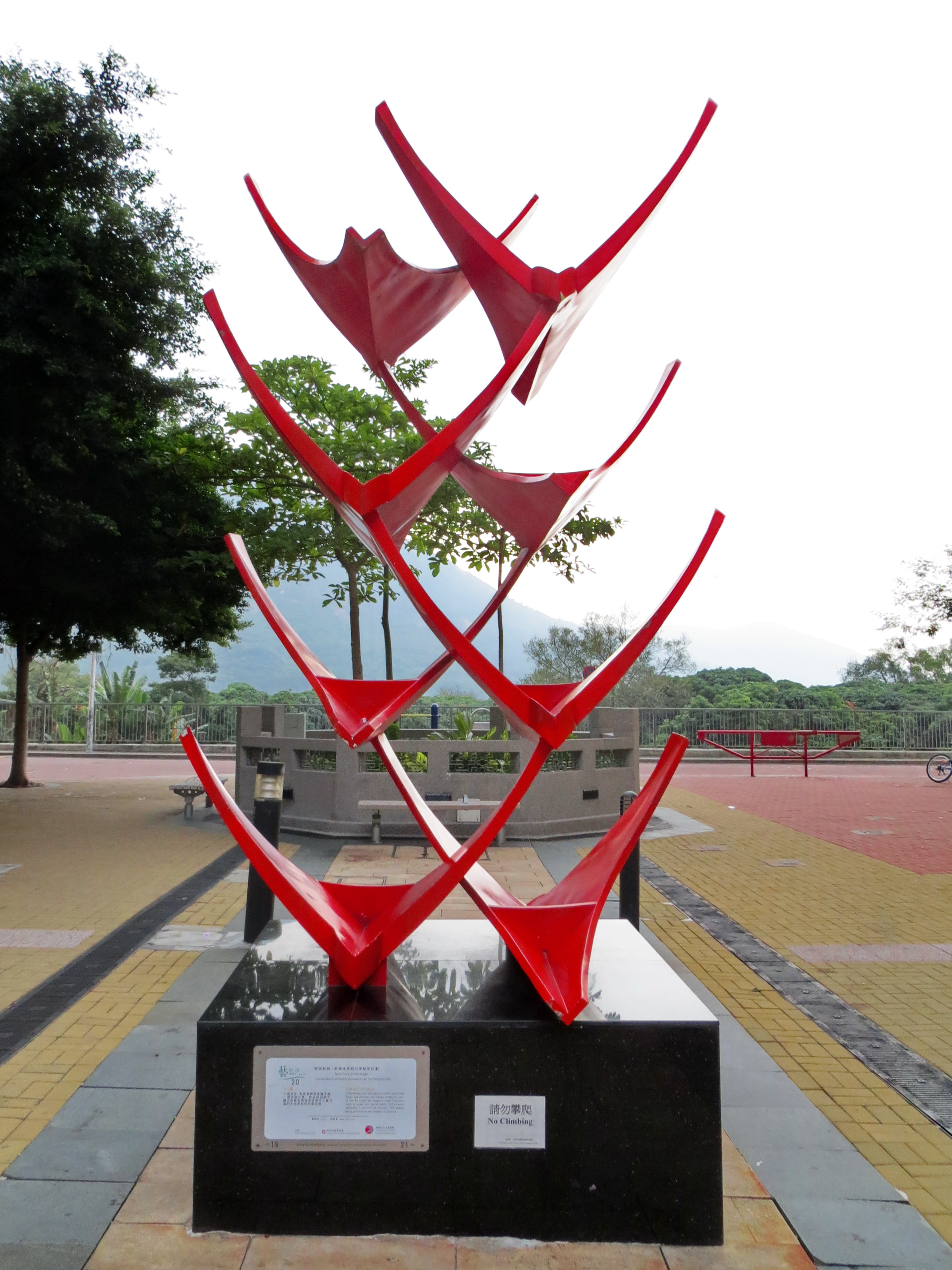
「小溪」
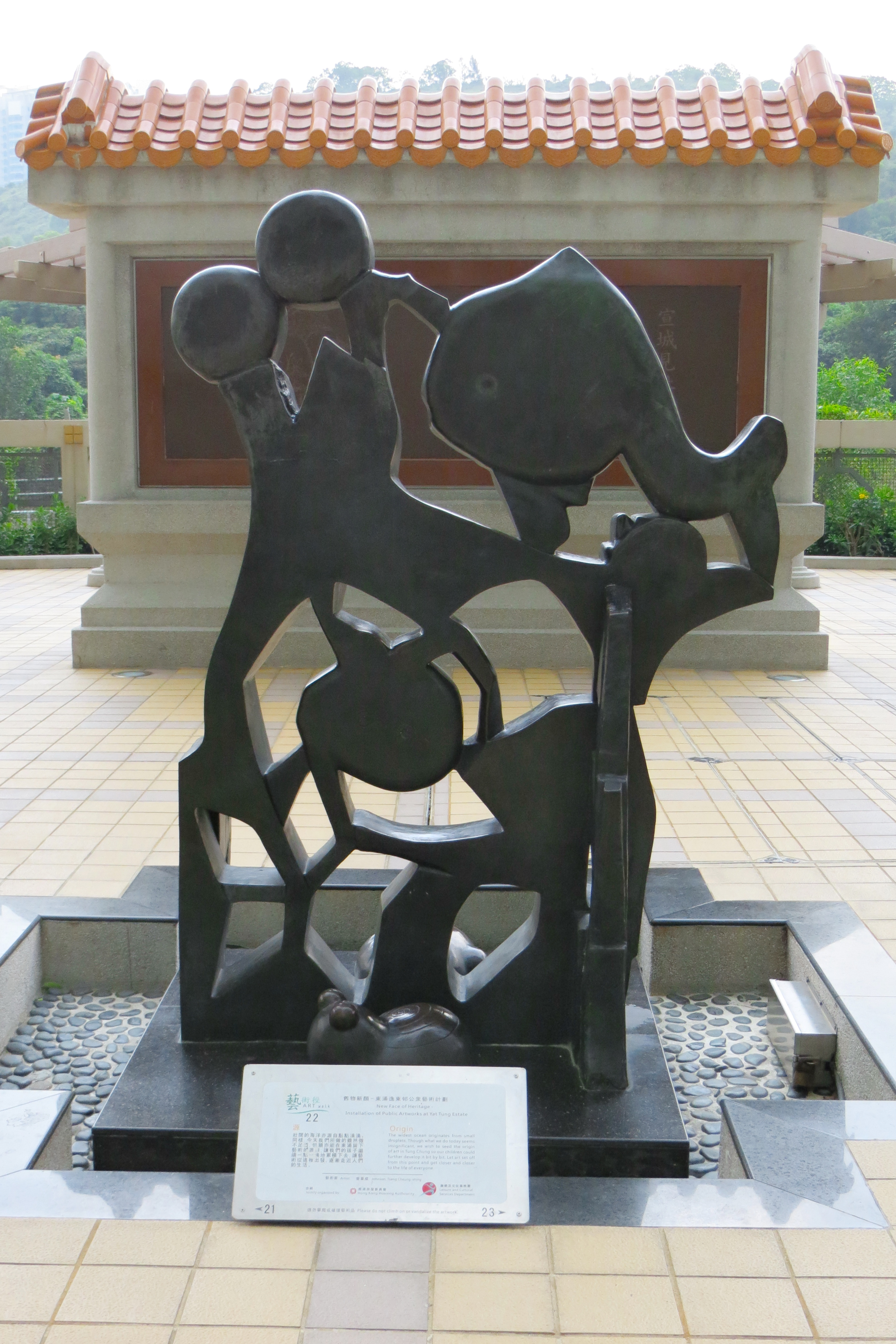
「源」

- 當局希望盡量容許居民親手觸摸展品，讓居民認識藝術品不是高高在上、遙不可及，也令屋邨倍添藝術氣息，增加對屋邨歸屬感。可是，由於有小部份藝術品被居民破壞，故有部份藝術品已套上透明膠罩以免再被破壞。

| 作品名稱           | 創作人                 |
| ------------------ | ---------------------- |
| 門                 | 唐景森、陳國文         |
| 浪                 | 唐景森、陳國文         |
| 東城紀事（庭）     | 文鳳儀                 |
| 人在自然           | 靳埭強                 |
| 家園               | 李學迅                 |
| 彩雲處處           | 呂豐雅                 |
| 自然在人           | 劉小康                 |
| 一網千斤           | 朱漢新                 |
| 日出而作           | 朱漢新                 |
| 東城紀事（家）+G18 | 莫一新                 |
| 日出而作           | 鍾大富                 |
| 日入而息           | 鍾大富                 |
| 昨日的今天─互信    | 李展輝                 |
| 富貴吉祥           | 潘瑞華                 |
| 花草               | 劉偉基                 |
| 昨日的今天─和諧    | 李展輝                 |
| 流輝               | 莫一新                 |
| 兩水相連           | 文鳳儀                 |
| 微足之道           | 莫一新、文鳳儀、文寶輝 |
| 大雁東南飛         | 李學迅                 |
| 翼                 | 高華文                 |
| 小溪               | 鄧朝貴                 |
| 漣漪               | 陳永業、蘇國堅         |
| 魚米之鄉           | 李展輝                 |
| 幻彩之城           | 趙展庭、朱惠兒、文坤寧 |
| 源                 | 曾章成                 |

- 「流輝」
- 「浪」
- 「家園」
- 「昨日的今天─互信」
- 「昨日的今天─和諧」
- 「人在自然」
- 「自然在人」
- 「富貴吉祥」
- 「兩水相連」
- 「翼」
- 「小溪」
- 「源」

### 遊樂及其他設施

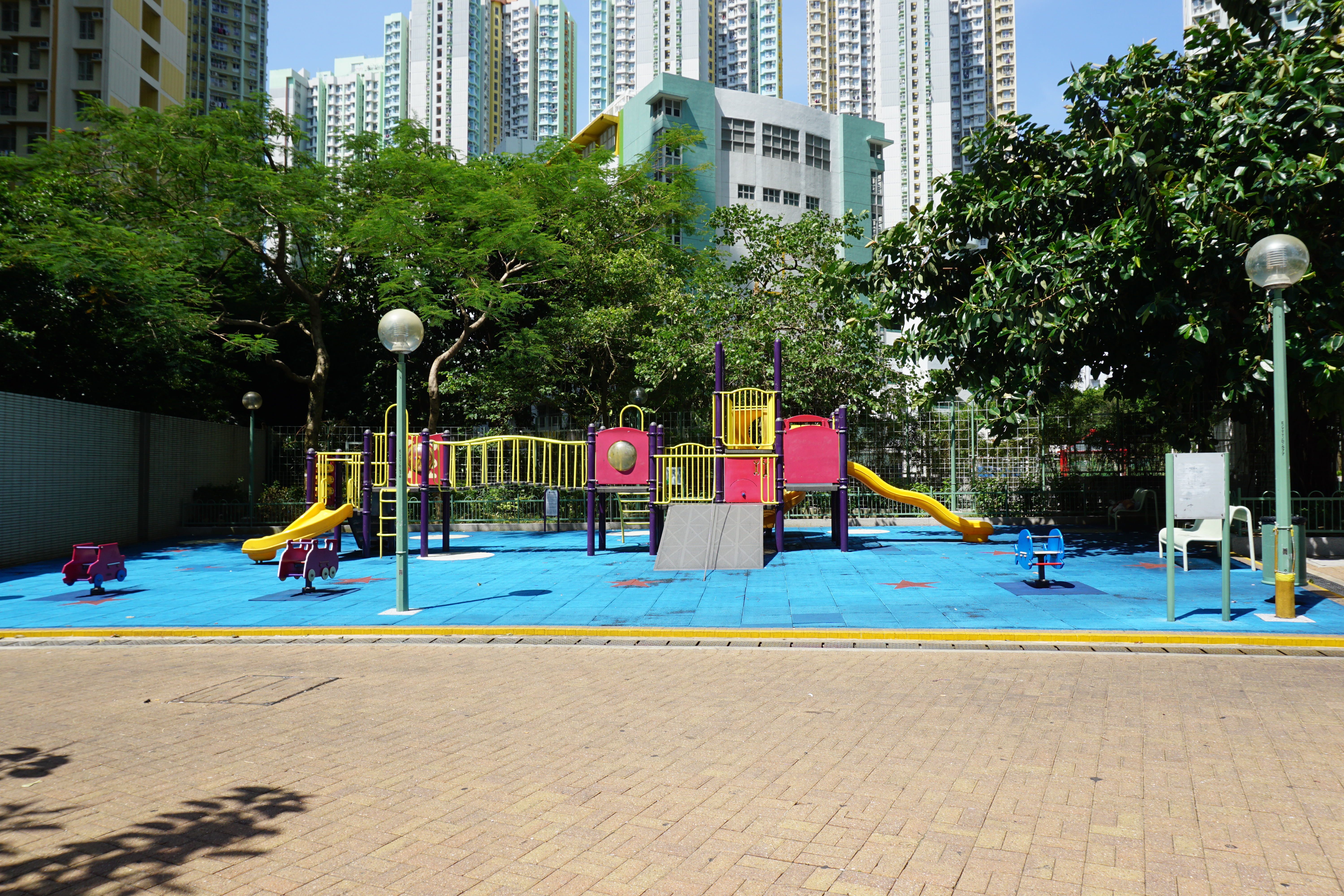
兒童遊樂場（1）
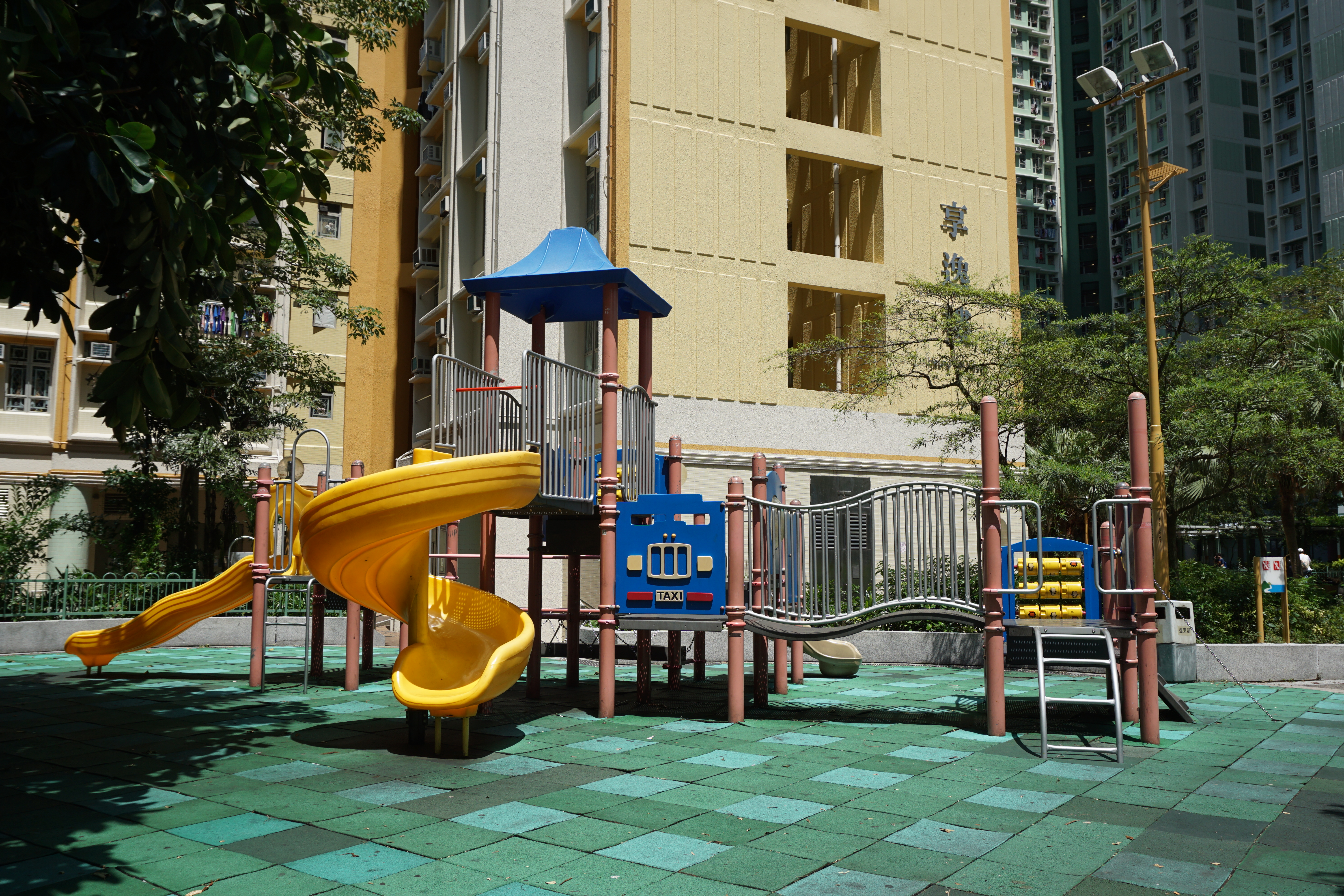
兒童遊樂場（2）
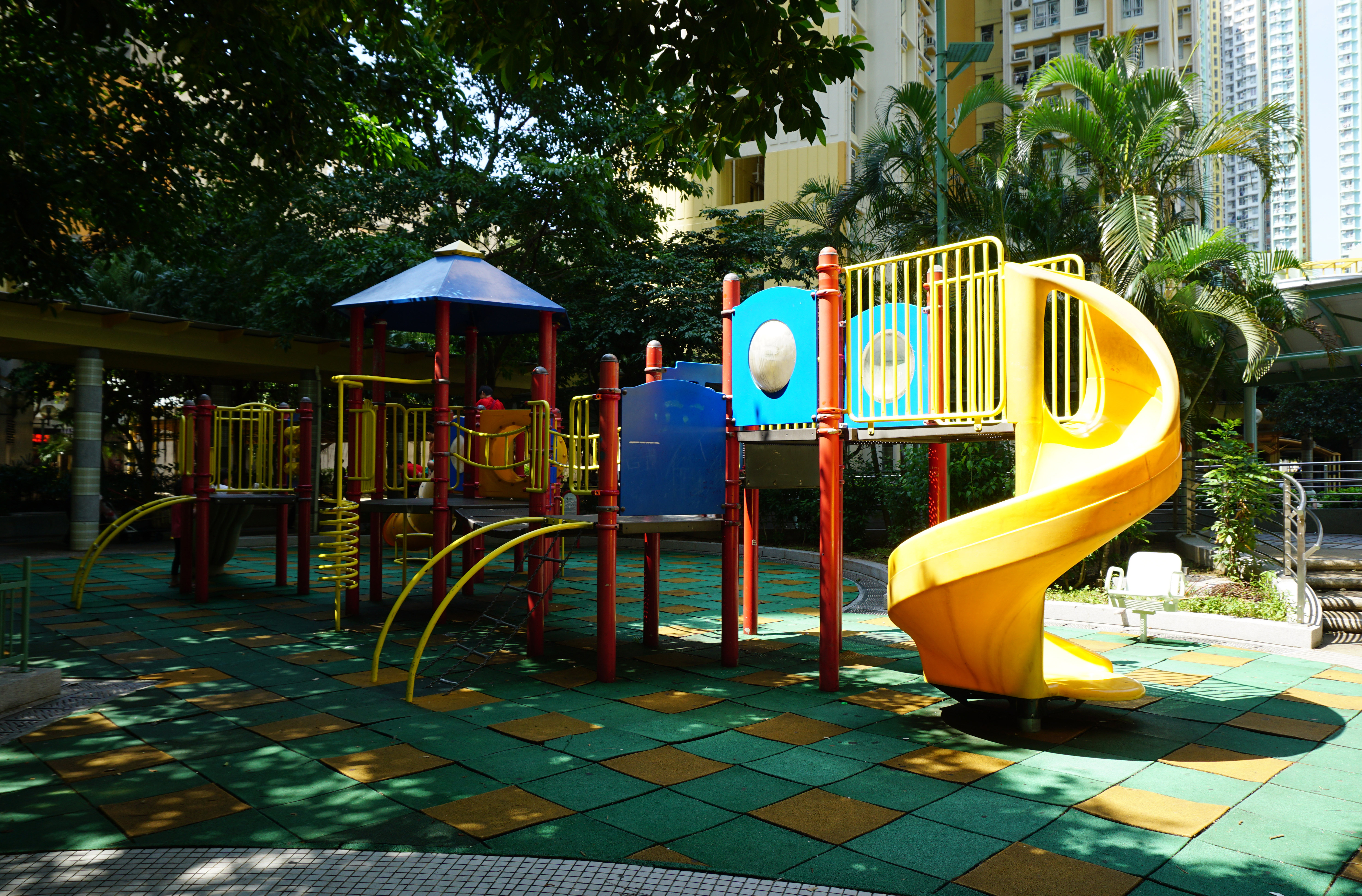
兒童遊樂場（3）
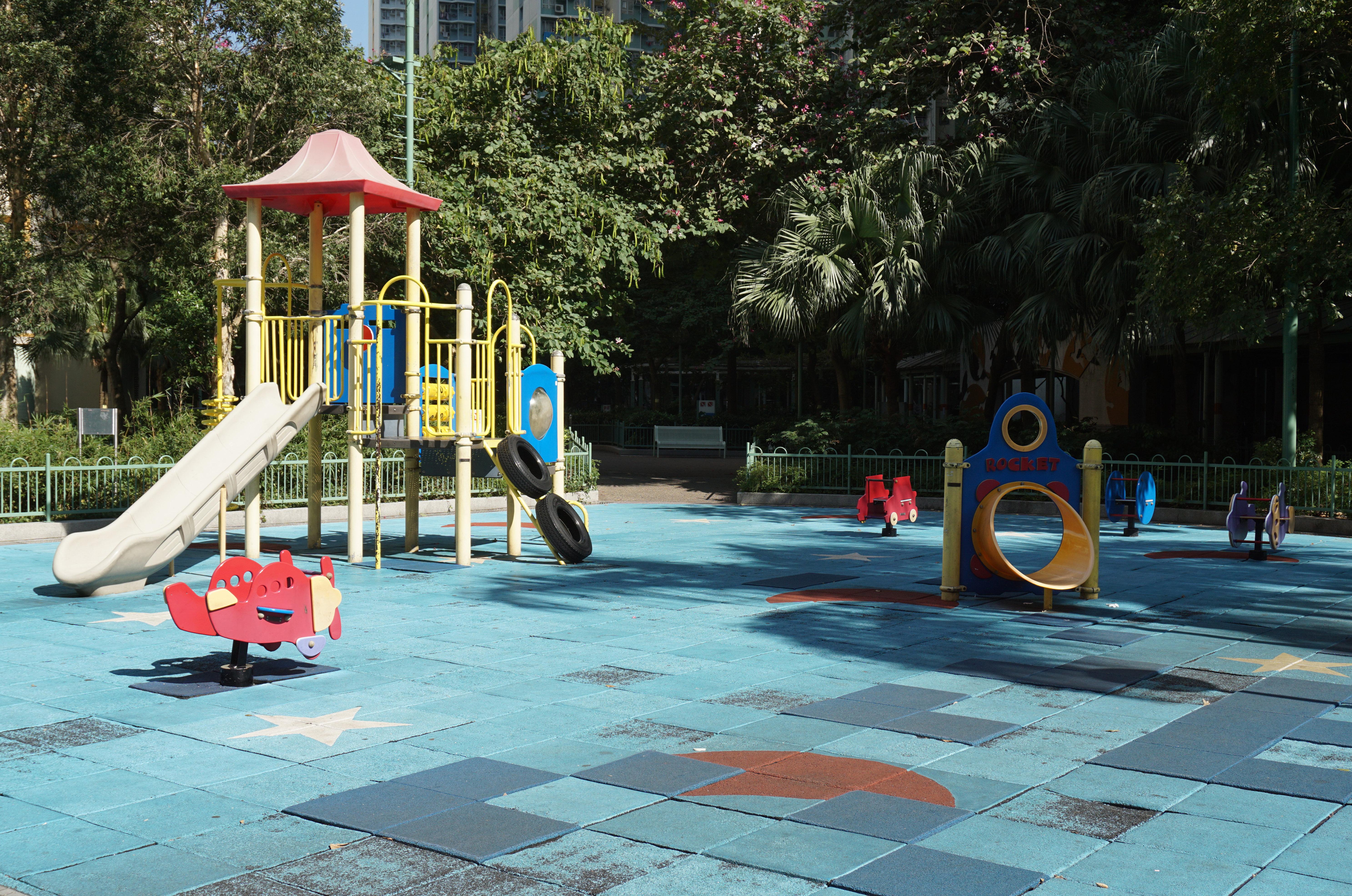
兒童遊樂場（4）
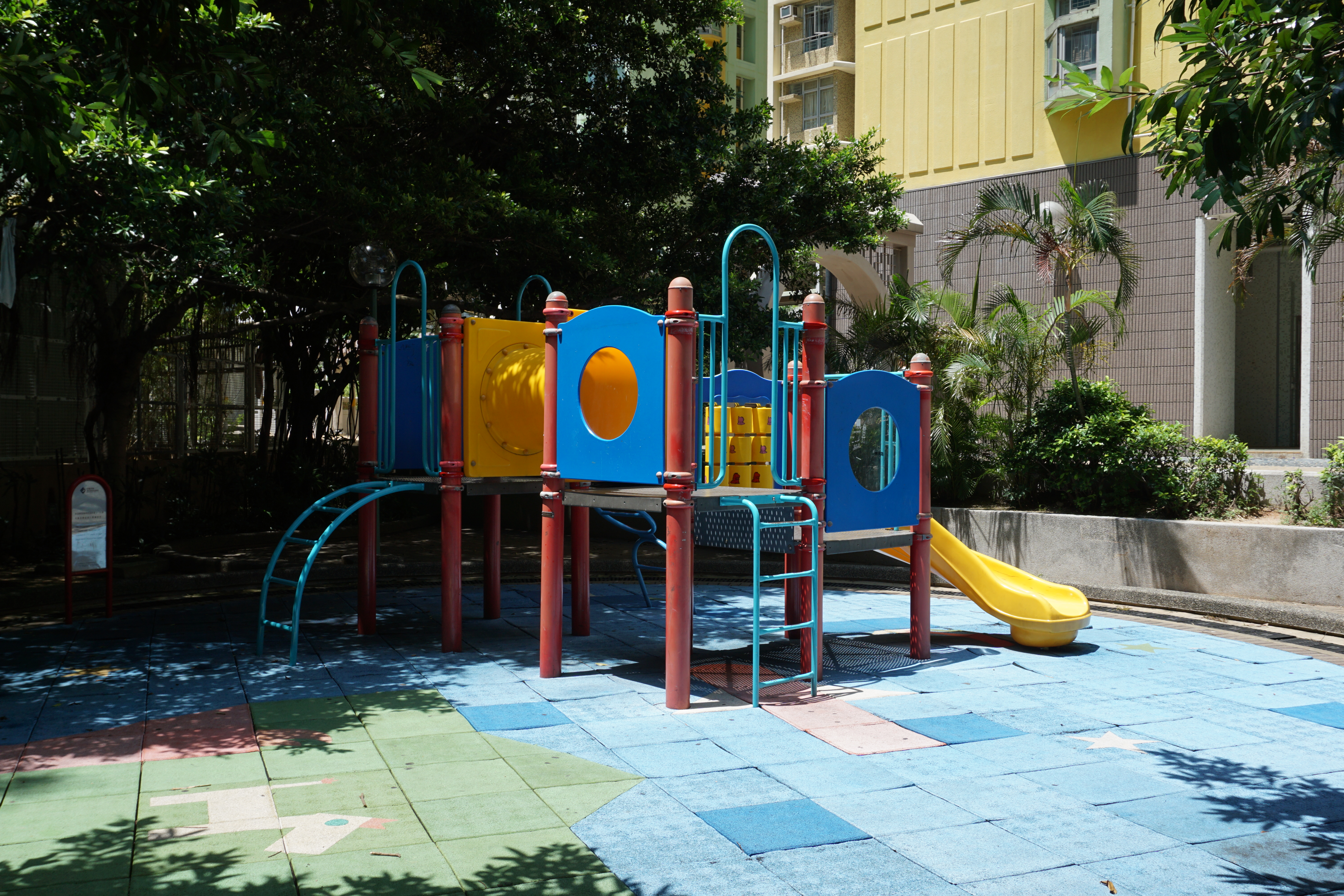
兒童遊樂場（5）
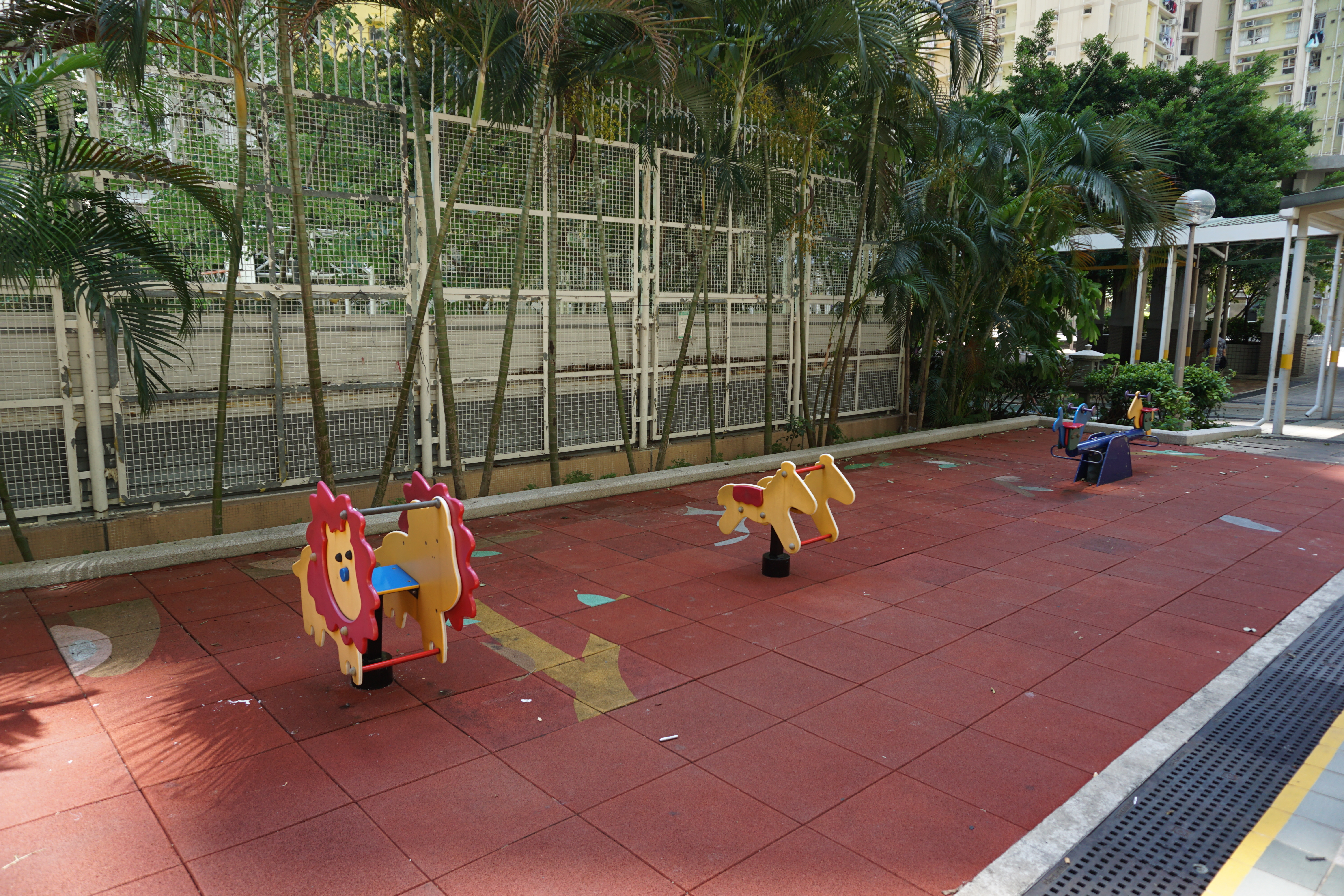
兒童遊樂場（6）
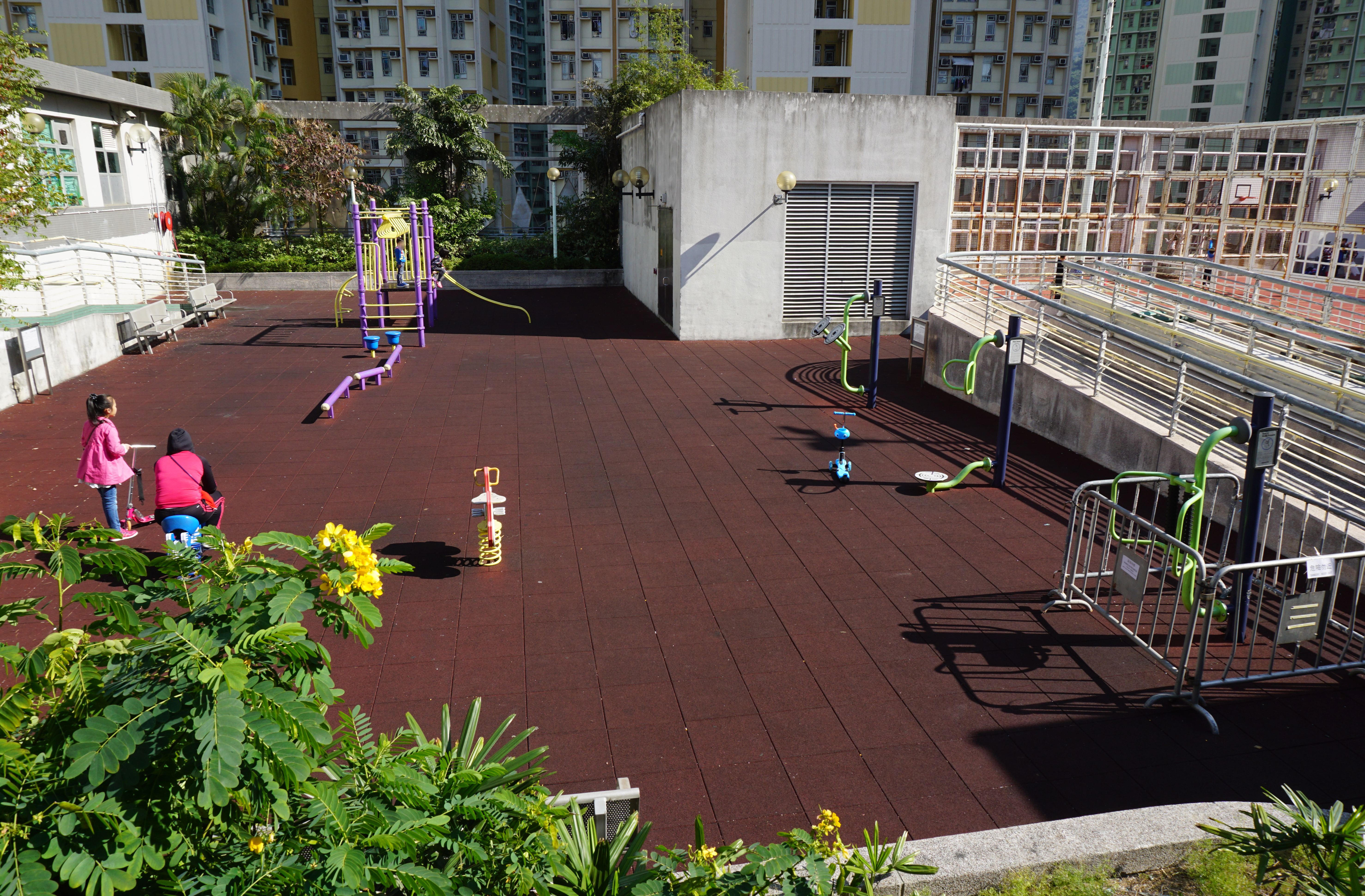
兒童遊樂場（7）及健體區
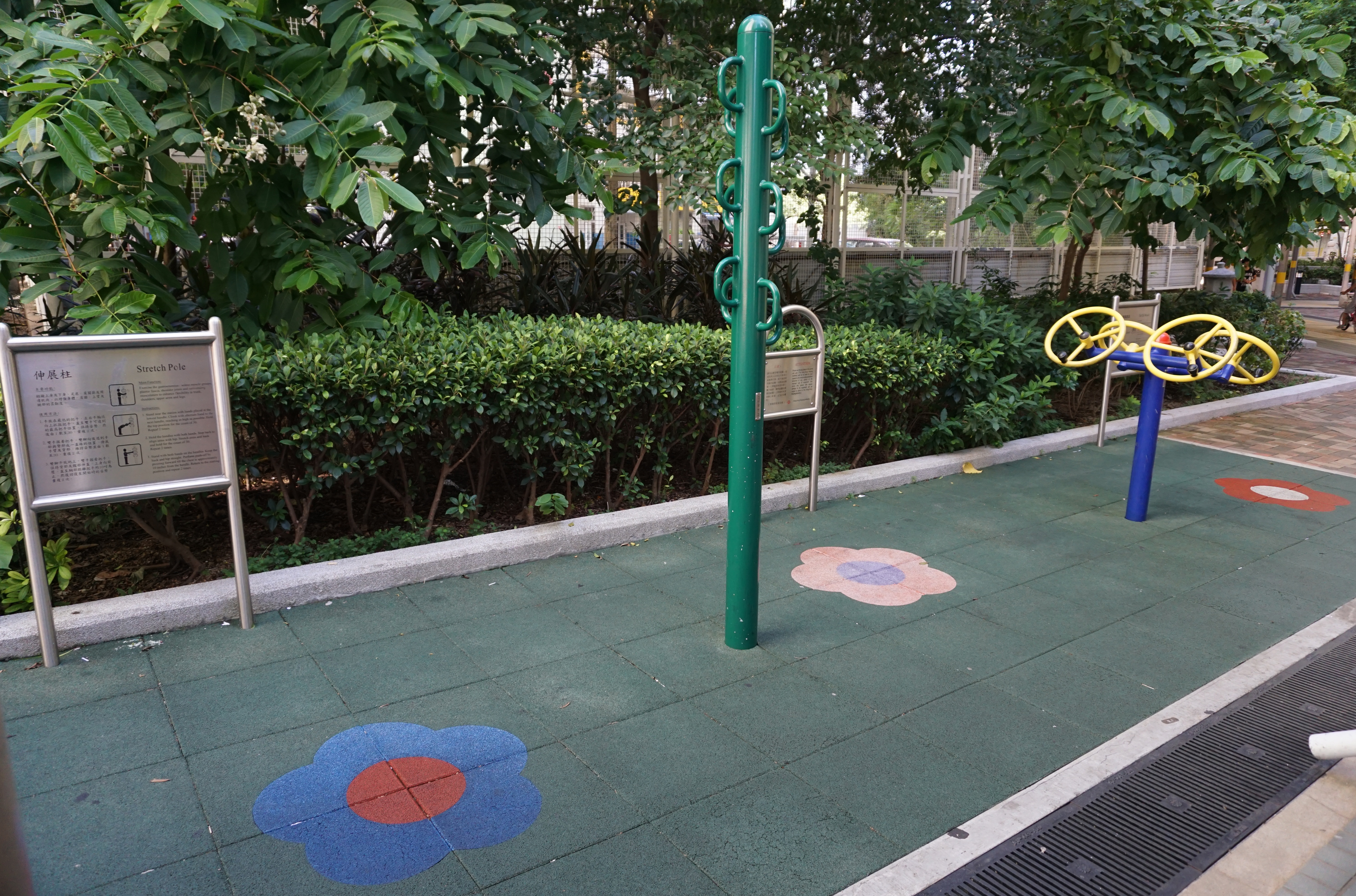
健體區（2）
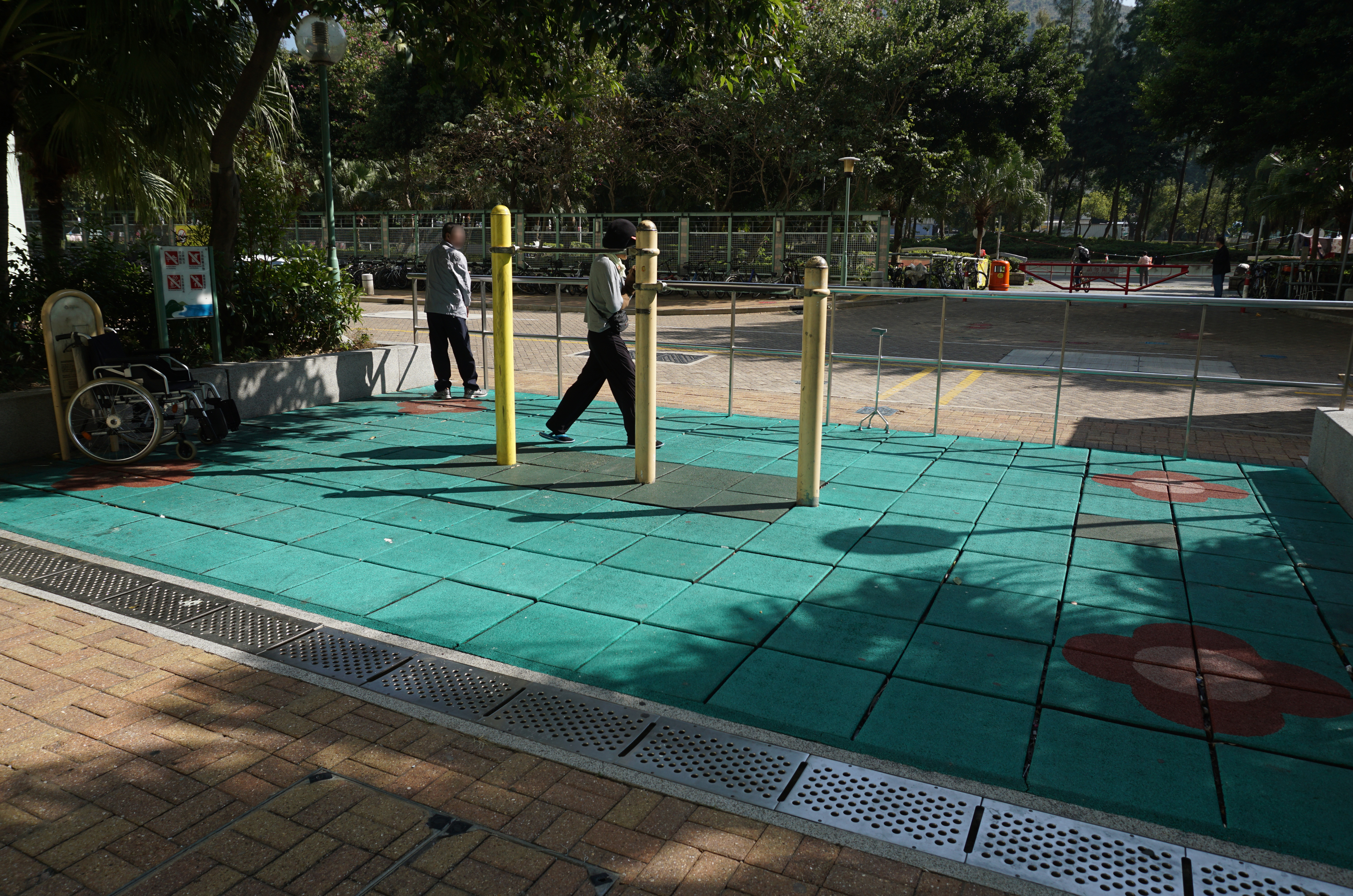
健體區（3）
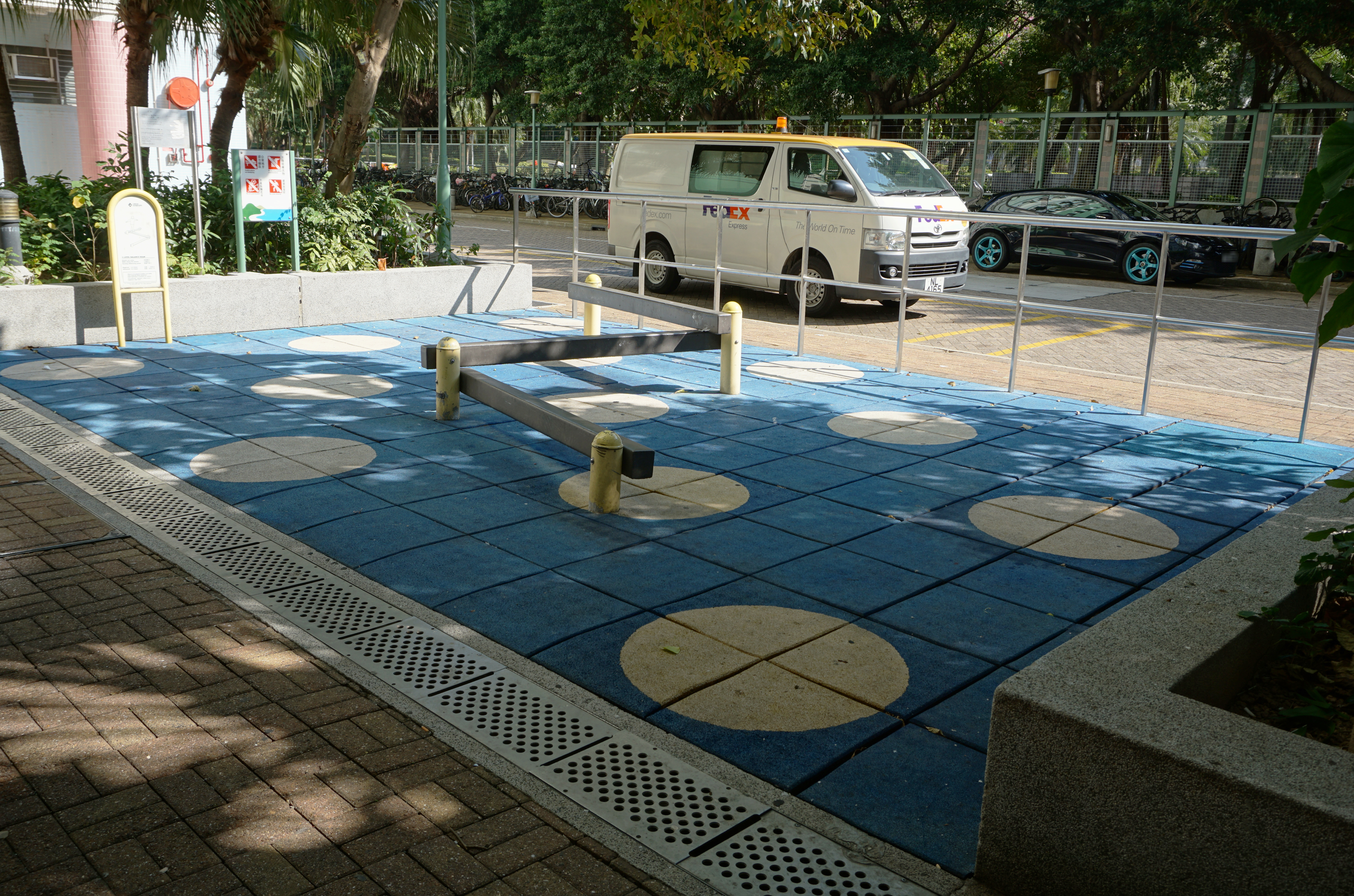
健體區（4）
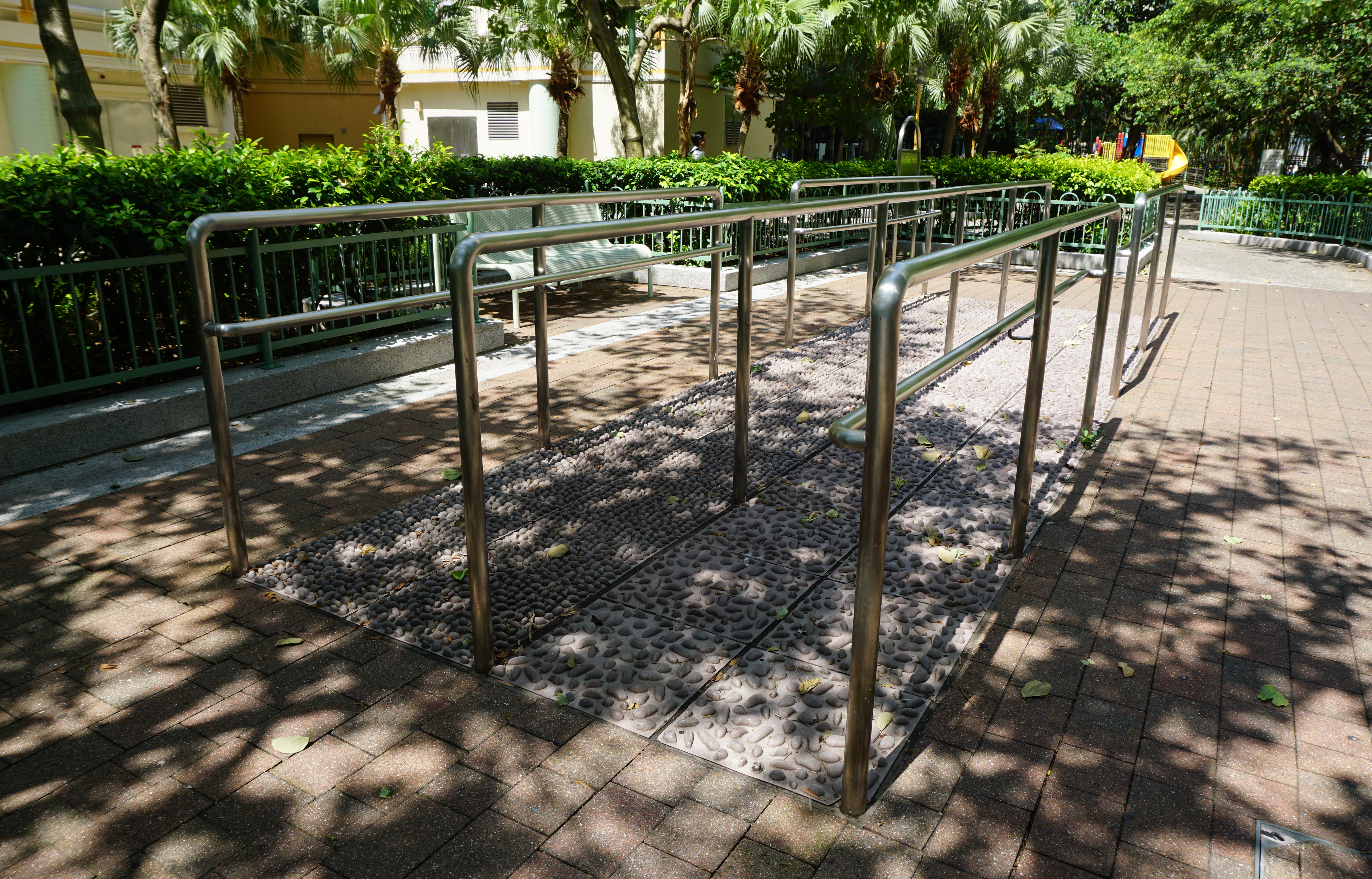
卵石路步行徑
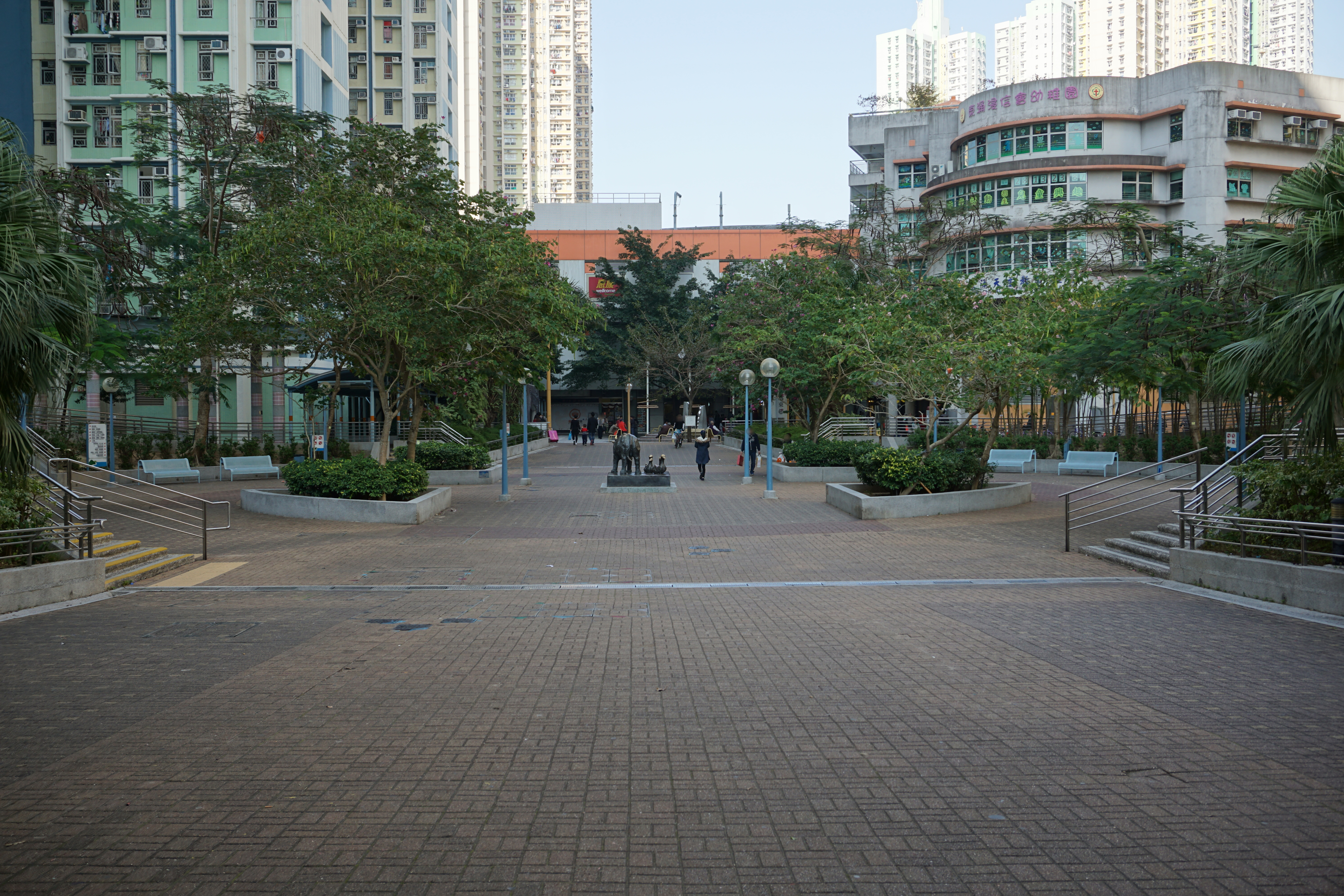
休憩空間（2017年）
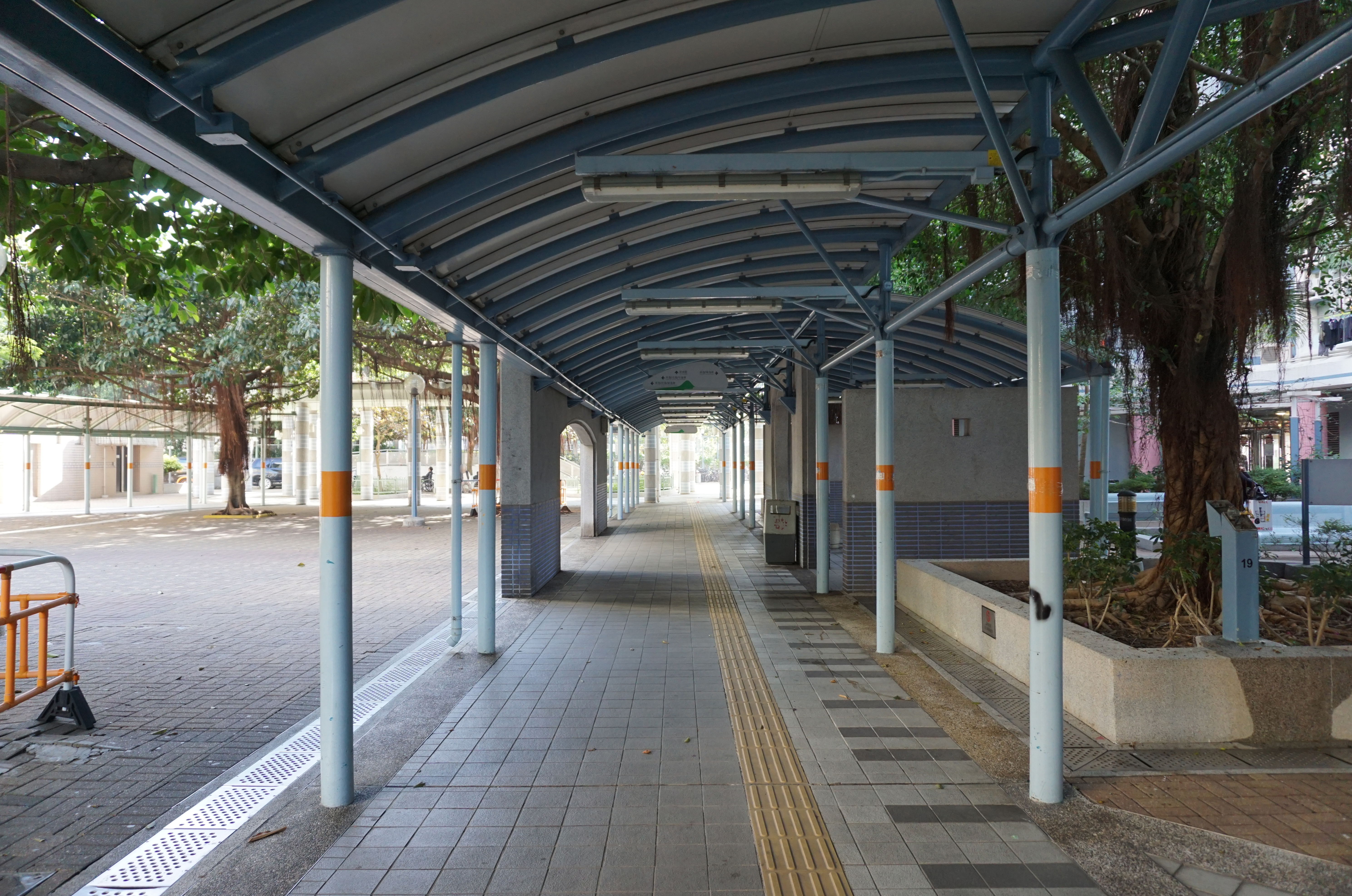
有蓋行人路（2017年）
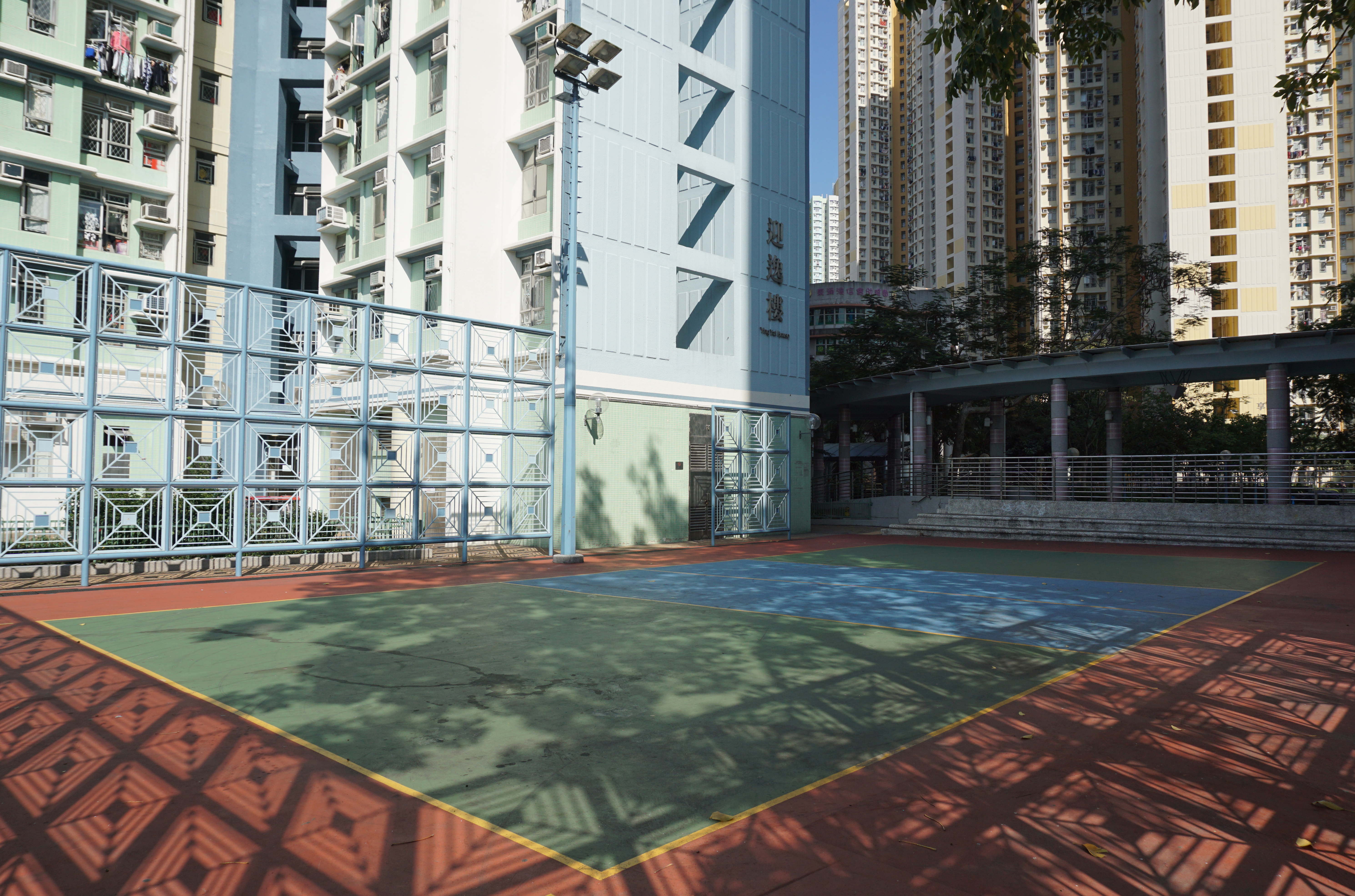
排球場（2017年）

## 區議會議席分布
| 範圍／年度   | 範圍／年度                                                                                        | 2004-2007 | 2008-2011    | 2012-2015    | 2016-2019    | 2020-2023    |
| ------------ | ------------------------------------------------------------------------------------------------- | --------- | ------------ | ------------ | ------------ | ------------ |
| 逸東（一）邨 | 雍逸樓、福逸樓、祿逸樓、迎逸樓、漁逸樓、舟逸樓、 太逸樓、平逸樓、享逸樓、至逸樓以及善逸樓         | 逸東選區  | 逸東邨南選區 | 逸東邨南選區 | 逸東邨南選區 | 滿逸選區     |
| 逸東（一）邨 | 清逸樓                                                                                            | 逸東選區  | 逸東邨南選區 | 逸東邨南選區 | 逸東邨南選區 | 逸東邨北選區 |
| 逸東（一）邨 | 康逸樓                                                                                            | 逸東選區  | 逸東邨北選區 | 逸東邨北選區 | 逸東邨南選區 | 逸東邨北選區 |
| 逸東（二）邨 | 美逸樓、滿逸樓、居逸樓、勤逸樓、傑逸樓、寶逸樓、 翠逸樓、悅逸樓、瑞逸樓、德逸樓、謙逸樓以及信逸樓 | 逸東選區  | 逸東邨北選區 | 逸東邨北選區 | 逸東邨北選區 | 逸東邨北選區 |

## 著名住客
- 薛影儀，香港女頂樓/亞視一姐

## 社區問題及事件

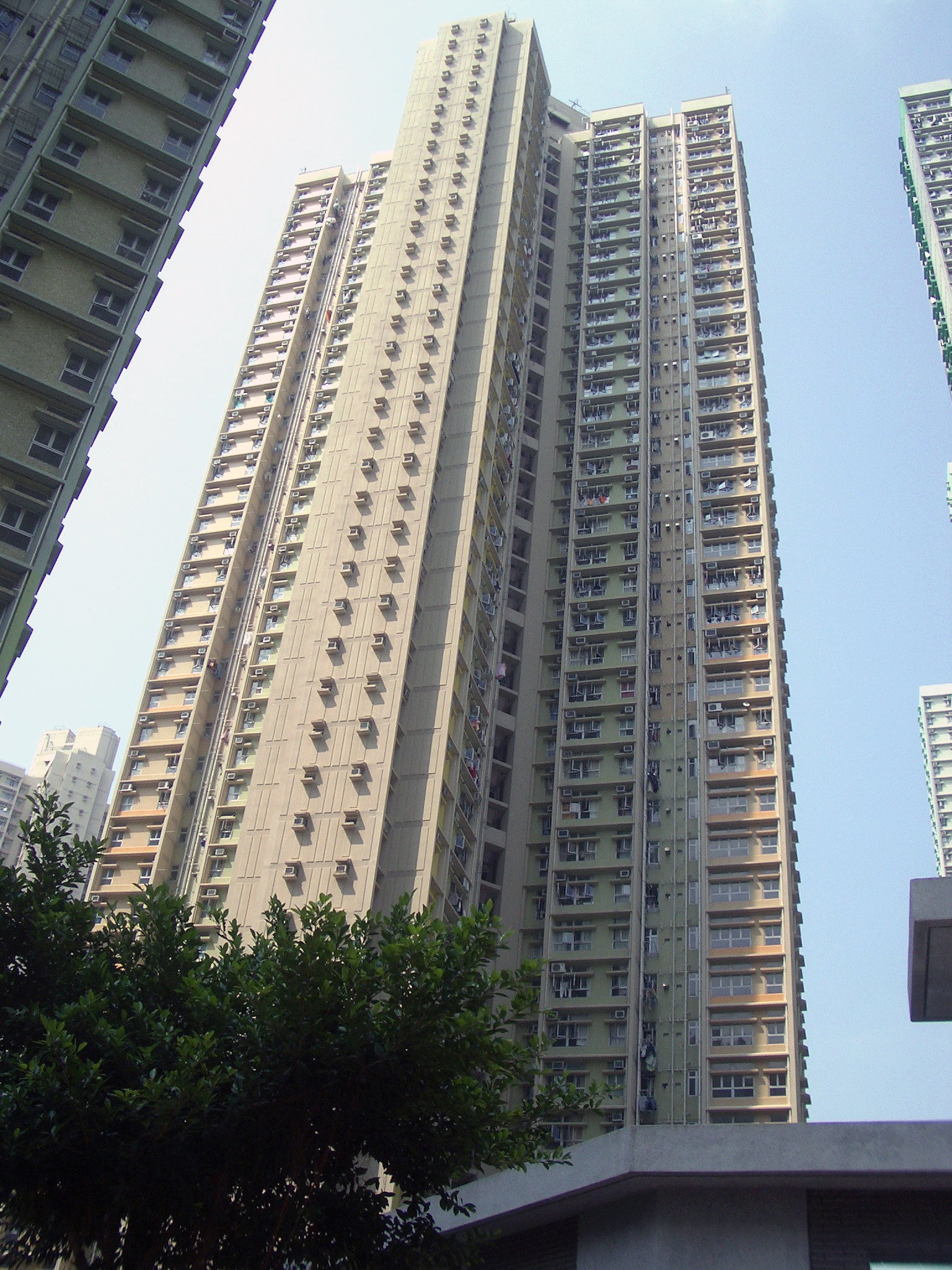
2007年的逸東（二）邨一座新十字型大廈外貌，可見當時大廈較低層有一定大單位空置了，未能租出

- 自2001年4月入伙至2011年前，逸東邨存在著不少生活配套上的問題，除了交通費（跨區最少$11.2）和醫療問題（北大嶼山醫院於2013年啟用後已解決）外，康樂設施也嚴重不足。邨內曾只有兩個超小型球場，小量兒童遊樂設施及一間臨時小型圖書館，故在邨內會見到很多兒童在邨內的公眾地方流連。邨內原先亦沒有銀行，連銀行的提款機也沒有。房署亦已經先後向十多間銀行推介，邀請他們承辦，惟一直以來都沒有收到他們的任何標書，至2005年才成功爭取渣打在商場內設櫃員機，及後在2006年12月成功爭取創興銀行（當時稱廖創興銀行，逸東分行開幕不足十天易名）在商場內開設分行，同時亦爭取到匯豐在商場內設置櫃員機，現時在逸東邨內設有四部銀通網絡櫃員機（分別隸屬渣打、創興、中銀及東亞），一間匯豐理財易中心（提供三部自動櫃員機，現金、支票存款及打簿服務）以及一間設有櫃位服務的銀行（創興銀行）[15]。

- 逸東邨（以至整個東涌）在地理位置上自成一國，不像天水圍仍有屯門及元朗等鄰近社區支援，而且逸東邨街市物價乃全港其中一個最貴[16]，交通費用也相當昂貴，但邨民普遍收入偏低，生活負擔特別重。因此邨內累積不少家庭問題，但又不夠社工處理，其潛在的問題，可能比天水圍更嚴重。

- 除了經濟問題，邨內的青少年情緒問題亦同樣值得關注。單是2013年11月，已經出現2單跳樓自殺案，可見邨內青少年的價值觀及情緒問題值得關注。 同時，逸東邨亦是繼天水圍後，第二個被冠以「悲情城市」的地方。 [17] [18]

- 逸東邨居民也有不少是南亞裔或中國大陸新移民家庭，15歲或以下兒童佔全邨人口逾30%；而邨民中超過70%是領取綜援生活[19]，這是公共屋邨中少有的。

- 由於逸東邨位置相對不便，邨內曾經有相當數量的空置單位（主要集中在新十字型大廈的較低層的三房大單位），這也是公共屋邨中少有的，隨著東涌的社區配套日益改善，加上大規模的城市發展大力吸引更多本港和外籍人士人遷往東涌居住，令現在的空置單位問題幾乎消失[20]。

- 2016年5月，土地正義聯盟在逸東邨的公共空間設「逸東居民市集」，推動以物易物以創造領展壟斷以外的自主社區，「民主挑戰業主（領展、房委會）、挑戰官僚管理，以及挑戰商黑勾結」，管理者以「未經批准」及「阻塞通道」為由要求解散。5月29日的第三次市集期間警方介入並拘捕土地正義聯盟，被嘲為「領展保安」。[21]

- 2023年7月24日，康逸樓一單位有人燒炭自殺。警方到場後證實一男一女身亡，兩人據悉是夫妻關係，遺書透露兩人因病厭世。[22]

## 外部連結
- 有利建築 東涌31區二期 （页面存档备份，存于）
- 有利建築 東涌31區三期 （页面存档备份，存于）
- 房屋署 逸東(一)邨 （页面存档备份，存于）
- 房屋署 逸東(二)邨 （页面存档备份，存于）
- 房屋署 東涌藝術徑 （页面存档备份，存于）
- 東涌討論區
- . 房委會.   [2019-08-01]. （原始内容存档于2003-08-18）.